# Subaru Impreza
El Subaru Impreza es un automóvil de turismo del segmento C producido por el fabricante japonés Subaru desde 1992. La segunda generación fue lanzada en el año 2000 y la tercera fue presentada al público en 2007. Su principal rival ha sido el Mitsubishi Lancer, hasta que dejó de ser competitivo a principios de los años 2000. Se ha mantenido en la élite del Campeonato Mundial de Rally (WRC) hasta llegar a ser el modelo con más victorias, hasta un total de 46 rallys en el mundial, empatado con el Lancia Delta.
Ha existido en carrocerías cupé de dos puertas, sedán de cuatro puertas y familiar de cinco puertas, todos con puertas sin marco hasta 2006. Han incorporado motores tipo bóxer de gasolina con disposición y tracción delantera o integral. Cada generación comparte plataforma con la generación correspondiente del vehículo todoterreno Subaru Forester.

## Primera generación (1992-2000)

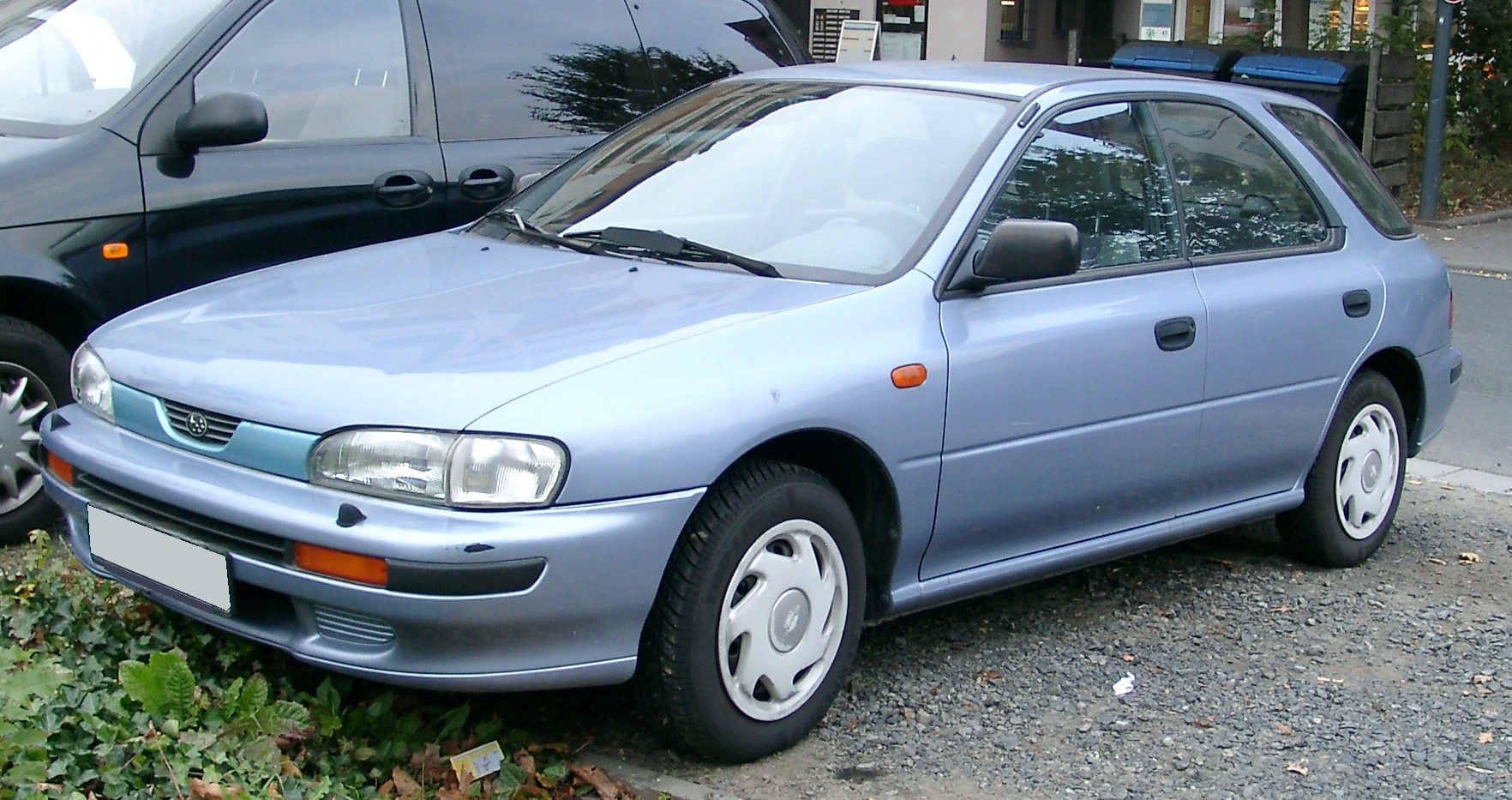
Versión familiar

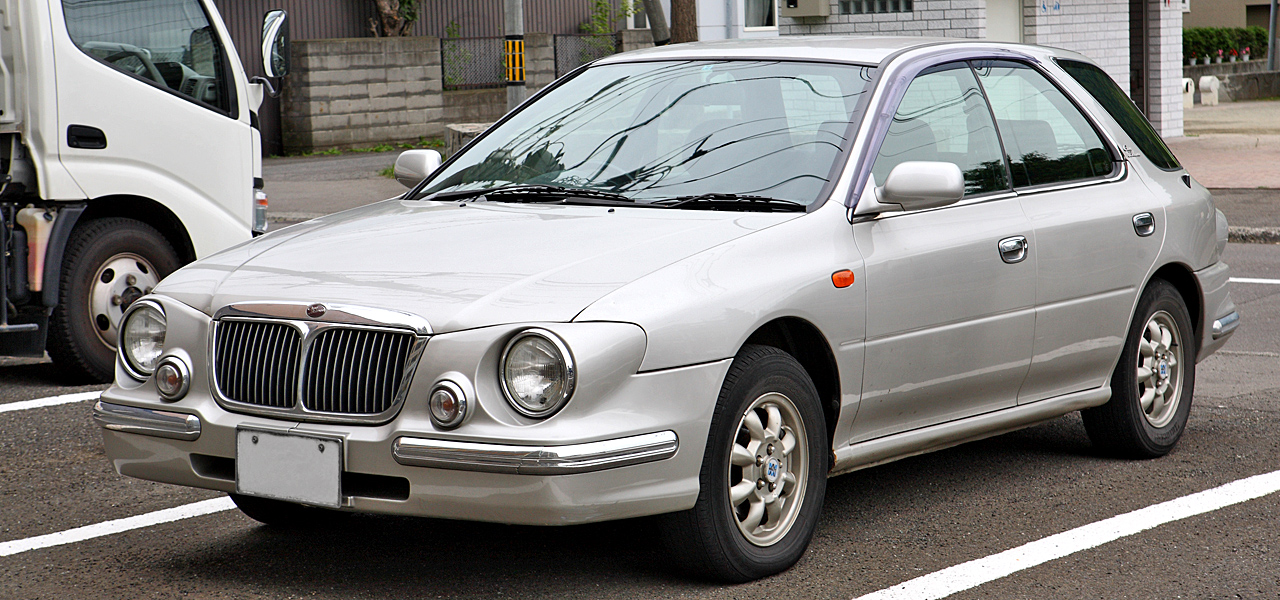
Casa Blanca

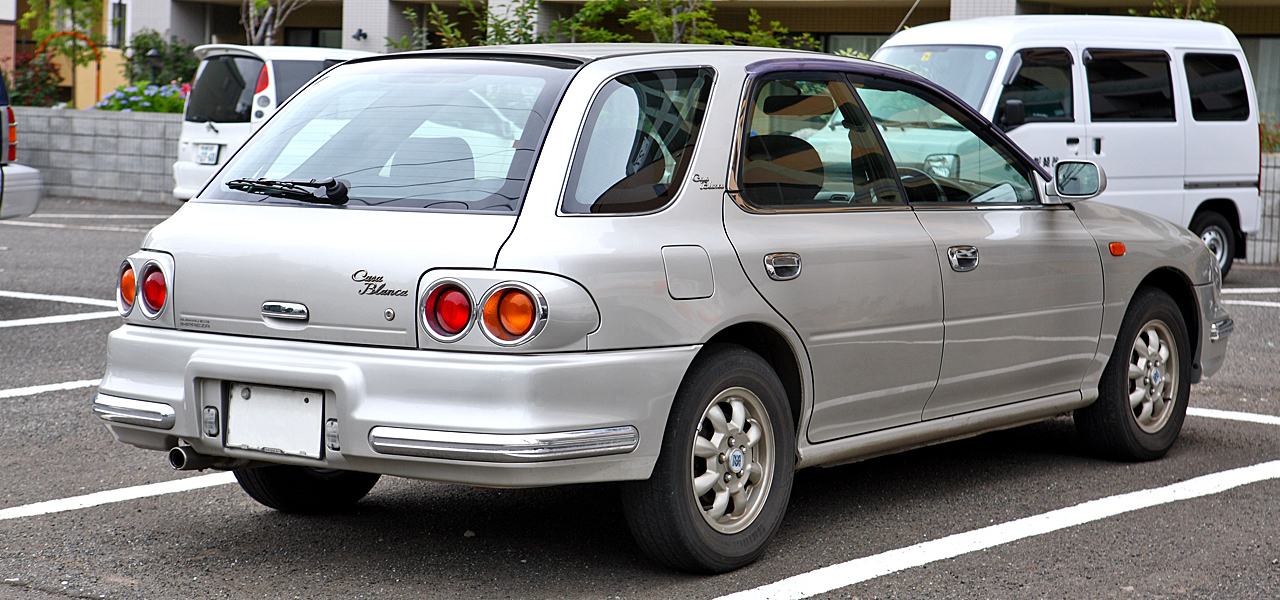
Vista trasera 3/4 del Casa Blanca

La primera generación fue puesta a la venta en octubre de 1992. Inicialmente, estaba disponible con carrocerías sedán de cuatro puertas (código de fabricación: GC) y hatchback de cinco puertas con portón trasero (GF). A fines de 1995 se agregó una variante cupé de dos puertas (GM), similar en silueta a la sedán y todos con puertas sin marco. Las transmisiones eran una manual de cinco velocidades y otra automática de cuatro. El volumen de la cajuela de ambas versiones era el mismo con 365 L (12,9 pies cúbicos), mientras que el hatchback aportaba la ventaja de un capacidad de carga más amplia, gracias al portón trasero y a la posibilidad de abatir los asientos traseros en partes asimétricas.
Las versiones normales eran con motores naturalmente aspirados de 1597 cm³ (1,6 litros), 1994 cm³ (2 litros), 2212 cm³ (2,2 litros) y 2457 cm³ (2,5 litros). La versión de 1597 cm³ (1,6 litros) estaba disponible con tracción delantera, mientras que las de 1820 cm³ (1,8 litros) y mayores estaban disponibles solamente con tracción integral. El diseño y acabados interiores eran muy espartanos y no destacaba por su equipamiento.
La primera evolución correspondió a Impreza WRX, por sus siglas "World Rally Experimental" o Impreza GT Turbo, como se denominaba la versión deportiva en Japón, el cual incorporaba un 1994 cm³ (2 litros) con turbocompresor que desarrollaba 211 CV (208 HP; 155 kW) de potencia máxima, luego 218 CV (215 HP; 160 kW) de potencia, salvo en Japón donde producía 240 CV (237 HP; 177 kW), 260 CV (256 HP; 191 kW) y 280 CV (276 HP; 206 kW). Las versiones dotadas con sobrealimentación nunca llegaron a los mercados de América del Norte. Gracias a su bajo peso de 1220 kg (2690 libras), los WRX en los mercados europeos eran capaces de acelerar de 0 a 100 km/h (62 mph) en 5.5 segundos. Además, disponían de un complejo sistema de tracción integral con diferencial de acoplamiento viscoso (LSD) central y el trasero autoblocante. El WRX estaba disponible con cualquiera de las carrocerías, incluyendo el cupé de dos puertas que saldría a la venta en 1995.
En 1994 se introdujo una versión más radical llamada Impreza STi, por sus siglas "Subaru Tecnica International", la división deportiva de la firma como una evolución del WRX. Su bóxer de 1994 cm³ (2 L; 121,7 plg³), llevaba un turbocompresor más grande que le permitía alcanzar una potencia máxima de 250 a 280 CV (247 a 276 HP) (184 a 206 kW). A esto habría que agregar numerosas opciones provenientes de la versión que competía en rallyes de todo el mundo, como una caja de cambios de relación cerrada, neumáticos semi-slicks o el reparto electrónico de frenada (EBD) desde el interior. A finales de 1995, se añadió a la gama una tercera carrocería de dos puertas con código de fabricación GF, que presentaba una silueta similar al cuatro puertas.
A partir de 1996, se dio la supresión de las versiones de tracción delantera, quedando la tracción integral como única opción, desapareciendo también las motorizaciones menos potentes como el 1.6 y el 1.8.
Existieron numerosas versiones especiales, muchas de ellas conmemorativas de alguna victoria significativa en los rallyes, tales como las series limitadas McRae, 555, Catalunya, Terzo, RB5, P1 y 22B.
En España, las versiones disponibles eran: 1.6 GL 4WD y el Sport 2.0 4WD. A partir de 1997, la gama era el Sport 4WD y GL, 4WD de 2.0 L junto con el Turbo 2000. Las carrocerías sedán y hatchback ya no estaban disponibles con dos ruedas motrices después de 1996.
El estilo del Casa Blanca era horrible y asombroso al mismo tiempo. Ni la parte delantera ni la trasera están a la altura del nombre Subaru, pero Casa Blanca es el producto de la búsqueda desesperada de Fuji Heavy Industries de un nuevo automóvil retro japonés moderno de finales de la década de 1990.

### Impreza 22B STi

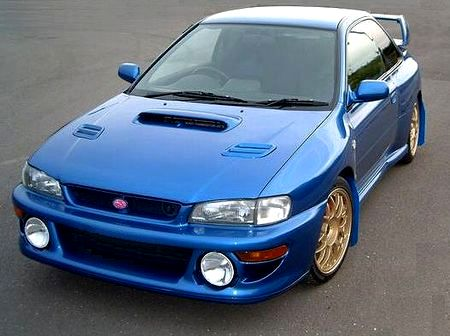
Impreza 22B STi

Era una versión especial y a la vez limitada del Impreza STI. En marzo de 1998, se lo lanzó para conmemorar su 40.º aniversario. Esta versión usaba el chasis de la potente versión Type R, con dimensiones idénticas y con un nuevo alerón trasero totalmente regulable que provenía directamente de la versión World Rally Car. Se fabricaron 400 unidades oficiales, que después de un día ya estaban todas vendidas en Japón, lo que lo hizo todavía más cotizado y admirado en todo el mundo, aunque en realidad se fabricaron en total 426 unidades, de las cuales algunas estaban destinadas para pilotos como Colin McRae, David Lipworth y Nicky Moler.
El bóxer de 2212 cm³ (2,2 litros) superó enormemente a la versión STI de 1994 cm³ (2 litros) estándar. Tanta era la diferencia que a las 3000 rpm conseguía entregar 70 CV (51,5 kW) más que dicha versión. Incluso antes de su lanzamiento oficial, algunos se adelantaron a decir que alcanzaba fácilmente los 350 CV (345 HP; 257 kW), pero en realidad alcanzaba los 280 CV (276 HP; 206 kW) declarados oficialmente en el exigente mercado japonés. Su turbo IHI VF22 es la pieza fundamental para esta unidad tan potente y con tanto carácter. Se utilizaron pistones forjados provenientes directamente del World Rally Car, incorporando también una transmisión de la versión Type R. Llevaba de fábrica rines BBS dorados de medidas 235/40 ZR17 x 8,5 pulgadas (43,2 x 21,6 cm) en neumáticos Pirelli P Zero, algo nunca utilizado por el fabricante en aquella época. También estaba equipado con frenos de discos delanteros con unas pinzas (calipers) de cuatro pistones de 292 mm (11,5 pulgadas), mientras que en la parte trasera eran de dos pistones de nueva factura, pintadas de un color rojo distintivo en esa versión que hacía resaltar mucho más sus rines dorados.
Se creía que el nombre 22B era por el bóxer de 2212 cm³ (2,2 litros) y la "B" que hacía referencia a la suspensión Bilstein, pero la verdad era otra y es que 22B es hexadecimal, la base de número 16, es usada en la configuración de programas de computadoras donde van de la letra "A" a la "F", se utiliza para los números 10 al 15, para 555 que fue uno de los míticos sellos para el WRC, uno de los equipos más ganadores de la historia en dicha categoría: 2x16x16 =512 2x16=32 B =11 Total=555.

### WRX STi S201

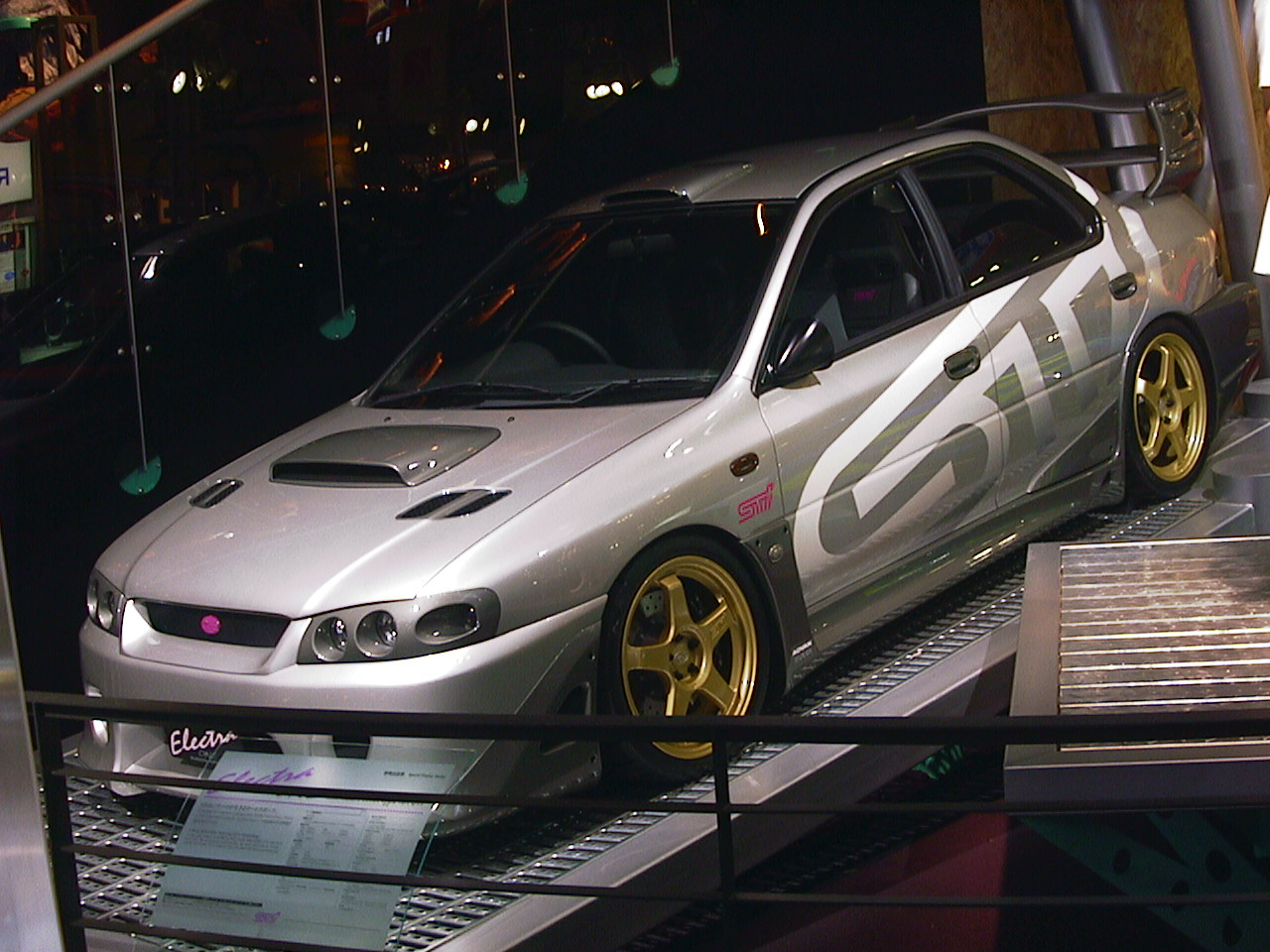
STI Electra ONE en el Salón del Automóvil de Tokio de 1999. Este modelo se tomó como base para el S201

Logotipo "STi"

Aunque desde 1998 la atención era para el STi 22B, principalmente porque conmemoraba el 40.º aniversario de la marca, los ingenieros de Subaru decidieron tomar la cultura del tuneo y las modificaciones extremas, por lo que lanzaron esta edición limitada que serviría para finalizar la primera generación "GC".
La segunda generación "GD" se encontraba en fase de desarrollo antes de entrar en producción en el año 2000, mientras que, al mismo tiempo, los responsables de la compañía decidieron tomar la carrocería de un WRX STi RA para que crear algo más radical y extremo sobre la base de un Impreza de cuatro puertas. Después de meses de trabajo, el equipo ya tenía preparado un prototipo para el Salón del Automóvil de Tokio de 1999: el Subaru Electra One Concept. Su carrocería había recibido un completo paquete de carrocería inspirado en el automovilismo, con nuevas defensas, taloneras, rines, faros, entradas de aire en cofre y techo, así como el enorme alerón trasero que cambiaba más la forma original del STi 22B.
Esta edición limitada tuvo una producción de apenas 300 unidades, contando con la defensa delantera del prototipo, aunque redujo su tamaño y se integraron nuevos faros antiniebla. También se eliminaron las cubiertas de los faros para dejar las ópticas originales al descubierto. Las zonas laterales casi no cambiaron y en la parte trasera tenía el alerón trasero de dos fases, diseñado para reducir la resistencia aerodinámica y mejorar la carga aerodinámica trasera, aunque perdía los apéndices situados en la parte exterior del alerón. También fue instalado un nuevo difusor trasero con función aerodinámica y las calaveras perdieron el tintado del prototipo por las originales.
Otros detalles eran el sistema de escape con el logotipo STi, los logotipos “S201” en el cofre, las taloneras y la cajuela, los rines dorados, la entrada de aire sobre el cofre para mandar aire frío directamente al intercooler, además de dos respiradores adicionales a cada lado. La carrocería era de color plateado y los retrovisores de más pequeño en color negro. También se instalaron algunos ajustes en la suspensión, con nuevos componentes terminados en el STi.
Se hicieron una serie de modificaciones menores sobre la base del conocido bóxer de cuatro cilindros EJ20 de 1994 cm³ (2 L; 121,7 plg³) sobrealimentado, que alcanzaba 300 CV (296 HP; 221 kW) de potencia máxima a las 6500 rpm y un par máximo de 36 kg·m (260 lb·pie; 353 N·m) a las 4000 rpm. Estaba acoplado a una transmisión manual de cinco con tracción total permanente, logrando acelerar de 0 a 100 km/h (62 mph) en 5.2 segundos.

### Especificaciones

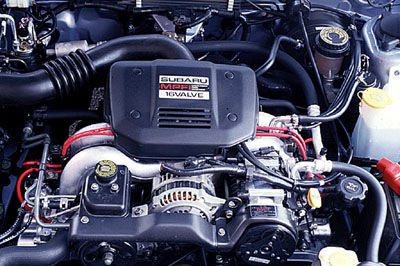
Bóxer EJ22 de 2.2 litros

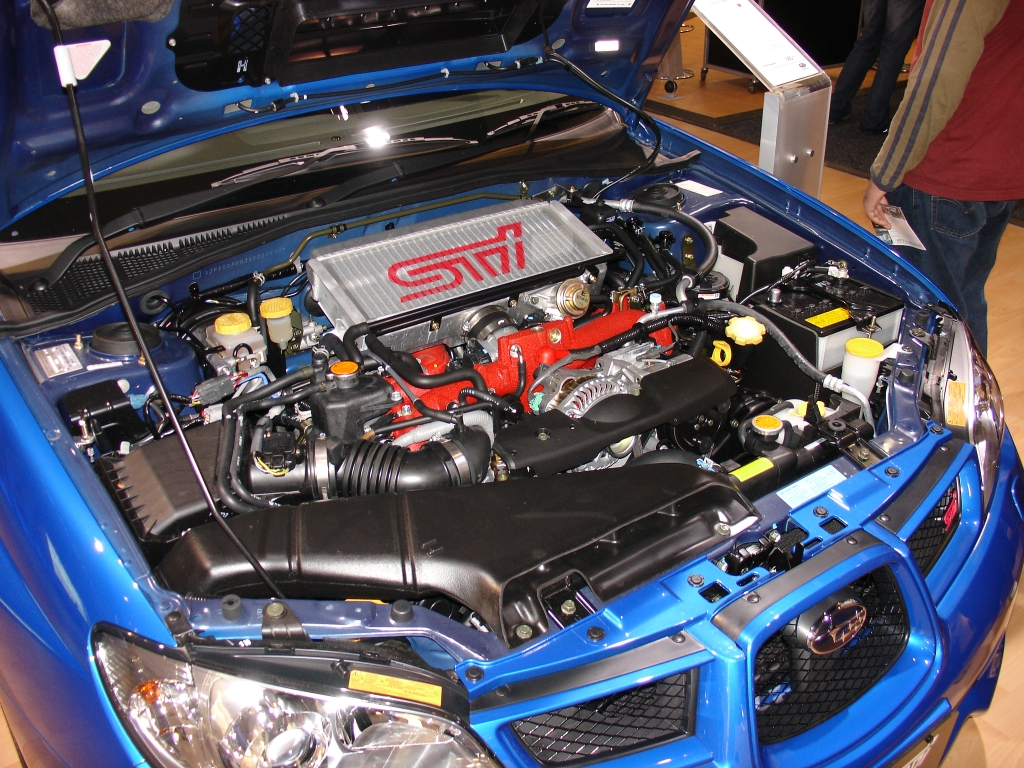
Bóxer de un WRX STI de 2006

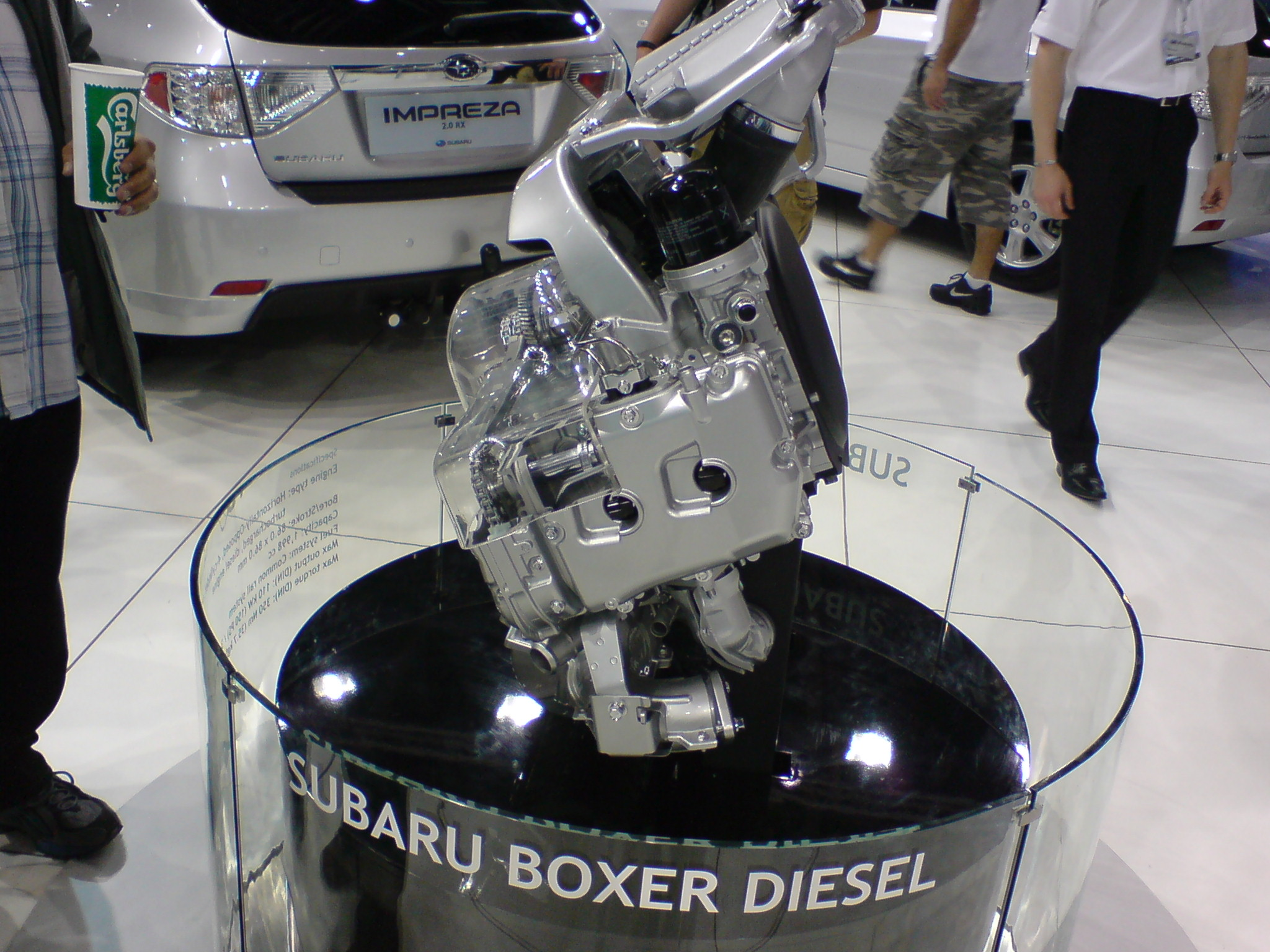
Bóxer diésel

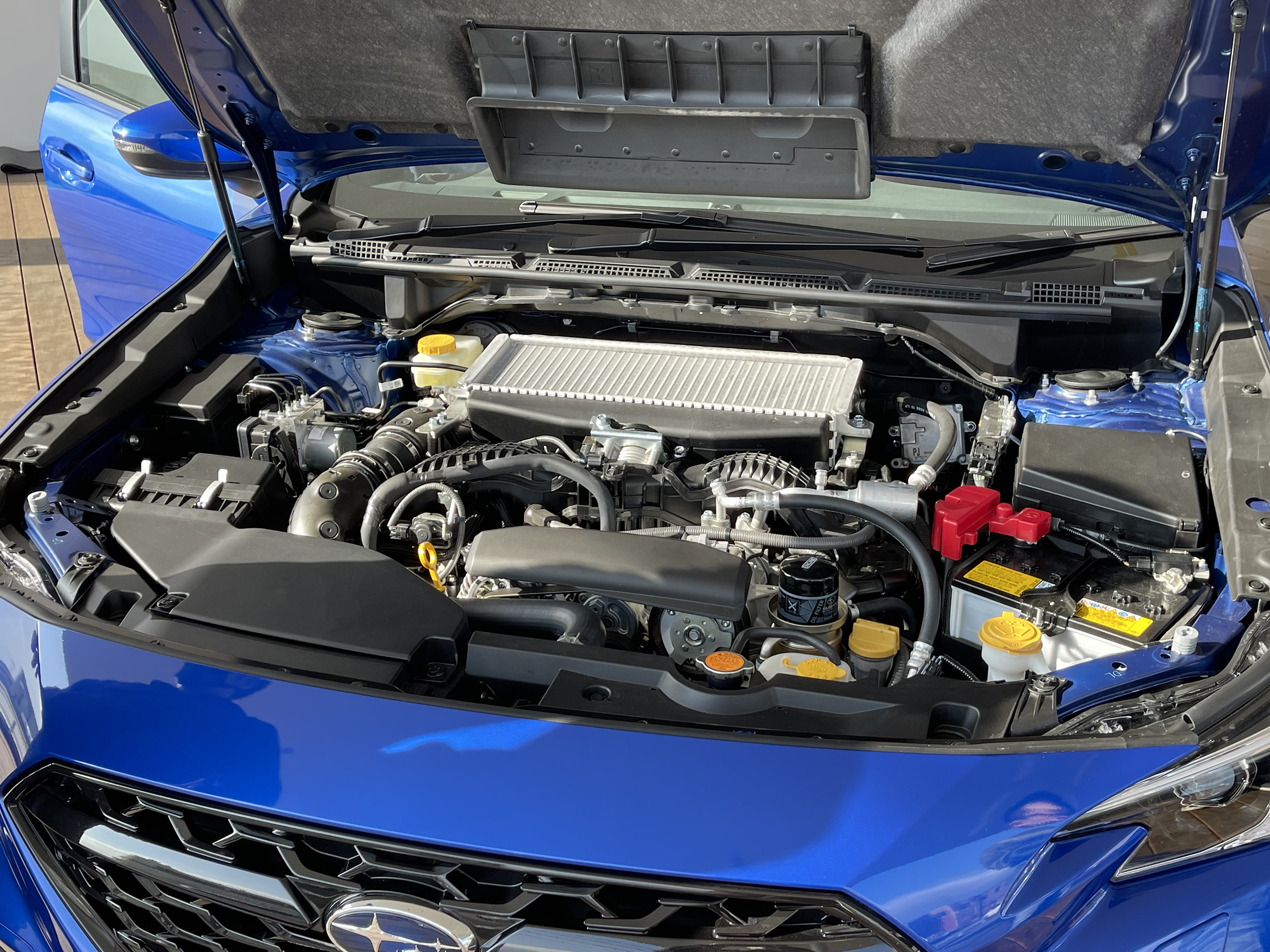
Vano motor de un WRX S4 STI Sport R EX (5BA-VBH)

| Variantes        | Cilindrada                   | Diámetro x carrera               | Aspiración | Potencia máxima                    | Par máximo                      |
| ---------------- | ---------------------------- | -------------------------------- | ---------- | ---------------------------------- | ------------------------------- |
| Casa Blanca      | 1493 cm³ (1,5 L; 91,1 plg³)  | 85 x 65,8 mm (3,35 x 2,59 plg)   | Natural    | 95 CV (94 HP; 70 kW) @ 5200 rpm    | 140 N·m (103 lb·pie) @ 3600 rpm |
| Sports Wagon 1.6 | 1597 cm³ (1,6 L; 97,5 plg³)  | 87,9 x 65,8 mm (3,46 x 2,59 plg) | Natural    | 100 CV (99 HP; 74 kW) @ 6000 rpm   | 138 N·m (102 lb·pie) @ 4500 rpm |
| Wagon 1.8 GB 4WD | 1820 cm³ (1,8 L; 111,1 plg³) | 87,9 x 75 mm (3,46 x 2,95 plg)   | Natural    | 120 CV (118 HP; 88 kW) @ 5600 rpm  | 164 N·m (121 lb·pie) @ 3600 rpm |
| Type Euro 20K    | 1994 cm³ (2 L; 121,7 plg³)   | 92 x 75 mm (3,62 x 2,95 plg)     | Turbo      | 250 CV (247 HP; 184 kW) @ 6000 rpm | 333 N·m (246 lb·pie) @ 3600 rpm |
| STi 201          | 1994 cm³ (2 L; 121,7 plg³)   | 92 x 75 mm (3,62 x 2,95 plg)     | Turbo      | 300 CV (296 HP; 221 kW) @ 6500 rpm | 353 N·m (260 lb·pie) @ 4000 rpm |
| 22B STi          | 2212 cm³ (2,2 L; 135 plg³)   | 96,9 x 75 mm (3,81 x 2,95 plg)   | Turbo      | 280 CV (276 HP; 206 kW) @ 6000 rpm | 363 N·m (268 lb·pie) @ 3200 rpm |
| 2.5 RS Cupé      | 2457 cm³ (2,5 L; 149,9 plg³) | 99,5 x 79 mm (3,92 x 3,11 plg)   | Turbo      | 167 CV (165 HP; 123 kW) @ 5600 rpm | 220 N·m (162 lb·pie) @ 4000 rpm |

## Segunda generación (2000-2007)

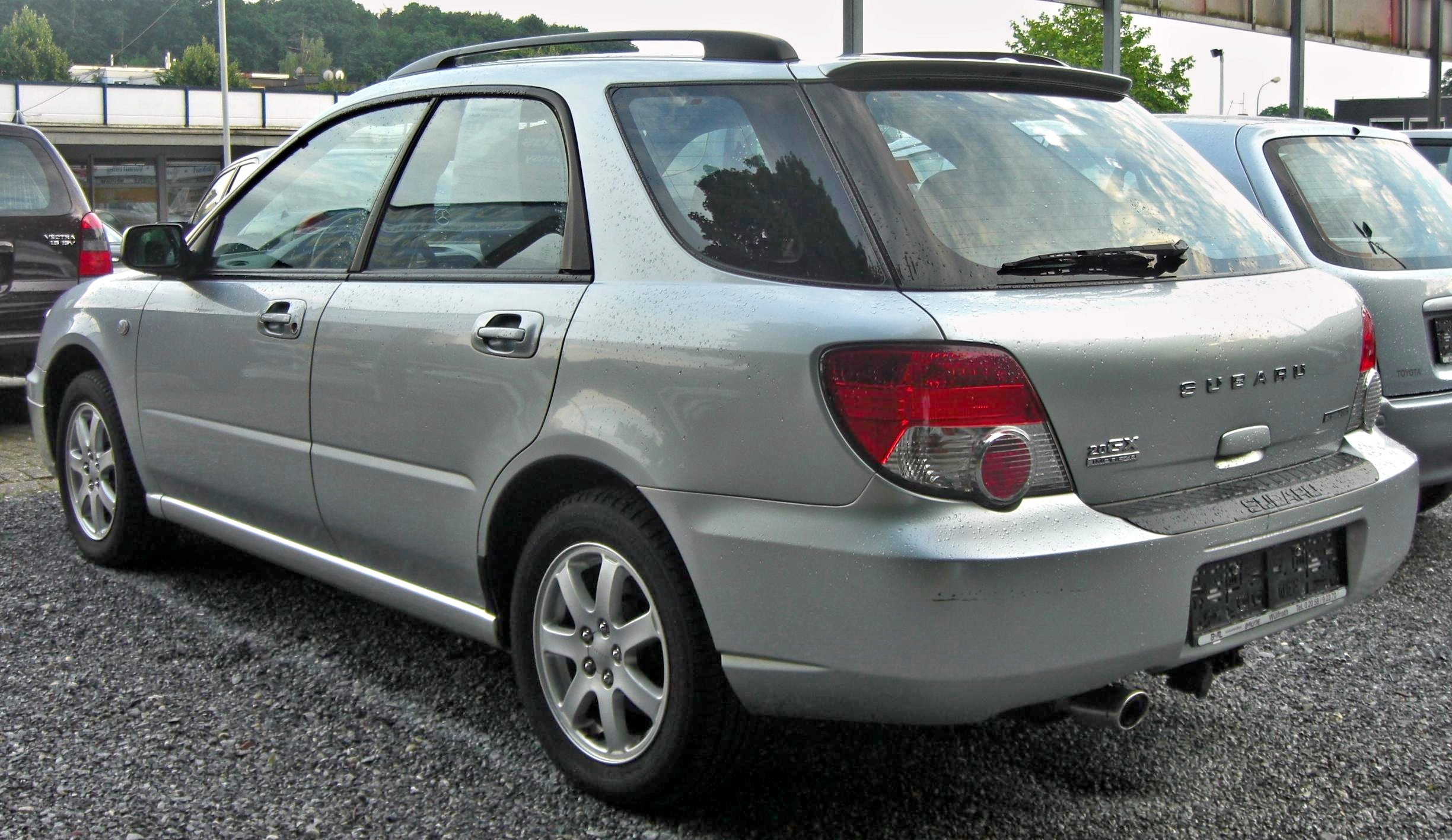
Versión familiar de 2003-2005

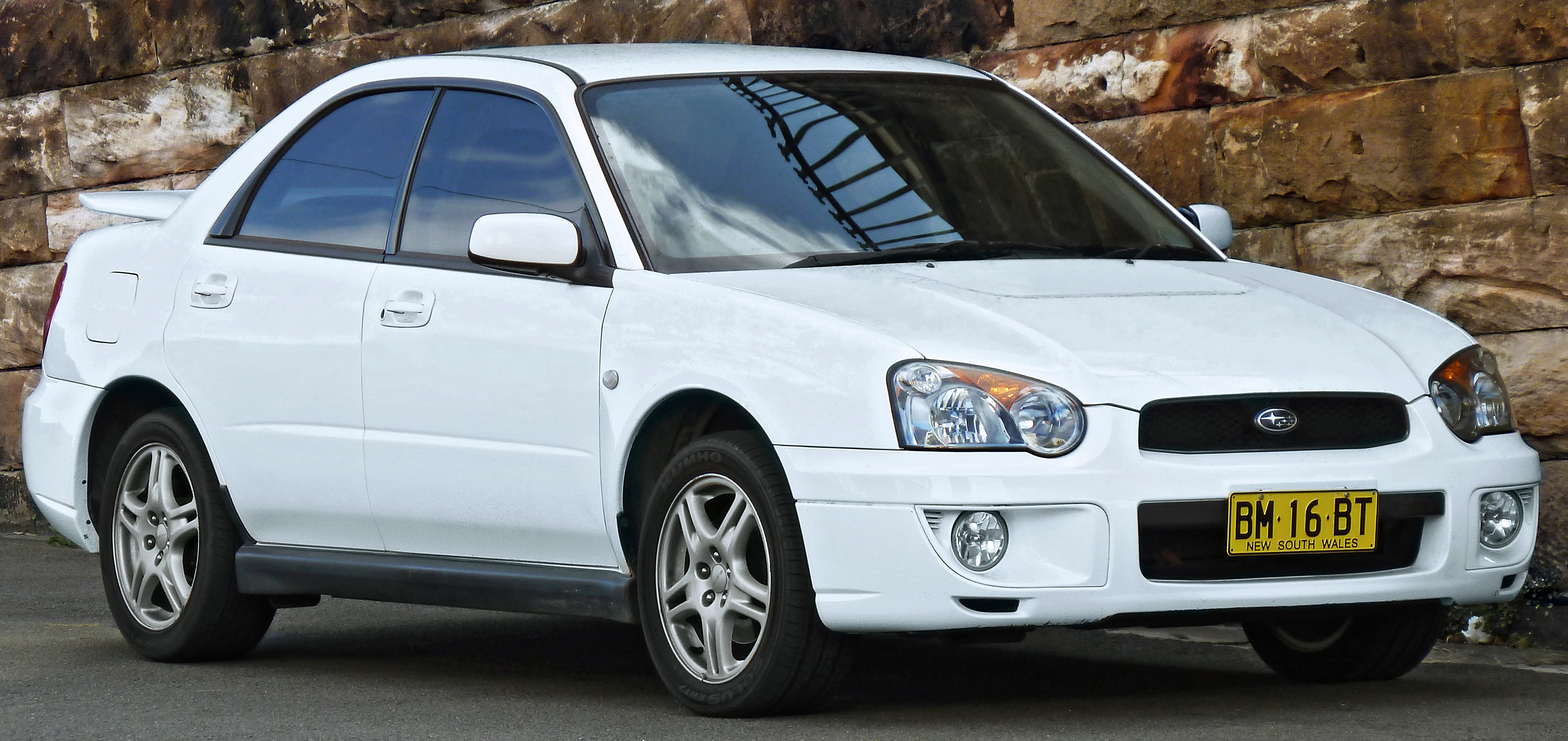
Sedán (GDE) RS de 2004

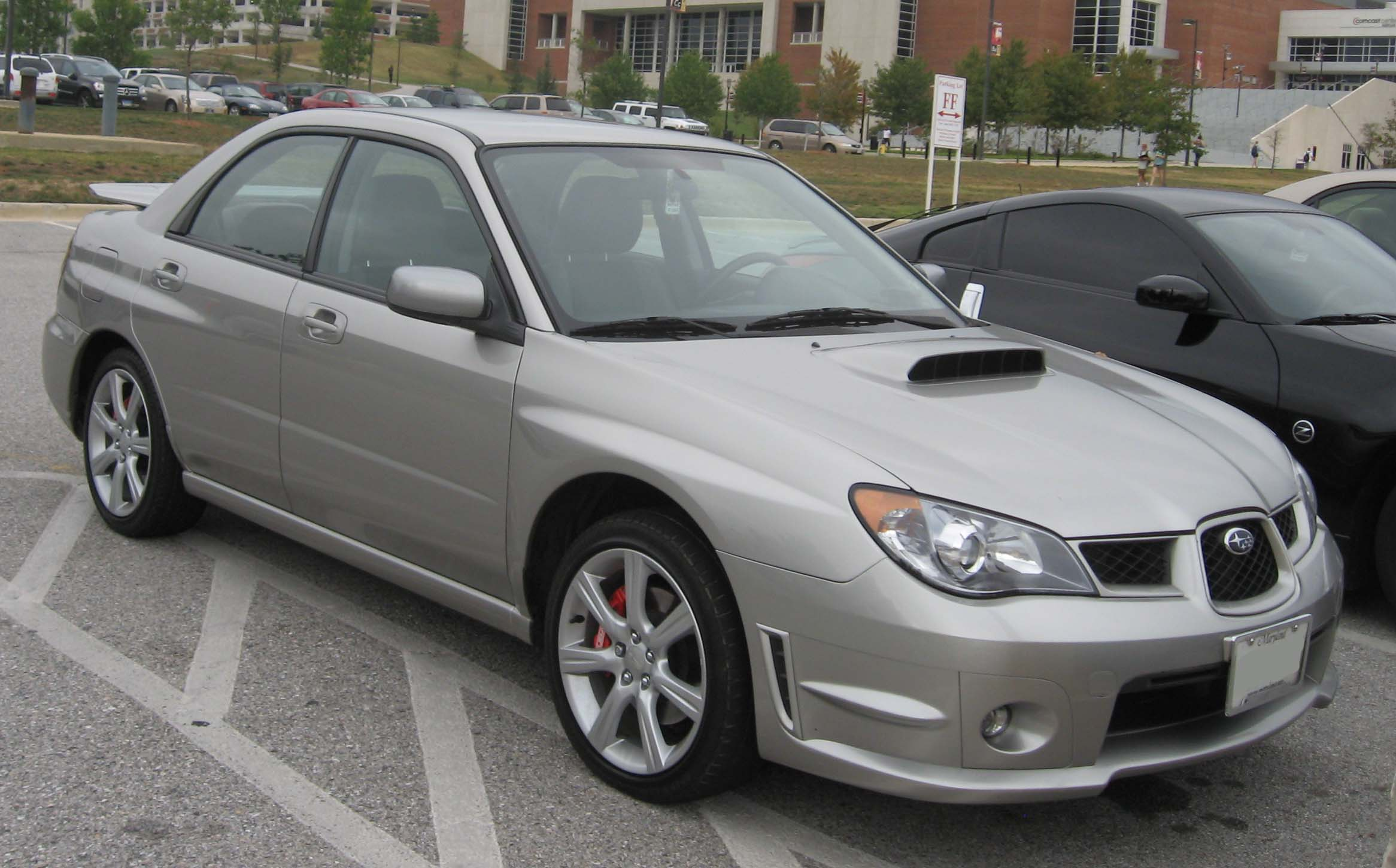
WRX de 2006-2007

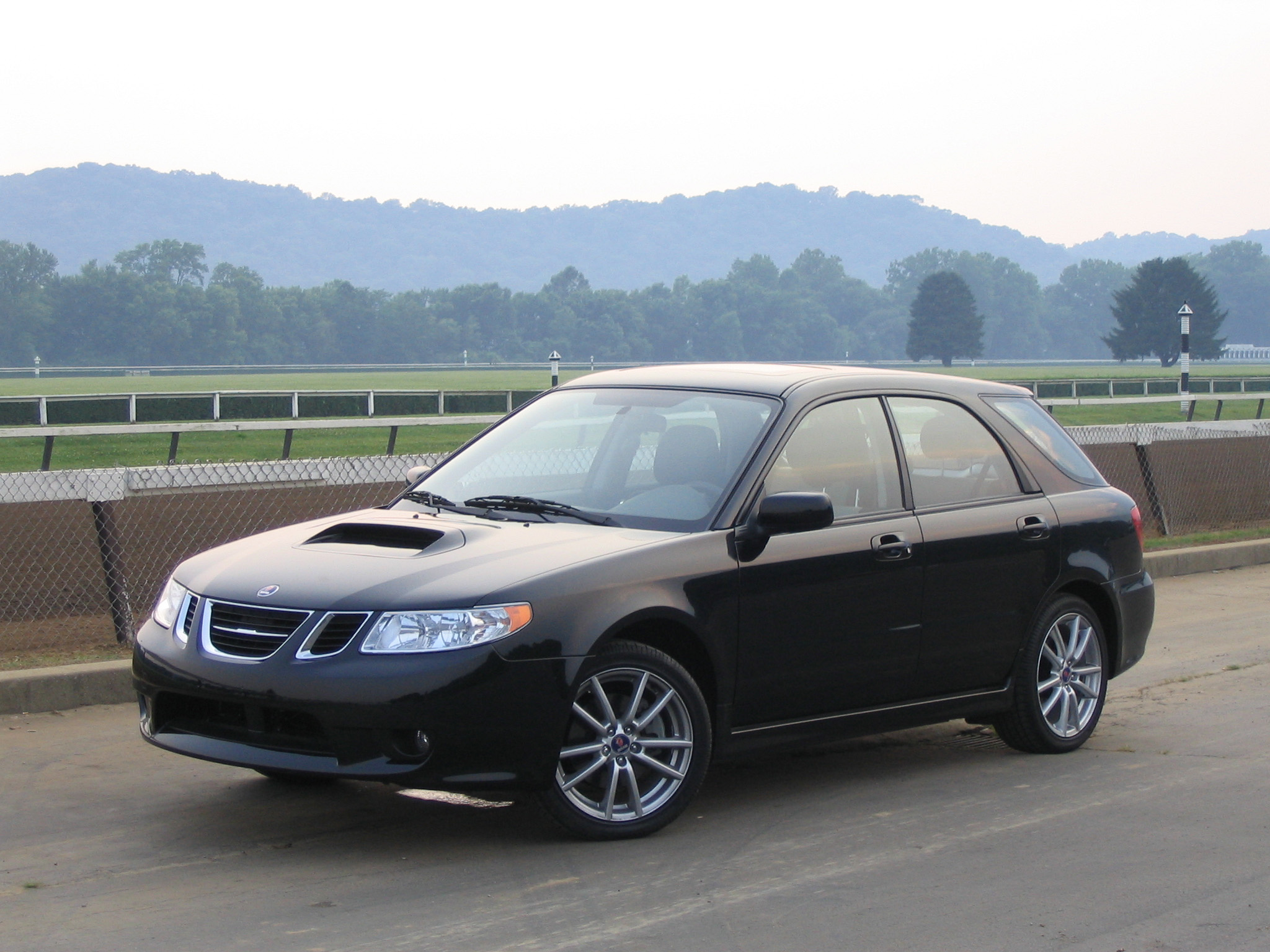
Saab 9-2X

La segunda generación fue lanzada al mercado a fines del año 2000 como modelo 2001, la cual mantuvo el esquema de gama de motorizaciones de gasolina y carrocerías sedán (código de fabricación: GD) y familiar (GG), dejando fuera la variante cupé. Recibió dos rediseños en 2003 y 2006, identificables por la forma de los faros: el original tenía faros delanteros con forma de ojos de insecto; el de 2003 pasó a incorporar faros y parrilla rectangulares; y el de 2006 tenía rasgos de aeronaves. Entre 2004 y 2006, se vendió en Estados Unidos también rebautizado como «Saab 9-2X» y con diferencias estéticas.
Se ofrecía con transmisiones manuales de cinco o seis velocidades y automática de cuatro. Las versiones básicas llevaban un 1597 cm³ (1,6 L; 97,5 plg³) de 120 CV (118 HP; 88 kW) o un 1820 cm³ (1,8 L; 111,1 plg³) de 150 CV (148 HP; 110 kW), mientras que las más equipadas contaban con un 1994 cm³ (2 L; 121,7 plg³) de 160 a 215 CV (158 a 212 HP) (118 a 158 kW) y un 2457 cm³ (2,5 L; 149,9 plg³), en todos los casos atmosféricos.
El del WRX era de 1994 cm³ (2 L; 121,7 plg³) turbo con 218 a 250 CV (215 a 247 HP) (160 a 184 kW) y el STi producía de 260 a 280 CV (256 a 276 HP) (191 a 206 kW). En cambio, las versiones del WRX vendidas en Estados Unidos desde el modelo 2006, tenían un 2457 cm³ (2,5 L; 149,9 plg³) turbo con 234 CV (231 HP; 172 kW) y el del STi había sido incrementado hasta los 280 CV (276 HP; 206 kW), siendo la versión STi la más potente.
El WRX de Estados Unidos se incluyó en la «Lista de los Diez Mejores Automóviles» de la revista estadounidense Car and Driver en las ediciones 2002 y 2003, mientras que su motorización fue nombrada «Motor Internacional del Año» en la categoría 2.0 a 2.5 litros.
La segunda generación abarcó tres modelos distintos, que solamente se diferenciaban en la parrilla, faros y terminaciones en la parte delantera y otros detalles. El alerón pequeño trasero fue remplazado por uno alto, similar al del Mitsubishi Lancer Evolution y se mantuvieron las características del motor. Fue renovada, larga, segura, refinada y responsable. Para algunos entusiastas, los cambios en el nuevo modelo hicieron que fuera un poco menos deseable, ya que era más pesado y lento.
El nuevo Sedan WRX tenía vías 20 mm (0,8 pulgadas) más amplias que su predecesor para ayudar al manejo, mientras que la versión familiar seguía igual. El cupé se dejó de fabricar. Las nuevas luces eran "tipo insecto" redondeadas, pero no fue el estilo lo que empezó a llamar la atención nuevamente, sino las nuevas tecnologías.
En Estados Unidos, el modelo básico contaba con un 2212 cm³ (2,2 L; 135 plg³) turbo con 227 CV (224 HP; 167 kW). El WRX no salió sino hasta 2002 y el WRX STi no salió sino hasta 2004. Además, la nueva versión para Norteamérica del WRX STi, a diferencia de otros, llevaba un EJ25 de 2457 cm³ (2,5 L; 149,9 plg³) turbo. En 2006 todas las versiones de Norteamérica llevan motorización EJ25.
Algunos clientes y la prensa, tenían reacciones negativas a la nueva era del Impreza, forzando a Subaru a un rediseño. Fue así como en 2003 los faros delanteros fueron reemplazados por unos más llamativos no tan redondos como los tipo insecto.
En 2006, todos los Impreza incluyendo los modelos de alto desempeño habían sido rediseñados con la controversial "toma de aire y alerones", debutado por primera vez en el vehículo utilitario deportivo (SUV) B9 Tribeca, incluyendo faros delanteros, faros traseros y las defensas. El estilo se veía mejor en el Impreza que en el Tribeca.
Los modelos ofrecidos en Australia en 2005, incluyeron el GX con 1994 cm³ (2 litros), que fue el modelo base, el RV también con un 1994 cm³ (2 litros) modificado para estilo de vida activo, el RS más deportivo con un 2457 cm³ (2,5 litros), también fueron ofrecidos junto con los WRX y STi.
En 2005, una nueva línea fue lanzada, incluyendo el nuevo 2.0i conocido como GX, RV, el 2.0R, conocido como RS, así como los WRX y WRX STi. El 2.0R se cambió por un 2457 cm³ (2,5 litros) para que fuese más potente que el 1994 cm³ (2 litros), mientras que el WRX turbo cambió por un 2457 cm³ (2,5 litros) en reemplazo del 1994 cm³ (2 litros). La nueva transmisión automática, fue un progreso en el Impreza, ya que era conocido por coches anteriores como el Outback, además de agregar mayor seguridad, incluyendo bolsas de aire laterales.
En el año 2000 se creó una nueva versión con los faros tipo insecto en la familiar, que llevaba la nomenclatura GGB, la cual fue llamada Impreza Sports STi, siendo uno de los primeros familiares que llevaba la transmisión manual de seis velocidades.
Lo que no se tenía en el extranjero es que en Japón contaba con una versión básica EJ15 de 1493 cm³ (1,5 litros), conocidos como 1.5i con 100 CV (99 HP; 74 kW), siendo los únicos en todo el mundo con una defensa delantera diferente a los demás, para darle el toque formal y no deportivo, tanto en versiones Sport Wagon y Sedán.
En febrero de 2002, se diseñó una nueva versión conocida como el Sports Wagon Type Euro Turbo, que fue lanzada solamente en Japón y en Europa, tanto en versiones automática como manual de cinco velocidades.
En las opciones "GDB" se produjeron versiones especiales dentro de Japón, denominadas S202, S203, S204, que eran una copia fiel del WRC sin carrocería ancha. que eran las más caras del mercado. 

### WRX STi

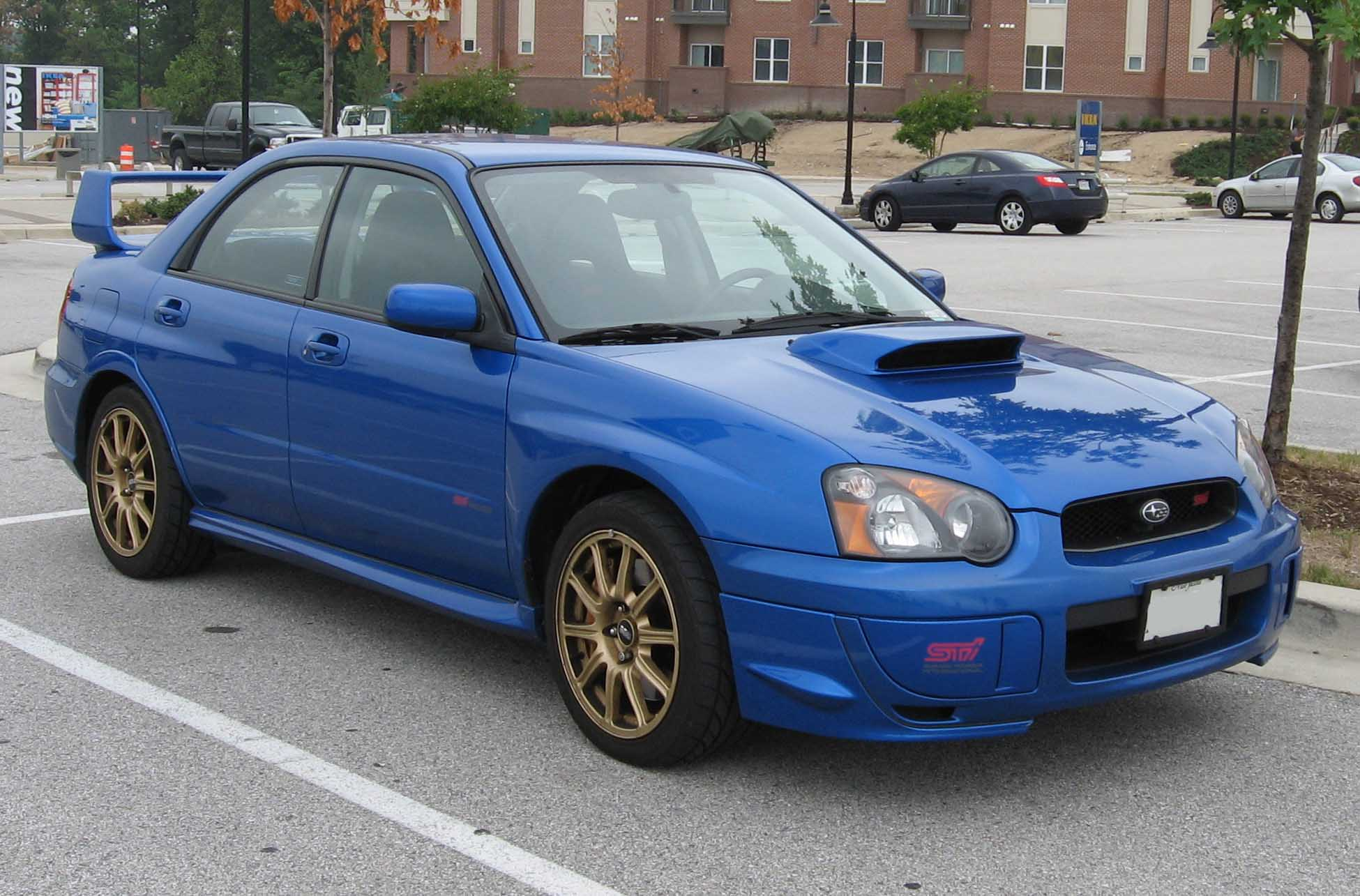
WRX STi de 2004-2005 en Estados Unidos

Era un derivado del coche de rallys que participaba en el Campeonato del Mundo. Subaru, con la puesta en marcha de la deportividad que suponen las siglas STI, quería acercar a sus más fieles seguidores la experiencia y la estética aprendida en el mundo de la competición, desde que se lanzara en 1994 la primera versión WRX STI. Esta iniciativa ha tenido desde el inicio una acogida excelente, convirtiéndose en la imagen principal para la marca.
Con el nuevo Impreza STI, que muestra un nuevo diseño compacto de estilo muy europeo, se ha llevado más lejos la combinación ideal entre vehículo de altas prestaciones con una gran precisión de conducción, gracias a unas características peculiares como su bóxer sobrealimentada, combinado con un sistema de tracción total permanente y simétrica con funciones especiales, solamente igualable por su rival Mitsubishi Lancer Evolution. Otro rival era el Ford Focus RS, que prometía unas prestaciones muy similares también con 300 HP (304 CV; 224 kW) de potencia máxima, aunque combinado con una tracción delantera con diferencial autoblocante.
Se desarrolló esta versión potenciada con una apariencia fiel a la imagen que se tiene de la versión de carreras, mediante un inconfundible aspecto tanto exterior como interior donde destacaban la toma de aire sobre el cofre, las defensas sobredimensionadas delanteras y traseras con faldones, que también incorporaba en los laterales, el difusor trasero que dejaba entrever cuatro poderosas salidas de escape, las aletas ensanchadas y abombamiento con salidas para el aire caliente, los rines de 18 pulgadas (45,7 cm) o el llamativo alerón sobre la luneta trasera. El interior contaba con asientos tipo baquet en alcantara, procedentes de la competición y sellados con el logotipo STI, además del volante o la palanca de cambios y los controles de los diferenciales y del chasis "Subaru SI-Drive" a la mano del conductor en la consola central, detrás de la palanca de cambios.
Los STi japoneses llevaban un EJ20 turbo Twin-scroll, que producía la misma potencia que la versión de Norteamérica de 2457 cm³ (2,5 litros) turbo. Esta no salió de Japón. En los nuevos modelos del tercer "rediseño", se dejaron de producir los Type RA y en su reemplazo se lanzó la versión Spec C, que sería lo mismo para la versión de carreras.

#### S202, S203, S204 y Spec.C Type RA-R

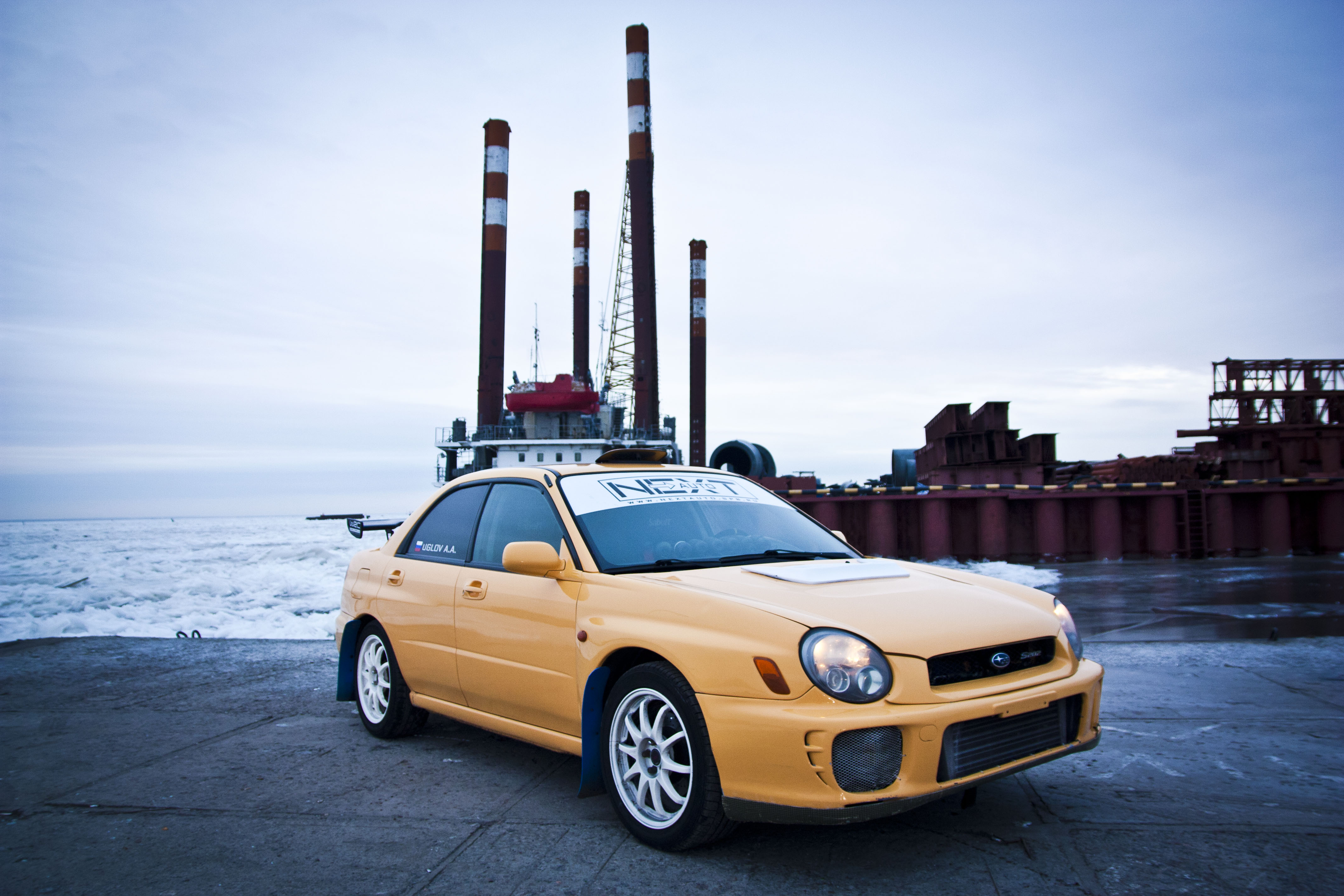
Subaru Impreza S202

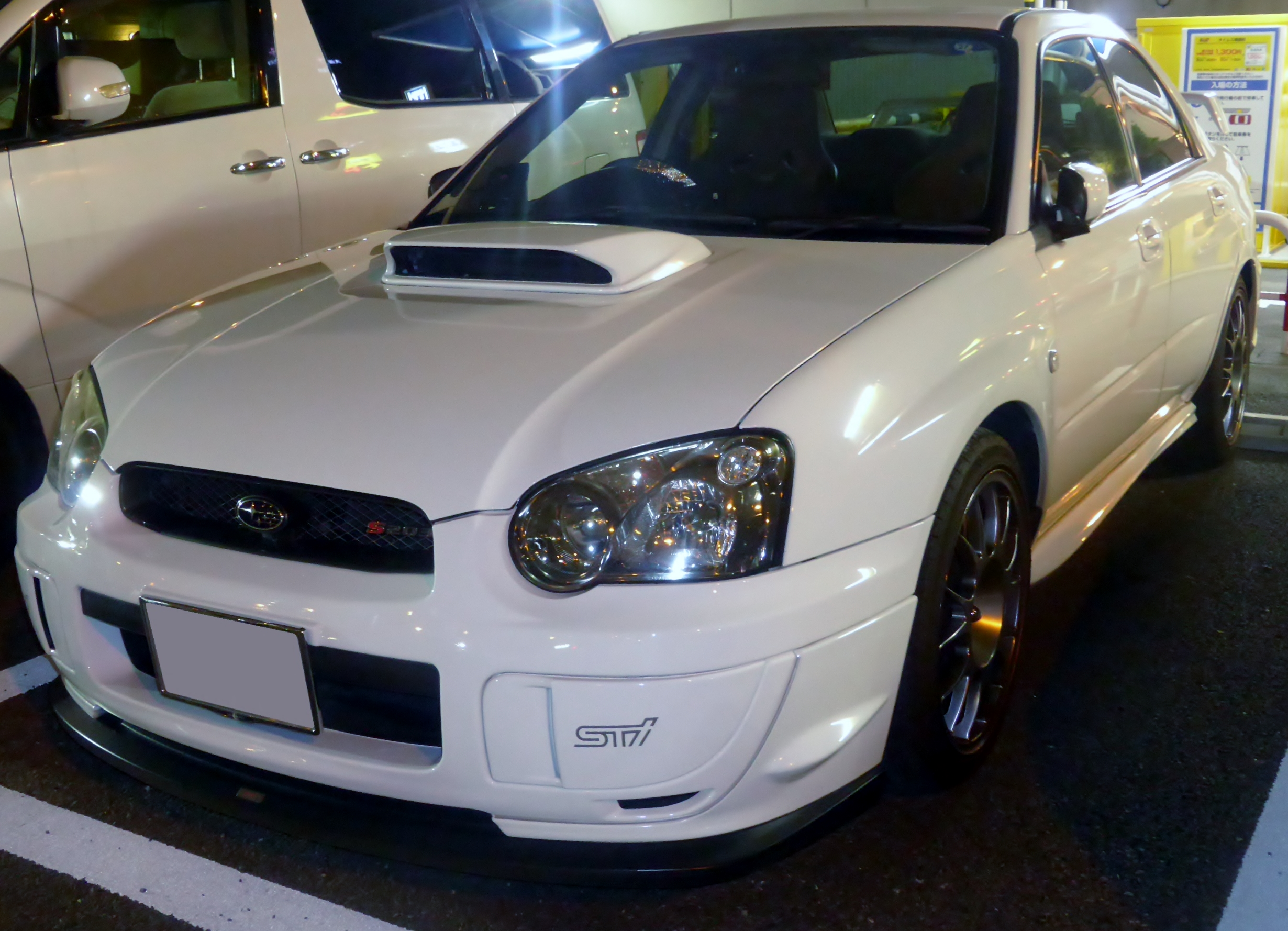
Subaru Impreza S203 (GDBE) en la noche

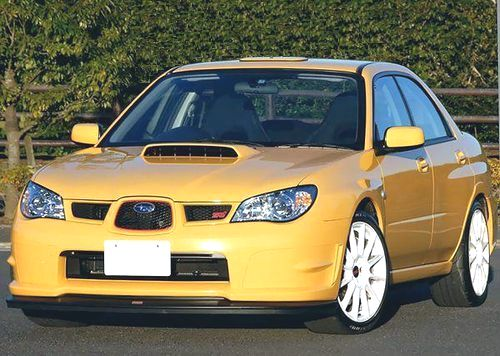
WRX STI Spec.C Type RA-R

La versión S202 STI, la cual estaba basada en el modelo de competición del Series Type RA Spec C, fue el resultado de mejoras exhaustivas en el desempeño en carretera por parte de STI. En un esfuerzo por un mayor incremento del rendimiento del bóxer EJ20 Turbo, STI revisó y mejoró el sistema del múltiple de admisión y desarrolló un escape deportivo de titanio con una cámara/tubería sencilla, la cual logró una contrapresión ultra baja. Una reducción de peso de 5,4 kg (12 libras) también fue posible. Las características de desempeño de la unidad de control de motor (ECU) especial deportiva, fueron modificadas para las especificaciones que hicieron énfasis e incrementaron el desempeño a niveles de altas revoluciones y permitieron un máximo rendimiento de 320 CV (316 HP; 235 kW), comparado con los 280 CV (276 HP; 206 kW) en el coche base. La suspensión trasera incluía una casquillo de bola de almohada lateral y brazos de arrastre para una actuación lineal y precisa. Como resultado del compromiso de STI para la reducción de peso en la masa no suspendida, se instalaron rines de aluminio forjado y freno de disco presentando un tratamiento de alunita y rendijas. El alerón trasero tipo ala con un sistema de ajuste ángulo de dos etapas fue hecho de carbono real. El S202 logró una extraordinaria relación potencia a peso de 4,15 kg (9,1 libras)/CV y una alta dimensión de balance. Su producción estuvo limitada a 400 unidades.
La versión S203 fue desarrollada basada en el concepto de un "sedán deportivo globalmente puro", apuntando a estar en un rango automotriz con capacidades de desempeño, el cual podría competir con coches deportivos de alta gama en Europa. En adición al incremento de tamaño de la turbina y la mejora en la eficiencia en los sistemas del múltiple de admisión y de escape, el balance del motor también fue mejorado. Fueron instalados amortiguadores y muelles inferiores más bajos especialmente modificados y, para los brazos, muchos casquillos de bola de almohada fueron utilizados, mientras que el diámetro de la barra estabilizadora también fue expandida. A partir de los resultados del estudio de la aerodinámica, se instalaron alerones especiales STI delanteros y traseros. Este vehículo también presentaba asientos baquet Recaro con un caparazón de carbono seco. Petter Solberg, el entonces piloto líder de Subaru World Rally Team, estuvo involucrado en las pruebas de desarrollo y sus opiniones fueron reflejadas en este modelo. Mientras que los colores originales del Impreza fueron retenidos, el S203 no fue precisamente una extensión del modelo original, ya que reflejaba la más alta calidad y tuvo una percepción prémium, la cual satisfacía las expectativas de los pilotos más maduros. Su producción estuvo limitada a 555 unidades.
La versión S204 había heredado el concepto del modelo anterior STI S203 altamente aclamado, pero con un desempeño de manejo optimizado, así como un  diseño interior y exterior renovados. STI llevó a cabo repetidas pruebas de manejo en pistas, carreteras y caminos locales en el Reino Unido y otros lugares. El chasis presentaba una nueva idea tecnológica: un amortiguador de rendimiento. Para los brazos, un gran número de casquillos de bola de almohada fueron instalados y el diámetro de la barra estabilizadora fue expandida. También fueron añadidos amortiguadores especialmente modificados y muelles inferiores más bajos, además de rines de aluminio forjado de peso ligero BBS de 18 pulgadas (45,7 cm), que fueron combinados con neumáticos especiales Pirelli P Zero. Unos frenos especiales Brembo también fueron instalados. Para la planta motriz, los pistones y las bielas fueron examinados por una medición manual del peso, uno por uno, mientras que el cigüeñal también fue hecho a mano para corregir cualquier desbalance en el peso. El tamaño de la turbina fue incrementado y un escape especial deportivo de titanio de diámetro 110 fue adjuntado. Como resultado, se logró una mejora en la potencia y en la respuesta en la aceleración, haciendo parece al coche más ligero. También presentaba asientos especiales Recaro, en los que se prestó una atención adicional, tanto a los marcos como a los detalles del material de la superficie. Su producción estaba limitada a 600 unidades.

#### RB320

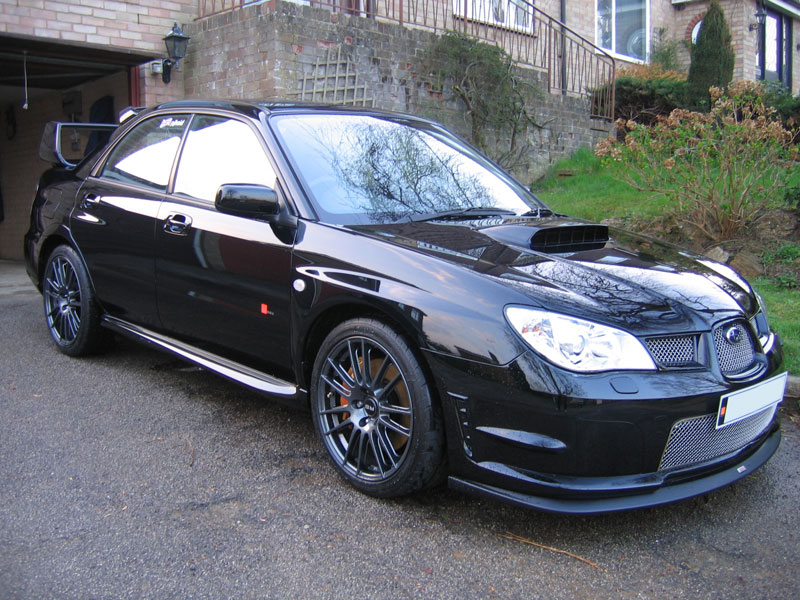
RB320

El RB320 fue fabricado como tributo al fallecido ex campeón del WRC Richard Burns, quien murió en 2005, por lo cual lleva sus iniciales, mientras que el número 320 se refiere a su potencia y al total de unidades fabricadas. Además del diseño de la parrilla y demás notas, tiene rines especiales de 18 pulgadas (45,7 cm) en color negro, mientras que el interior presenta un acabado diferente para los asientos y las alfombrillas, sin olvidar los logotipos "RB320" también en negro y anaranjado. La suspensión se bajó 30 mm (1,18 pulgadas) en la parte delantera y 10 mm (0,39 pulgadas) en la trasera, incorporando amortiguadores Bilstein, además de una barra estabilizadora trasera revisada y mejorada. Tiene el mismo bóxer de 2457 cm³ (2,5 L; 149,9 plg³) de la versión estándar, con la adición de un sistema Prodrive mejorado, que incrementa la potencia a 320 CV (316 HP; 235 kW) y el par máximo a 450 N·m (332 lb·pie), con lo que puede acelerar de 0 a 60 mph (97 km/h) en 4.8 segundos, siendo mucho más suave que el de su rival Mitsubishi Evo.

### Especificaciones
| Variantes                       | Cilindrada                   | Diámetro x carrera               | Aspiración | Potencia máxima                    | Par máximo                      |
| ------------------------------- | ---------------------------- | -------------------------------- | ---------- | ---------------------------------- | ------------------------------- |
| 1.5i                            | 1493 cm³ (1,5 L; 91,1 plg³)  | 85 x 65,8 mm (3,35 x 2,59 plg)   | Natural    | 100 CV (99 HP; 74 kW) @ 5200 rpm   | 142 N·m (105 lb·pie) @ 4000 rpm |
| 1.6 TS                          | 1597 cm³ (1,6 L; 97,5 plg³)  | 87,9 x 65,8 mm (3,46 x 2,59 plg) | Natural    | 95 CV (94 HP; 70 kW) @ 5200 rpm    | 143 N·m (105 lb·pie) @ 3600 rpm |
| 2.0 R                           | 1994 cm³ (2 L; 121,7 plg³)   | 92 x 75 mm (3,62 x 2,95 plg)     | Natural    | 160 CV (158 HP; 118 kW) @ 6400 rpm | 186 N·m (137 lb·pie) @ 3200 rpm |
| WRX UK300                       | 1994 cm³ (2 L; 121,7 plg³)   | 92 x 75 mm (3,62 x 2,95 plg)     | Turbo      | 248 CV (245 HP; 182 kW) @ 5600 rpm | 354 N·m (261 lb·pie) @ 4000 rpm |
| WRX STi                         | 1994 cm³ (2 L; 121,7 plg³)   | 92 x 75 mm (3,62 x 2,95 plg)     | Turbo      | 265 CV (261 HP; 195 kW) @ 6000 rpm | 343 N·m (253 lb·pie) @ 4000 rpm |
| S202                            | 1994 cm³ (2 L; 121,7 plg³)   | 92 x 75 mm (3,62 x 2,95 plg)     | Turbo      | 320 CV (316 HP; 235 kW) @ 6400 rpm | 384 N·m (283 lb·pie) @ 4400 rpm |
| S203                            | 1994 cm³ (2 L; 121,7 plg³)   | 92 x 75 mm (3,62 x 2,95 plg)     | Turbo      | 320 CV (316 HP; 235 kW) @ 6400 rpm | 422 N·m (311 lb·pie) @ 4400 rpm |
| WRX STi Spec-C Type RA R y S204 | 1994 cm³ (2 L; 121,7 plg³)   | 92 x 75 mm (3,62 x 2,95 plg)     | Turbo      | 320 CV (316 HP; 235 kW) @ 6400 rpm | 432 N·m (319 lb·pie) @ 4400 rpm |
| 2.5 RS                          | 2457 cm³ (2,5 L; 149,9 plg³) | 99,5 x 79 mm (3,92 x 3,11 plg)   | Natural    | 167 CV (165 HP; 123 kW) @ 5600 rpm | 225 N·m (166 lb·pie) @ 4000 rpm |
| WRX UK                          | 2457 cm³ (2,5 L; 149,9 plg³) | 99,5 x 79 mm (3,92 x 3,11 plg)   | Turbo      | 230 CV (227 HP; 169 kW) @ 5600 rpm | 320 N·m (236 lb·pie) @ 3600 rpm |
| WRX STi 2006                    | 2457 cm³ (2,5 L; 149,9 plg³) | 99,5 x 79 mm (3,92 x 3,11 plg)   | Turbo      | 304 CV (300 HP; 224 kW) @ 6000 rpm | 407 N·m (300 lb·pie) @ 4000 rpm |
| RB320                           | 2457 cm³ (2,5 L; 149,9 plg³) | 99,5 x 79 mm (3,92 x 3,11 plg)   | Turbo      | 320 CV (316 HP; 235 kW) @ 6000 rpm | 450 N·m (332 lb·pie) @ 3700 rpm |

## Tercera generación (2007-2014)

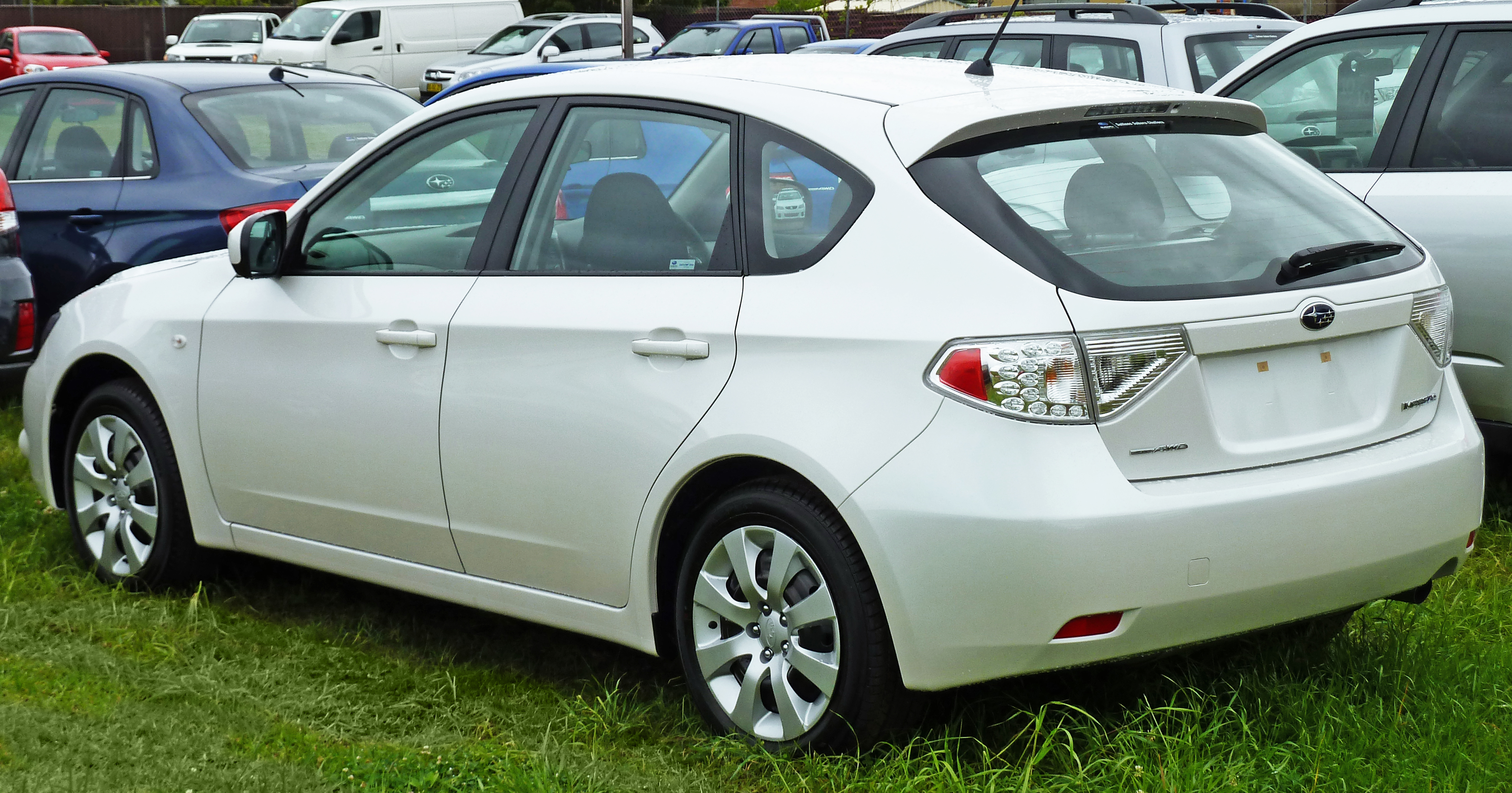
Hatchback GH7 2.0R de 2011

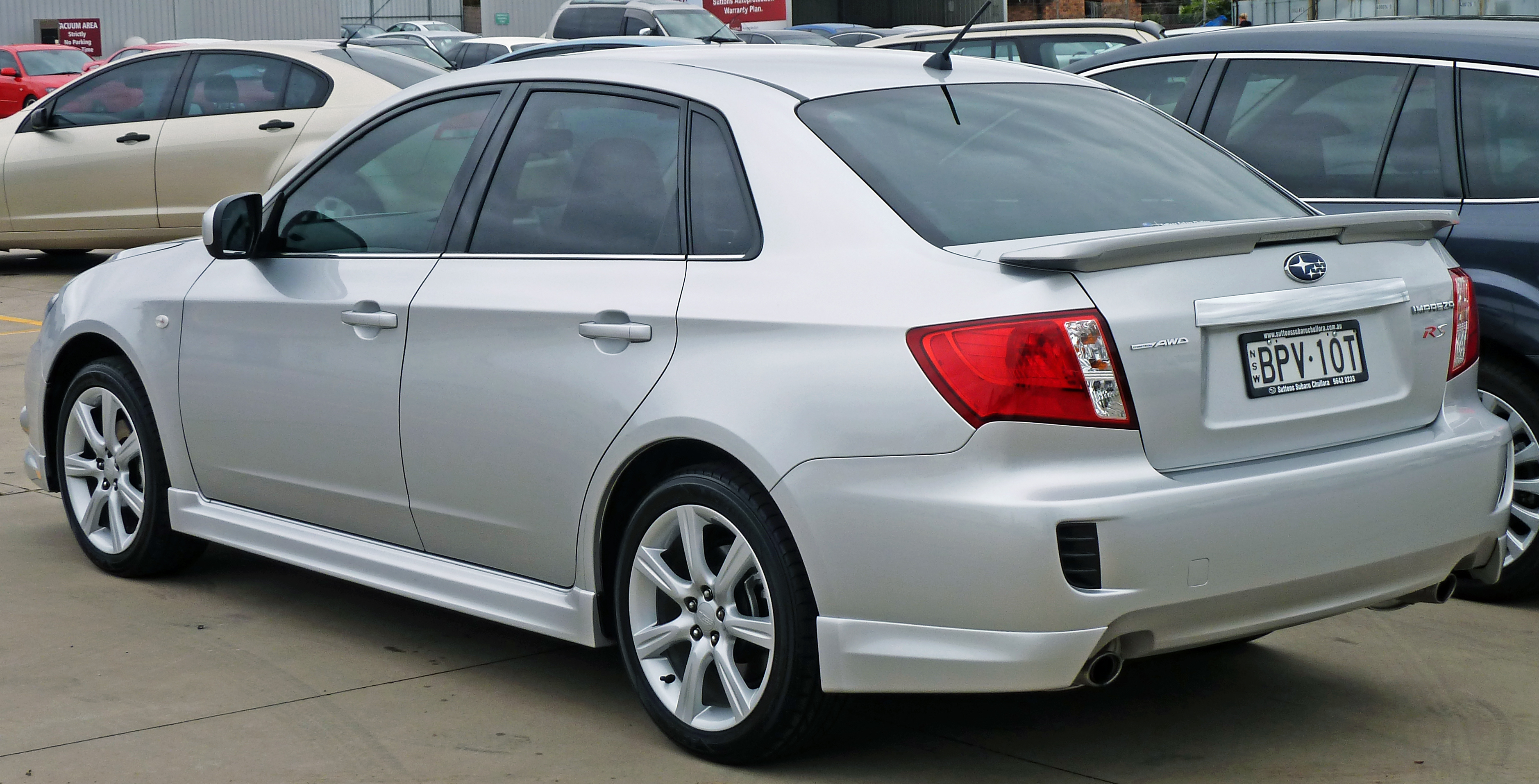
Sedán GE7 de 2010

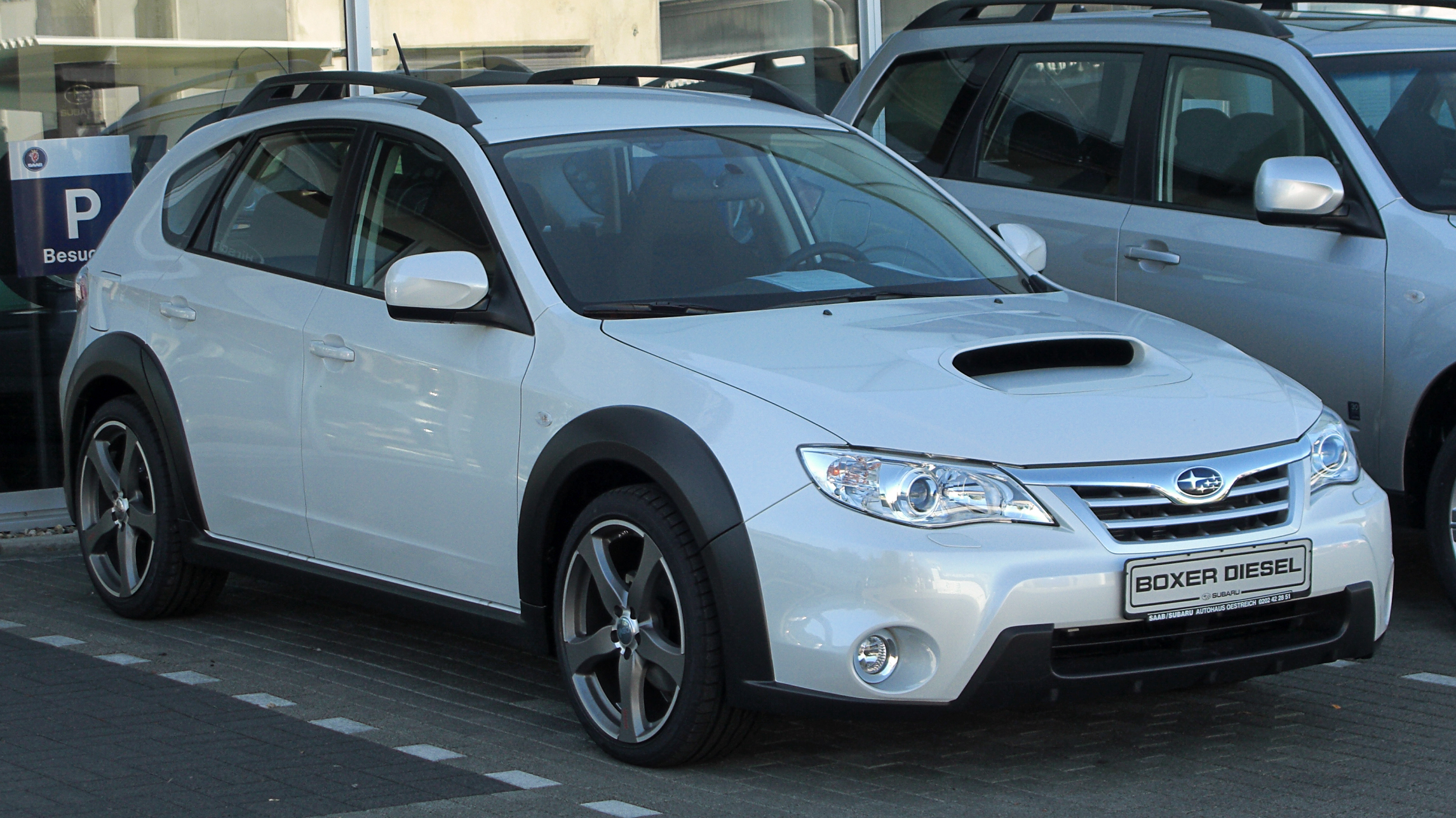
XV 2.0D AWD

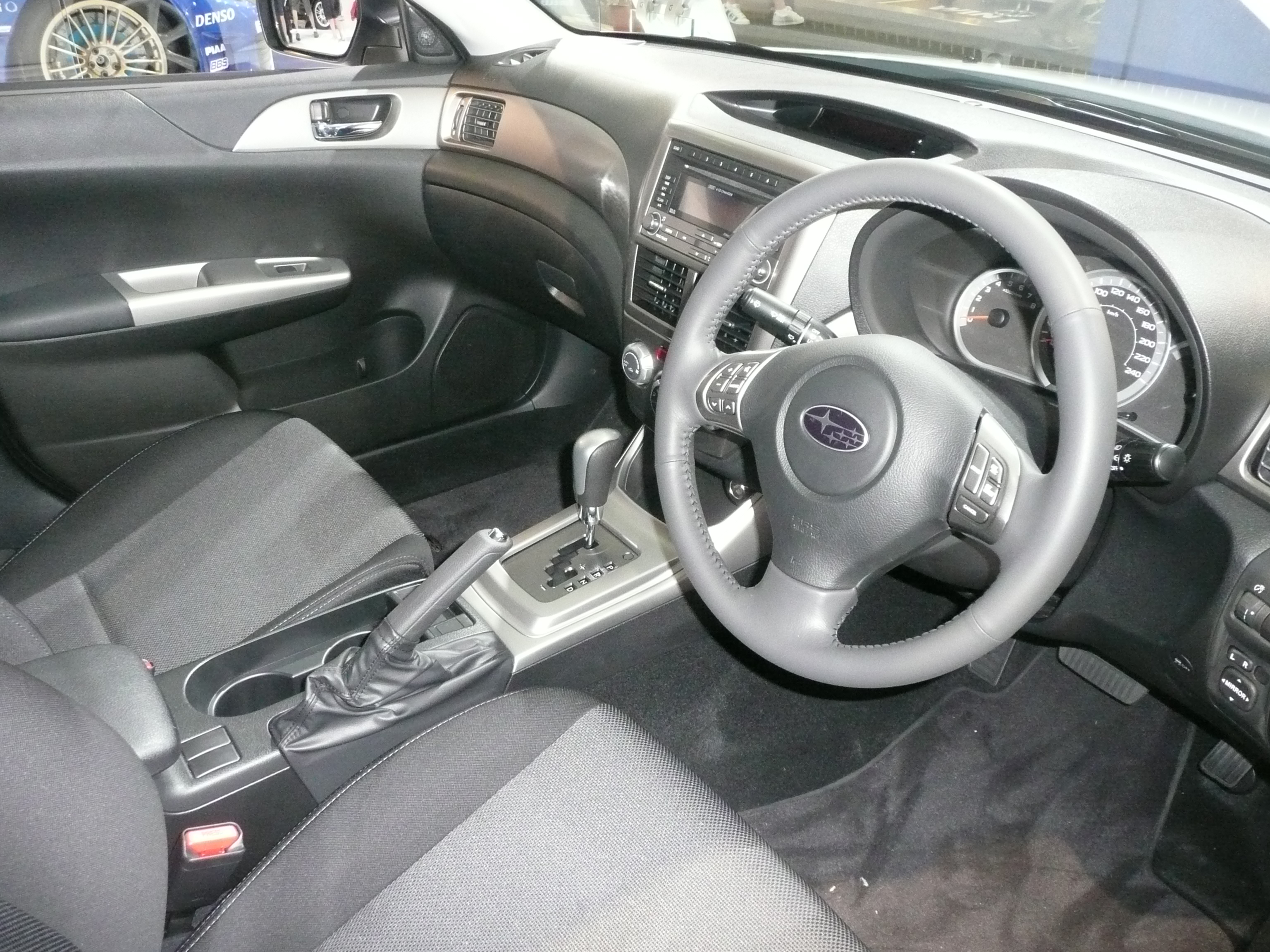
Interior de un RS sedán (GE7) de 2008

La tercera generación del Impreza se presentó oficialmente en el Salón del Automóvil de Nueva York en abril de 2007. La carrocería sedán se mantuvo en la gama, mientras que la familiar dio paso a una hatchback de cinco puertas.
Nuevamente, las motorizaciones eran un 1493 cm³ (1,5 litros) naturalmente aspirado con 107 CV (106 HP; 79 kW), un 1994 cm³ (2 litros) también atmosférico con 150 CV (148 HP; 110 kW) y un 2457 cm³ (2,5 litros) turbo de 227 a 300 CV (224 a 296 HP) (167 a 221 kW), usado en la variante STi. Sin embargo, esta generación también tenía una opción Diésel de 1998 cm³ (2 litros) con 150 CV (148 HP; 110 kW).
Se develaron las versiones Impreza y WRX, ambas de aspiración natural estándar. La tercera generación del WRX STI de alto rendimiento debutó a finales de octubre de 2007. Inicialmente, el nuevo modelo se ofrecía como un hatchback de cinco puertas, denominado "GH", con el sedán de cuatro puertas, denominado "GE", introducido en 2008. Esta generación también vio descontinuada la versión familiar, reemplazada por un nuevo estilo de carrocería de cinco puertas con portón trasero. Las variantes de carrocería ancha del hatchback y del sedán se etiquetan como "GR" y "GV", respectivamente. En cuanto a sus dimensiones, esta versión es más ancha en 56 mm (2,2 pulgadas) y aumenta la longitud de la vía en aproximadamente 38 mm (1,5 pulgadas), aunque la plataforma de carrocería ancha fue adoptada por primera vez por el STI, posteriormente fue utilizada por la gama WRX estándar.
La tercera serie era un poco más larga, más ancha y ofrecía una mayor distancia entre ejes. Con el nuevo modelo se descontinuaron dos tradiciones Subaru: el interruptor de la luz de estacionamiento en la parte superior de la columna de dirección ya no estaba presente y por primera vez, las ventanas tenían marcos para mejorar los niveles de ruido, vibración y dureza. Se hizo un esfuerzo para controlar el peso del nuevo chasis. A pesar del aumento de tamaño, rigidez y equipamiento de seguridad, el peso del coche era similar al de la generación anterior. La suspensión delantera utilizaba una configuración de puntal MacPherson, mientras que la parte trasera contaba con una nueva de doble horquilla.
Los bóxer de aspiración natural comprendían un EL15 de 1493 cm³ (1,5 litros) que producía 107 CV (106 HP; 79 kW), el EJ20 de 1994 cm³ (2 litros) con 150 CV (148 HP; 110 kW) y 196 N·m (145 lb·pie); y el EJ25 de 2457 cm³ (2,5 litros) con 170 CV (168 HP; 125 kW). Las versiones turbo de las dos últimas motorizaciones se instalaron en las opciones WRX y WRX STI. Se presentó también en el Salón del Automóvil de París 2008, una versión Diésel denominado EE20. Las ventas comenzaron en varios países europeos a principios de 2009, con la opción turbodiésel de 1994 cm³ (2 litros) de cilindrada y 152 CV (150 HP; 112 kW). Dos modelos estaban disponibles a partir de julio de 2009: el 2.0 TD y el 2.0 TD Sport.
En el Japanese domestic market, la gama comprendía el 15S de 1493 cm³ (1,5 litros), más el 20S de 1994 cm³ (2 litros) y el S-GT Turbo, ambos también de 1994 cm³ (2 litros). Los comerciantes japoneses vendieron al por menor el hatchback inicialmente, con la variante de carrocería sedán llegando en otoño de 2008 como la Impreza Anesis. Esta generación representó la primera vez que la Impreza ya no cumplía con las regulaciones gubernamentales japonesas, relativas a las dimensiones exteriores. Los modelos con especificaciones japonesas estaban equipadas con un botón de arranque.
Subaru Australia lanzó la tercera generación de hatchback en septiembre de 2007. Las versiones de 1994 cm³ (2 litros) naturalmente aspirados quedaron bajo las versiones R, RX y RS, con el de 2457 cm³ (2,5 litros) Turbo reservado para el WRX. El estilo de carrocería sedán llegó más tarde en 2008, paralelamente a la gama de modelos hatchback.
América del Norte recibió solamente los modelos de 2457 cm³ (2,5 litros). Lanzado al mercado de los Estados Unidos para 2008, la gama de modelos consistía en el 2.5i, el WRX Turbo y el Outback Sport que se comercializaba como una línea de modelos separada. Los de aspiración natural estaban limitados electrónicamente por encima de los 190 km/h (118 mph). Para 2009, una nueva opción 2.5i GT llegó al mercado con 230 CV (227 HP; 169 kW) del modelo WRX Turbo 2008, mientras que el de 2009 recibió un aumento de potencia a 300 CV (296 HP; 221 kW). Al tiempo que la transmisión automática no estaba disponible con el WRX, el GT 2.5i tuvo una opcional de cuatro velocidades. En el mercado canadiense, la versión base Impreza 2.5i recibió actualizaciones para 2009, incluyendo frenos de disco traseros, control de estabilidad electrónico y manijas de puerta del color de la carrocería, características que antes solamente se encontraban en el 2.5i Sport y adornos más caros.
En Israel se denominaba B3, que se ofrecía en tres estilos: el B3 1.5, con un 1493 cm³ (1,5 litros), el B3 2.0 y el B3 2.0 Sport. Los modelos de cuatro y cinco puertas estaban disponibles para cada tipo de motor, que van desde la clase R básica hasta la clase RX media y la clase RXI superior.
Las versiones con especificación indonesia solamente estaban disponibles inicialmente en el estilo hatchback, con la llegada del sedán en 2011. Los modelos 1.5R y 2.0R podían pedirse con una transmisión manual de doble alcance de cinco velocidades, o bien, la automática de cuatro velocidades. Sin embargo, en Singapur y Tailandia, el Impreza 1.5 R, 2.0 R, y 2.5 WRX también se ofrecían como sedán de cuatro puertas. El WRX STI en Singapur, Indonesia y Tailandia se podía pedir con la doble gama manual de seis velocidades o la automática de cinco velocidades, si el WRX STI A-Line estaba disponible.
La seguridad del coche se había incrementado con la amplia gama de controles de estabilidad electrónicos incluidos como estándar en muchos mercados. Cuando el Instituto de Seguros para la Seguridad Vial (IIHS) en los Estados Unidos probó el choque de cinco puertas Impreza, la organización le otorgó la clasificación más alta disponible. ANCAP en Australia probó el Impreza donde obtuvo 34.66 de los 37 puntos, o la calificación completa de cinco estrellas en la prueba de choque de seguridad de los ocupantes; el Impreza también obtuvo un pedestal de cuatro estrellas.

### WRX
El 2 de abril de 2007, debutó la variante de alto desempeño WRX Turbo, junto con la serie de modelos estándar naturalmente aspirados. Para esta generación, la mayoría de los mercados adoptaron el nombre abreviado "WRX", aunque para los mercados japonés norteamericano y británico, retuvo el nombre completo "Subaru Impreza WRX".
La versión EJ255 de 2457 cm³ (2,5 L; 149,9 plg³) permaneció casi sin cambios internamente, aunque el principal cambio fue la eficiencia en el flujo de aire de las culatas. También tuvo cambios en el vano motor, que consistieron sobre todo del múltiple de admisión e intercooler al estilo del Legacy GT de cuarta generación. El turbo TD04 se mantuvo de la generación anterior, no obstante, había sido ajustado para ser instalado en el nuevo diseño de la toma de aire. Producía una potencia máxima de 230 CV (227 HP; 169 kW) y 320 N·m (236 lb·pie) de par máximo, la cual se ofrecía con una transmisión manual de cinco velocidades o una automática de cuatro, donde la manual de cinco fue cambiada a la misma encontrada en la cuarta generación del Legacy GT. El diferencial de deslizamiento limitado había sido descartado por el nuevo sistema de Control Dinámico del Vehículo (Vehicle Dynamics Control - "VDC"). El peso del coche también se había reducido, con lo que podía acelerar de 0 a 100 km/h (62 mph) en un tiempo de 5.8 segundos. En contraste, el peso en vacío del modelo estándar era de alrededor de 60 libras (27,2 kg) más pesado.
Para el mercado de Estados Unidos, el WRX se ofrecía en tres niveles: "base", "Prémium", and Limited. En Australia estaba disponible como sedán o hatchback con un paquete de lujo opcional, que agregaba un sistema de navegación por satélite con reproductor de DVD, pantalla de 7 pulgadas (17,8 cm), interiores con tapicería de cuero y techo solar. En respuesta a las críticas de que su suspensión era muy suave y ante la necesidad de mantenerse a la par con los otros lanzamientos de las compañías rivales, se hicieron varios cambios en 2008 para el año modelo 2009, conocido en el Reino Unido como el "WRX-S".
El bóxer EJ255 fue potenciado a 269 CV (265 HP; 198 kW) y 331 N·m (244 lb·pie) de par máximo, al intercambiar el anterior turbo TD04 por un IHI VF52, con lo que logró reducir su aceleración de 0 a 60 mph (97 km/h) en un tiempo de 4.7 segundos, según una prueba efectuada por parte de la revista Car and Driver.

### WRX STi

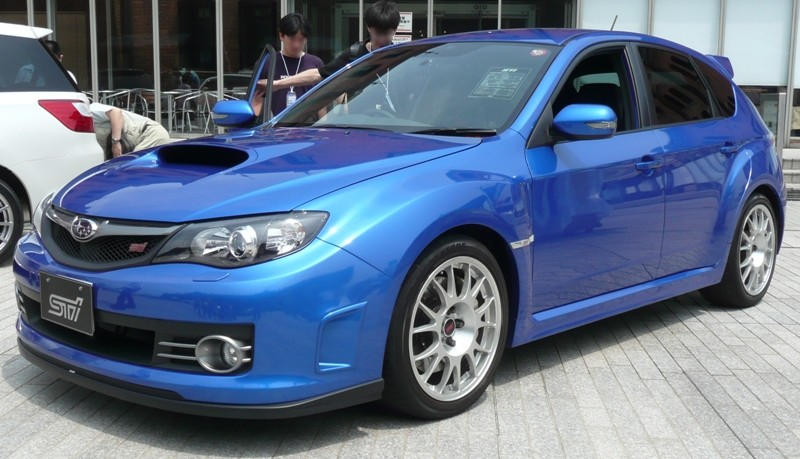
WRX STi hatchback

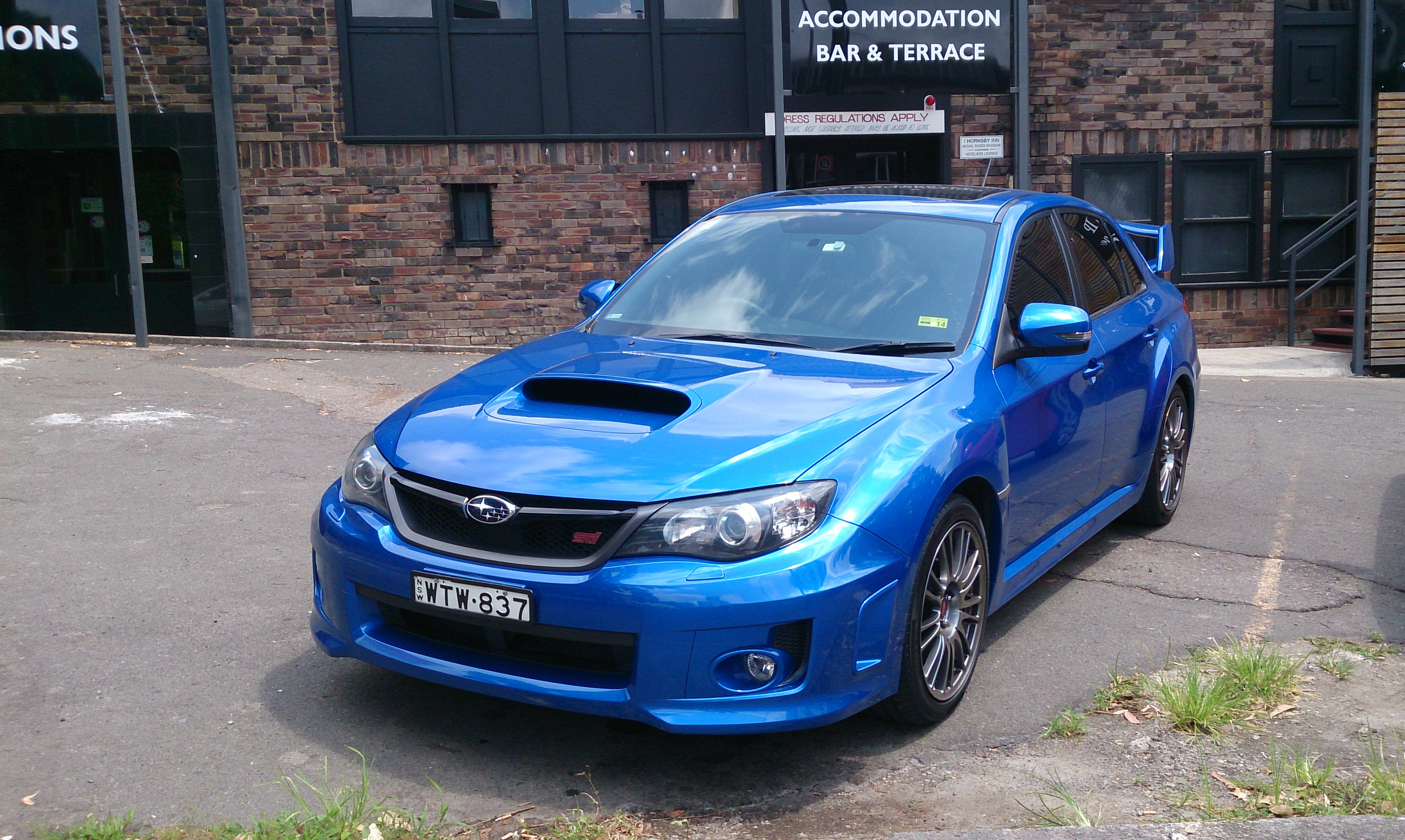
WRX STi sedán

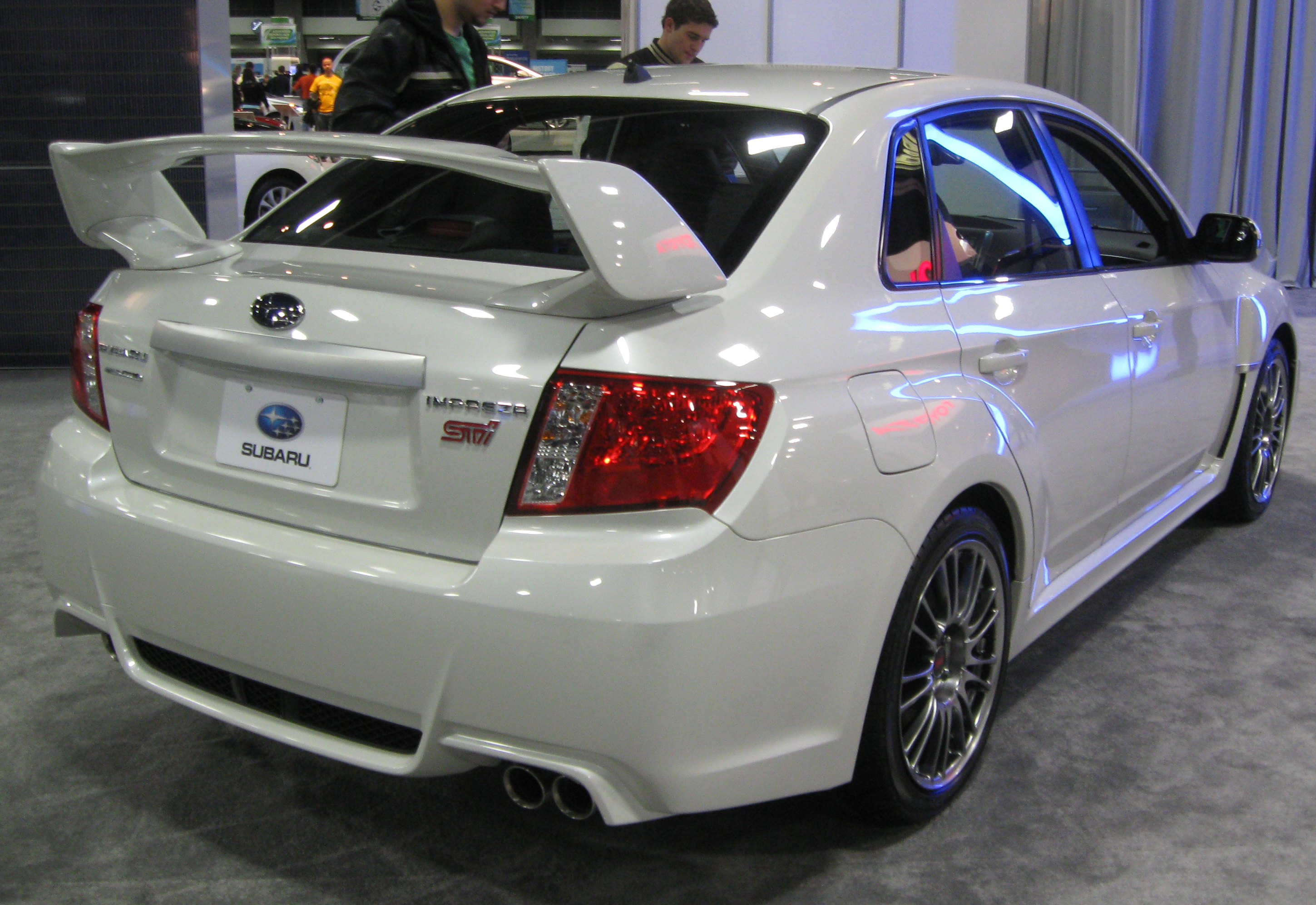
Vista trasera del sedán de 2011

Las versiones WRX STi fueron construidas basadas en el modelo WRX estándar, haciendo su debut en el Salón del automóvil de Tokio en octubre de 2007. La versión disponible en Japón estaba equipada con el EJ207 de 1994 cm³ (2 litros) con un turbo Twin-scroll, que generaba 309 CV (305 HP; 227 kW) a las 6500 rpm y 422 N·m (311 lb·pie) de par máximo a las 4400 rpm. Los mercados de exportación recibieron la versión EJ257 de mayor desplazamiento de 2457 cm³ (2,5 L; 149,9 plg³) con un turbo VF48 "single-scroll", que producía 300 HP (304 CV; 224 kW) y 300 lb·pie (407 N·m) de par máximo. El turbo dirigía el aire a través de un intercooler más grande montado en la parte superior, el cual había perdido el logo "STI" en rojo que existía en generaciones anteriores. Con un peso de 3395 libras (1540 kg) era más pesado que el WRX, de 3174 a 3240 libras (1440 a 1470 kg), dependiendo el acabado debido a una transmisión más robusta, el diferencial trasero y otros refuerzos en el chasis.
Igual que el WRX estándar, el modelo de la tercera generación estaba recortado a "Subaru WRX STI", con los mercados japoneses absteniéndose notablemente de esta convención. Para diferenciar al STI del WRX regular, Subaru optó por fabricar al STI con una carrocería más ancha y, por lo tanto, con también con vías más anchas, como se puede notar por los arcos de ruedas acampanados, además de utilizar componentes de suspensión en aluminio. Las modificaciones electrónicas incluían un control de estabilidad electrónico multimodal con opciones "normal", "tracción" y "apagado"; y el Subaru Intelligent-Drive ("SI-Drive"), también con tres modos: "intelligent", "sport", and "sport sharp"; así como el diferencial central multimodal controlado por el conductor (DCCD), que era un diferencial de deslizamiento limitado combinado mecánico y operado por un solenoide, el cual habilita al conductor a cambiar entre un bloqueo del diferencial central manual y automatizado. La fuerza de bloqueo podría variar entre totalmente abierto a totalmente bloqueado, con una parcialidad de apertura de par de 40/60 delantera/trasera.
El STI hatchback fue lanzado en Estados Unidos en marzo de 2008.
El R205 lanzado en 2009, es la continuación de los S203 y S204, cuyo equipamiento exclusivo aprovecha varios aspectos del WRX STi spec C. La calibración de muelles y amortiguadores es la misma de este último, así como también la geometría y rigidez del chasis. Está equipado con neumáticos específicamente desarrollados Bridgestone Potenza RE070 de medidas 245/50, con rines también exclusivos de 18 pulgadas (45,7 cm) con múltiples radios en negro. La combinación resulta en una mejora de la estabilidad direccional y en una precisión superior en curva. Solamente se fabricaron 400 unidades, con una caja manual de seis relaciones. Su bóxer de 1994 cm³ (2 L; 121,7 plg³) eleva la potencia a 320 CV (316 HP; 235 kW) a las 6400 rpm y un par máximo de 44 kg·m (431 N·m; 318 lb·pie) a las 4000 rpm, gracias a las modificaciones sobre el turbocompresor de rodamiento de bolas, la centralita electrónica y la mariposa de escape. Su aerodinámica se ha optimizado con un nuevo alerón frontal más bajo y un difusor trasero en negro que canaliza el aire bajo el vehículo con mayor eficacia. También equipaba frenos Brembo con pinzas (calipers) delanteras de seis pistones y de cuatro los traseros, parrilla negra, defensas y pasos de rueda propios, además de otros detalles y logos decorativos.
En 2010 para el año modelo 2011, el WRX STI estaba disponible en la versión de cuatro puertas. La característica más notable en el STI sedán era el gran alerón trasero. Australia también recibió el STI del año modelo 2011 en versión sedán para complementar al hatchback lanzado en 2008. Se ofrecían en la forma estándar, más el STI spec.R, cuyo equipamiento estándar incluía un techo solar eléctrico, interiores con tapicería en piel, navegación por satélite y rines BBS, mientras que los asientos Recaro eran opcionales.
Un rediseño del STI llegó en 2010 para el año modelo 2011, que se distinguía por una nueva defensa delantera. Los ajustes en la suspensión, con muelles más rígidos, barras estabilizadoras más grandes, nuevos casquillos de bola de almohada en los brazos inferiores delanteros, así como neumáticos estándar más anchos, tenían el efecto de una mejora en el manejo y la estabilidad.

#### WRX STi S206

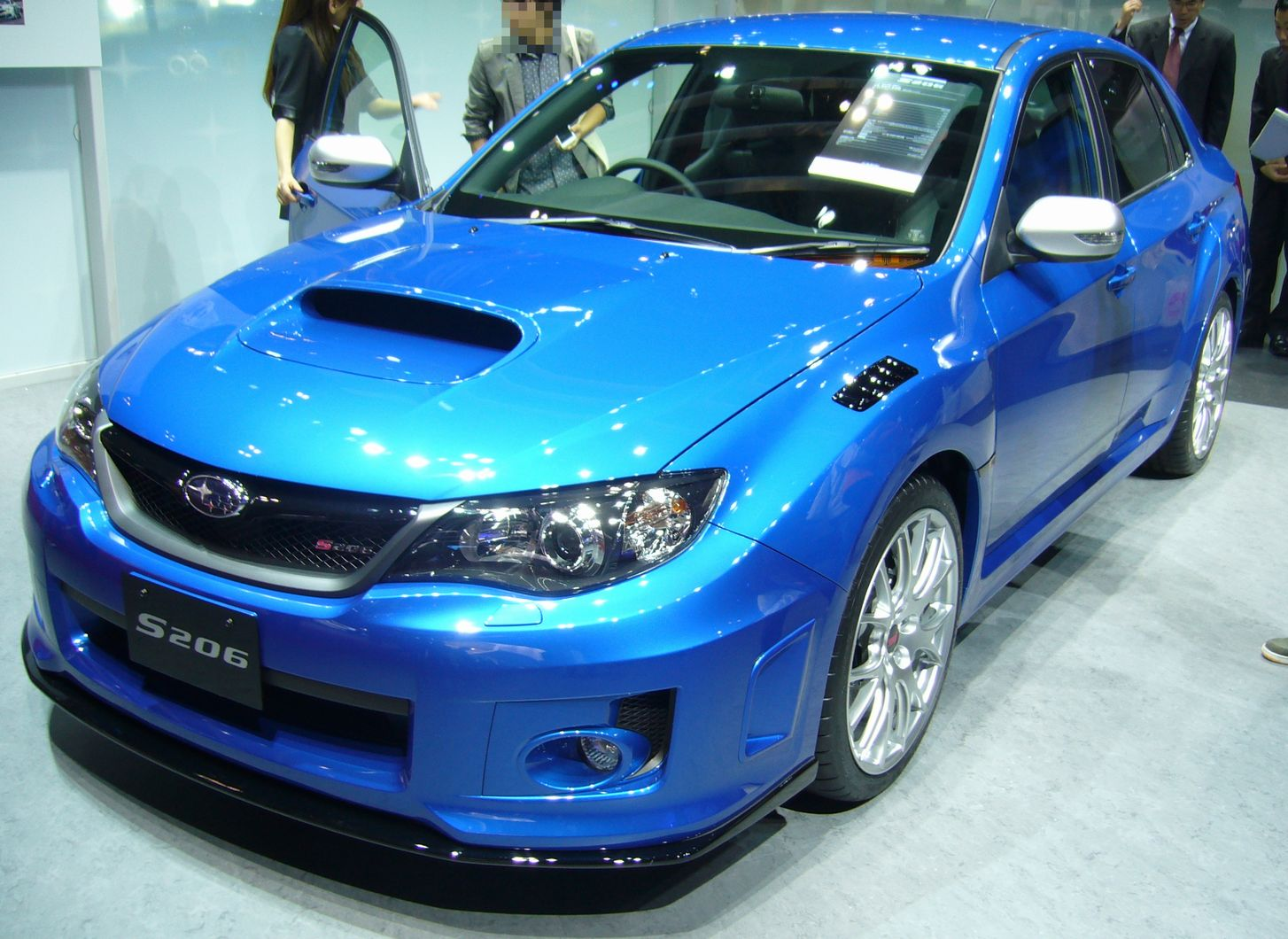
S206 de producción limitada, basado en el WRX STI sedán regular

Siguiendo las series S202, S203, S04 y R205 del STi, se presentó una edición especial limitada bajo el sobrenombre de "S206", con una producción total de solamente 300 unidades y comercializada exclusivamente en el mercado japonés. Se diferenciaba de un STi normal por el alerón delantero de mayores dimensiones, una parrilla también más grande, cofre de aluminio, un pequeño alerón en la tapa de la cajuela y varios distintivos S206 en la parrilla y en la parte trasera del coche. Mantenía el mismo bóxer de cuatro cilindros de 1994 cm³ (2 L; 121,7 plg³), aunque con un turbocompresor especialmente diseñado para esta versión, además de cambios electrónicos y a un nuevo sistema de escape, con lo que la potencia se incrementó a 320 CV (316 HP; 235 kW) y un par máximo de 431 N·m (318 lb·pie). Según el propio fabricante, aseguraba que se había mejorado la respuesta del acelerador, siendo más rápida y contundente. También cuenta con amortiguadores Bilstein y muchas otras mejoras en la suspensión heredadas del STi normal, tales como los muelles y una nueva barra estabilizadora en el eje delantero, que mejoraban todavía más la dinámica. Equipaba rines de aluminio BBS de 19 pulgadas (48,3 cm) en color plateado con neumáticos Michelin Pilot Super Sports de medidas 245/35 ZR19. Los frenos eran Brembo con pinzas (calipers) de seis pistones delanteros y cuatro traseros, con el logo STi. El interior presentaba asientos deportivos tipo baquet Recaro en alcantara y cuero con costuras en color plata, cinturones de seguridad de color rojo oscuro, así como cuero en el volante con el logo STi, en el pomo de la palanca de cambios y la placa con el número de unidad limitada en la consola central.

### Especificaciones
| Variantes      | Cilindrada                   | Diámetro x carrera             | Tipo de combustible | Aspiración | Potencia máxima                    | Par máximo                           |
| -------------- | ---------------------------- | ------------------------------ | ------------------- | ---------- | ---------------------------------- | ------------------------------------ |
| 2.0D           | 1998 cm³ (2 L; 121,9 plg³)   | 86 x 86 mm (3,39 x 3,39 plg)   | Diésel              | Turbo      | 150 CV (148 HP; 110 kW) @ 3600 rpm | 350 N·m (258 lb·pie) @ 1800-4200 rpm |
| 15S            | 1498 cm³ (1,5 L; 91,4 plg³)  | 77,7 x 79 mm (3,06 x 3,11 plg) | Gasolina            | Natural    | 110 CV (108 HP; 81 kW) @ 6400 rpm  | 144 N·m (106 lb·pie) @ 3200 rpm      |
| S-GT           | 1994 cm³ (2 L; 121,7 plg³)   | 92 x 75 mm (3,62 x 2,95 plg)   | Gasolina            | Turbo      | 250 CV (247 HP; 184 kW) @ 6000 rpm | 333 N·m (246 lb·pie) @ 2400 rpm      |
| WRX STi S206   | 1994 cm³ (2 L; 121,7 plg³)   | 92 x 75 mm (3,62 x 2,95 plg)   | Gasolina            | Turbo      | 320 CV (316 HP; 235 kW) @ 6400 rpm | 431 N·m (318 lb·pie) @ 3200-4400 rpm |
| WRX Sedán 2009 | 2457 cm³ (2,5 L; 149,9 plg³) | 99,5 x 79 mm (3,92 x 3,11 plg) | Gasolina            | Turbo      | 269 CV (265 HP; 198 kW) @ 6000 rpm | 331 N·m (244 lb·pie) @ 4000 rpm      |
| WRX STi        | 2457 cm³ (2,5 L; 149,9 plg³) | 99,5 x 79 mm (3,92 x 3,11 plg) | Gasolina            | Turbo      | 305 CV (301 HP; 224 kW) @ 6000 rpm | 393 N·m (290 lb·pie) @ 4000 rpm      |

## Cuarta generación (2011-2016)

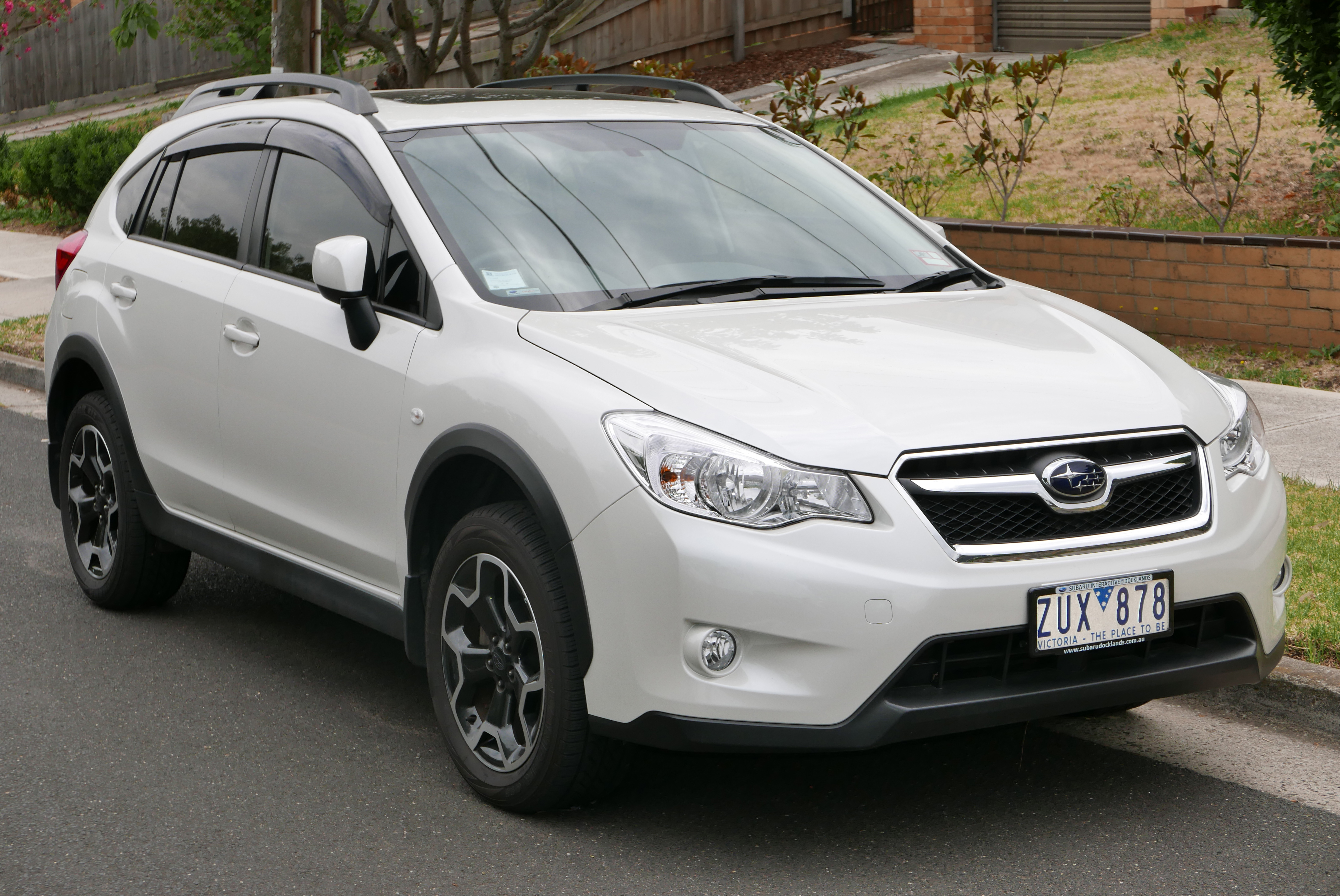
Hatchback XV (GP7) 2.0i-L de 2013

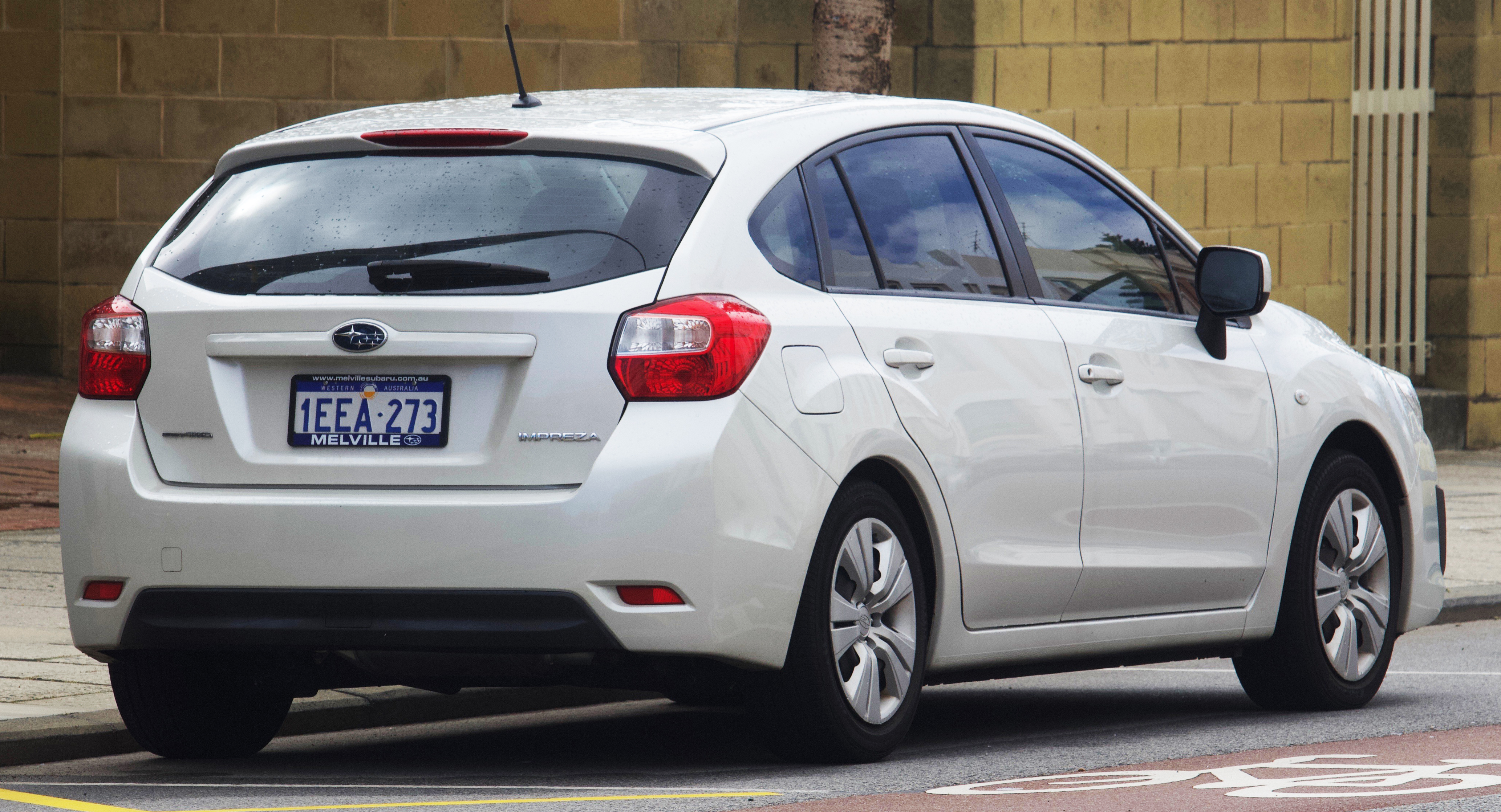
Vista trasera del Hatchback (GP7) 2.0i de 2013

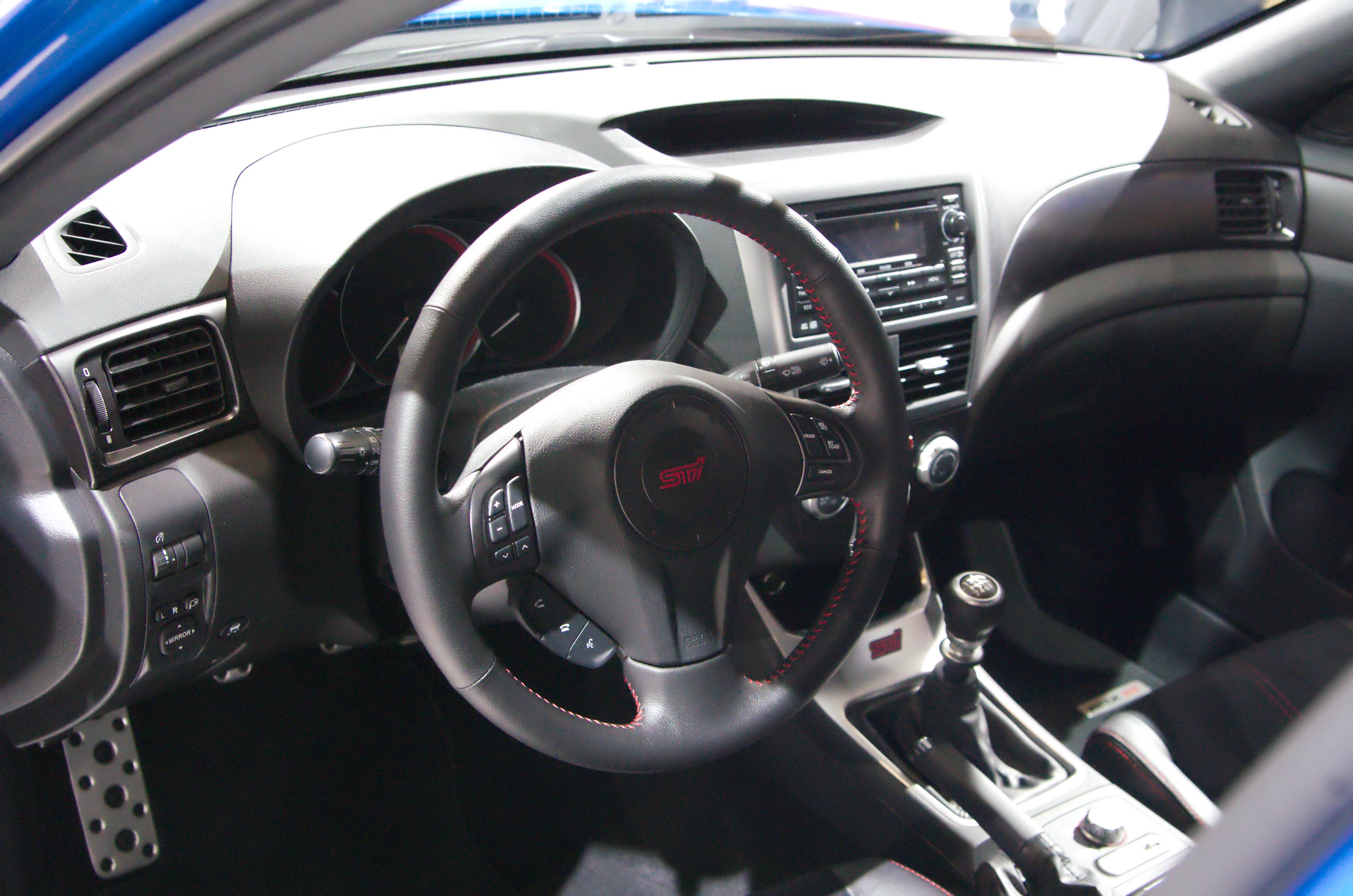
Interior de un WRX STI en el Salón del Automóvil de Ginebra de 2013

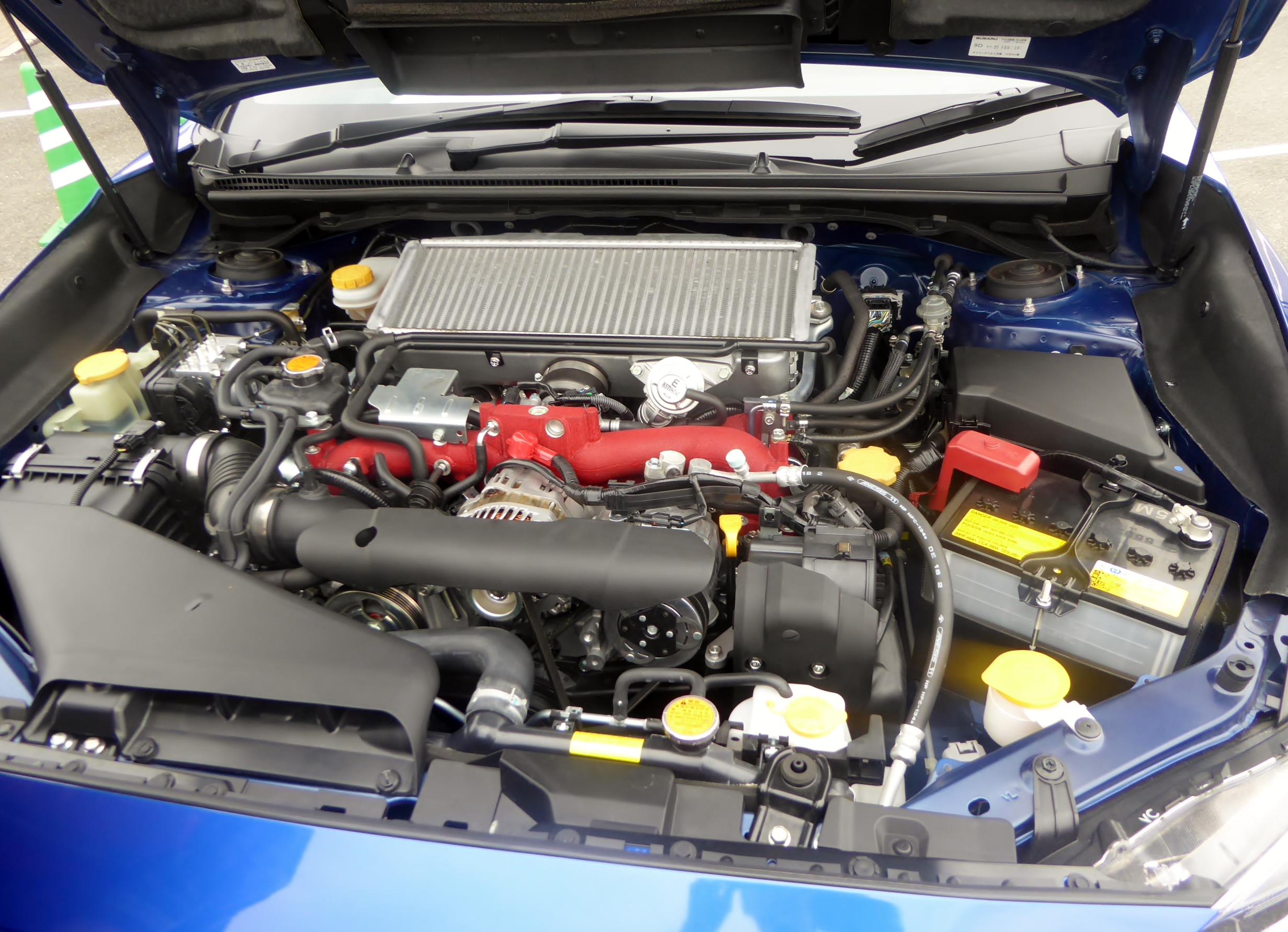
Compartimiento del motor EJ20 de un WRX STI de 2015 para el mercado japonés

En el Salón del Automóvil de Nueva York de abril de 2011, Fuji Heavy Industries presentó la cuarta generación como modelo 2012, permaneciendo casi del mismo tamaño que su anterior predecesor, el nuevo coche medía 4,41 m (173,6 pulgadas) de largo, 1,74 m (68,5 pulgadas) de ancho, 1,46 m (57,5 pulgadas) de alto, y era más ligero y eficiente en combustible, con un peso contenido de alrededor de 1320 kg (2910 libras); además se afirmaba que estaba mejor equipado. En 2012 recibió una mayor distancia entre ejes con 2,64 m (103,9 pulgadas), por lo que ofrecía más espacio interior. En España solamente se comercializaba bajo la denominación de XV, que era la versión todoterreno de este popular compacto.
La cuarta generación fue desarrollada bajo el concepto “Redefiniendo el valor, redefiniendo la categoría”, además manteniendo y perfeccionando el confort y aprovechando al máximo las características de seguridad con la combinación tecnológica única del "Symmetrical All Wheel Drive". También mejoró su consumo de combustible y emisiones contaminantes, mediante la utilización de la nueva transmisión Lineartronic (CVT). Adicionalmente, se creó un habitáculo más amplio con mayor confort y calidad, sin incrementar sus dimensiones generales.
Los cambios respecto al modelo al que sustituye eran principalmente estéticos, con mejoras también en habitabilidad, confort y eficiencia. Así, el pilar delantero se desplazó hacia adelante 200 mm (7,87 pulgadas) para ganar espacio en el habitáculo, especialmente en las plazas traseras y la distancia entre ejes también ganó 25 mm (0,98 pulgadas). Los asientos delanteros también subieron 60 mm (2,36 pulgadas) de altura para incrementar la sensación de seguridad y mejorar la posición de conducción.
En cuanto a su diseño exterior, era inteligente y elegante, con un estilo perfecto, amplitud y facilidad de uso. Destaca la parrilla hexagonal con alas extendidas en el centro, sus faros de halcón y pasos de ruedas, que caracterizan las capacidades de los modelos AWD con el sistema Active Torque Split. La posición más adelantada del pilar A y la extendida distancia entre ejes le permitían un perfil y un habitáculo muy amplio. En la versión de cuatro puertas, el distintivo diseño del pilar C le daba un estilo tipo cupé.
Disponía de tres motorizaciones bóxer de cuatro cilindros totalmente renovadas: dos de gasolina de 1.6 con 114 CV (112 HP; 84 kW), acoplado a una transmisión manual, otro de 1995 cm³ (2 litros) con 150 CV (148 HP; 110 kW) a las 6200 rpm, con una transmisión variable continua Lineartronic (CVT); y la más importante: un diésel de 1998 cm³ (2 litros) también con 150 CV (148 HP; 110 kW) y 350 N·m (258 lb·pie) de par máximo, cuyo consumo medio combinado homologado era de 5,6 L/100 km (17,9 km/L; 42,0 mpgAm).
Su chasis le proveía un comportamiento sólido con una respuesta lineal y de fácil conducción, mientras absorbía las irregularidades del camino. También se realizaron mejoras en la rigidez de ciertas áreas y ajustes de optimización, que permitían un mejor comportamiento. Los ajustes eran para mejorar la respuesta general del vehículo, la estabilidad y confort, así como disminuir las vibraciones. La suspensión también fue optimizada para mejorar la estabilidad. Todas las variantes de 2012 estaban equipadas con neumáticos de baja resistencia de manera estándar. Las versiones con transmisión manual contaban con el sistema Start Assist, que mantiene la fuerza de frenado, incluso al soltar el pedal de freno para partir en pendiente. La rigidez del chasis se mejoró para ofrecer una mejor respuesta.
Para el modelo 2018, estrenó la plataforma global de Subaru que también recibió el XV, donde la deportividad ha pasado a un segundo plano, ya que quedó reservada exclusivamente para el WRX STI. Por lo tanto, quedó como un compacto singular por su técnica, muy bien equipado y especialmente dotado en elementos de seguridad.
La capacidad de la cajuela quedó de 310 a 385 L (10,9 a 13,6 pies cúbicos), dependiendo si lleva la rueda de repuesto de la misma medida que las otras o un paquete para cambiarla, mientras que el tanque de combustible tenía una capacidad de 50 litros (13,2 galAm), es decir, cinco menos que antes, lo que redundaba en un menor peso, pero menos autonomía. El habitáculo seguía con ajustes sólidos y de calidad, donde el conductor disponía de tres pantallas digitales interactivas, incluyendo una más pequeña en la parte superior de la consola que informa sobre la climatización y las funciones de seguridad, mientras que la más grande de 6,5 a 8 pulgadas (16,5 a 20,3 cm) regulaba el sistema de información, navegación y entretenimiento.
Además de estrenar nueva plataforma, se intensificó el empleo de aceros de muy alta resistencia o materiales ligeros como el aluminio en el cofre delantero. Su motorización y transmisión también fueron aligerados, aunque era un coche mucho más sólido, con una rigidez aumentada a un mínimo de un 70%, además de ser preciso, refinado y seguro. Pudo lograr la puntuación más alta de la historia en las pruebas de choque en Japón, mientras que en Europa alcanzó las cinco estrellas Euro NCAP. Para conseguir esto, la configuración bóxer rebaja el centro de gravedad, reduce las vibraciones y mejora la estabilidad, además de permitir que se desplace hacia el suelo, evitando así posibles daños a los pasajeros en caso de accidente.
Su chasis se apoya en el diseño de las suspensiones, en una dirección muy buena y en fijar la barra estabilizadora trasera a la carrocería, lo que le permite ser más confortable y, al mismo tiempo, eficaz. Además de las ventajas de la tracción total, cuenta con dos sistemas que optimizan la adherencia: uno reparte el par entre las ruedas de cada eje, mientras que el otro frena las interiores en la curva para reducir al mínimo el subviraje delantero.
Se comercializaba en dos opciones: Sport y S-Executive. Ambos llevan de serie todos los sistemas de seguridad disponibles, incluyendo los nueve de la tercera evolución del "EyeSight": aviso de colisión, frenada pre colisión, asistencia a la frenada pre colisión, control de crucero y de crucero adaptativo, aviso de salida del carril, permanencia en el carril, control del acelerador, aviso de derrape y aviso de avance del coche delantero. Adicionalmente, se incluyen siete bolsas de aire, rines de 16 pulgadas (40,6 cm), reposacabezas activo, control dinámico de comportamiento del vehículo VDC, anclajes ISOFIX, pilotos traseros de led, sistema HBA de ayuda al cambio de luces largas o cortas, climatizador automático con filtro de polvo, computadora de a bordo y freno de estacionamiento eléctrico con asistente en rampa.
El acabado Executive añadía faros led adaptativos, faros antiniebla delanteros, retrovisores exteriores eléctricos plegables y térmicos, rines de aleación de 17 pulgadas (43,2 cm), asientos delanteros calefactables, volante y palanca de cambios forrados en cuero, climatizador bizona con activación por voz, sistema de información y entretenimiento Starlink, cámara de visión trasera, aviso de ángulo muerto y de tráfico trasero.

### WRX

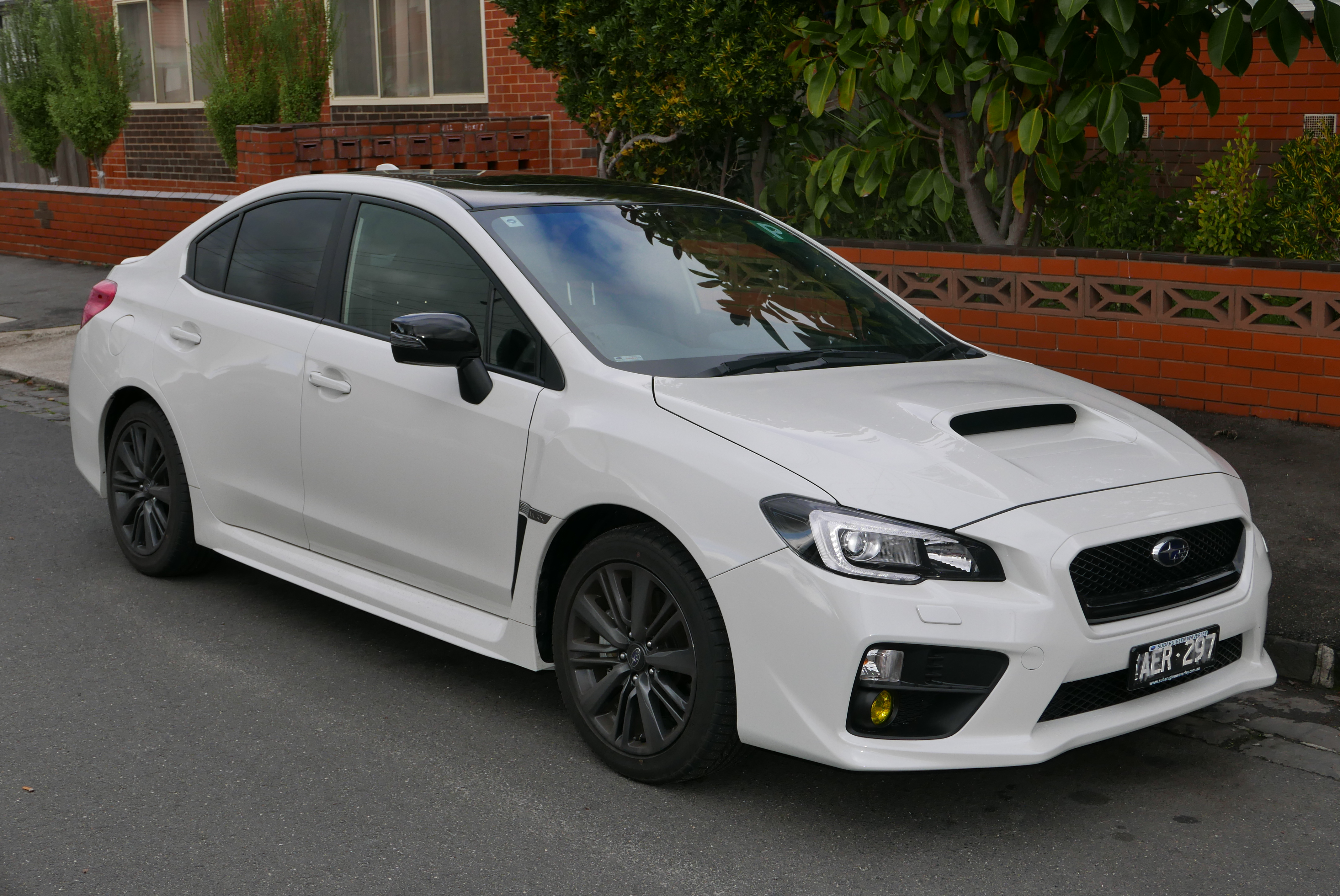
WRX (VA) sedán de 2015

La apariencia de carrocería ancha de 2011 incluye salpicaderas delanteras y traseras abultadas y escapes de cuatro puntas. Este nuevo estilo beneficia mucho al sedán de cuatro puertas, removiendo su aspecto de coche económico con lados planos.
El modelo 2012 continúa con el bóxer de 2457 cm³ (2,5 litros) con 265 CV (261 HP; 195 kW), acoplado a una transmisión manual de cinco velocidades y sin opción de una automática. Su par máximo tiene una respuesta suave desde las bajas 1000 rpm, que le permite una rápida aceleración. Exhibe un muy buen control en las curvas y desempeño transicional, aunque la distribución de peso delantera y el diseño de la suspensión contribuyen a un potencial subviraje.
Tanto los modelos hatchback como sedán, son técnicamente de cinco asientos, aunque los adultos más altos podrían encontrar una razón para quejarse cuando entran tres en la parte trasera. La capacidad de carga extra en el hatchback es práctico para maletas u otro tipo de pertenencias, especialmente al viajar a su máxima capacidad. Los asientos deportivos reforzados estándar son confortables, pero la opción de superficie de alcantara Recaro disponible en el STI es una gran mejora. Los materiales encajan y los acabados en general son buenos, particularmente en el rango de precios del WRX, además del paquete Limited disponible, siendo mejorable a un lujo mucho mayor.
Estaba disponible con las opciones base, Prémium y Limited, ofreciendo mejoras progresivas en la tapicería, características electrónicas y otras más. Su economía de combustible era de 19 mpgAm (12,4 L/100 km; 8,1 km/L) en la ciudad y 25 mpgAm (9,4 L/100 km; 10,6 km/L) en la carretera, para un combinado de 21 mpgAm (11,2 L/100 km; 8,9 km/L).

### WRX STI

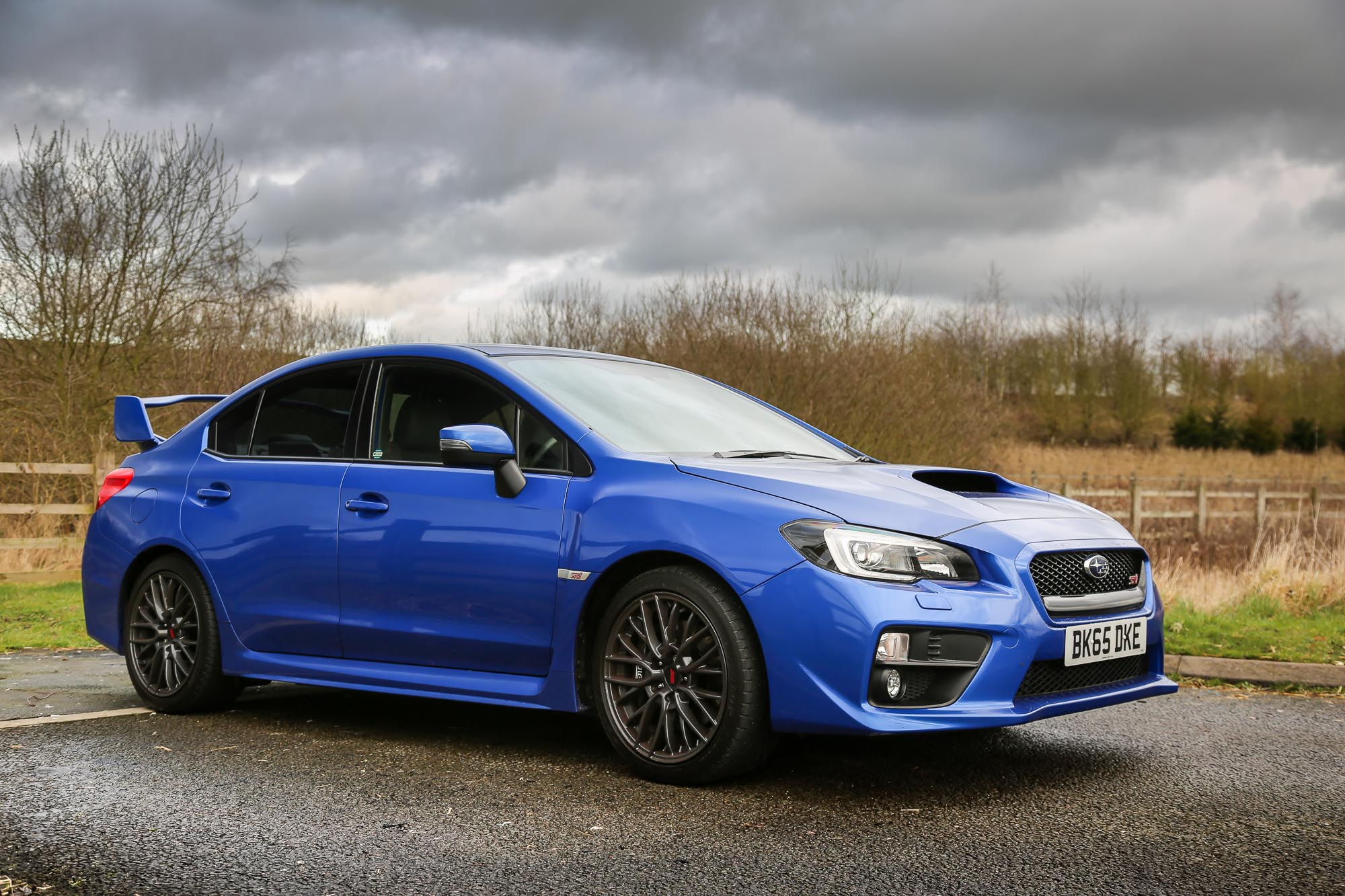
WRX STI

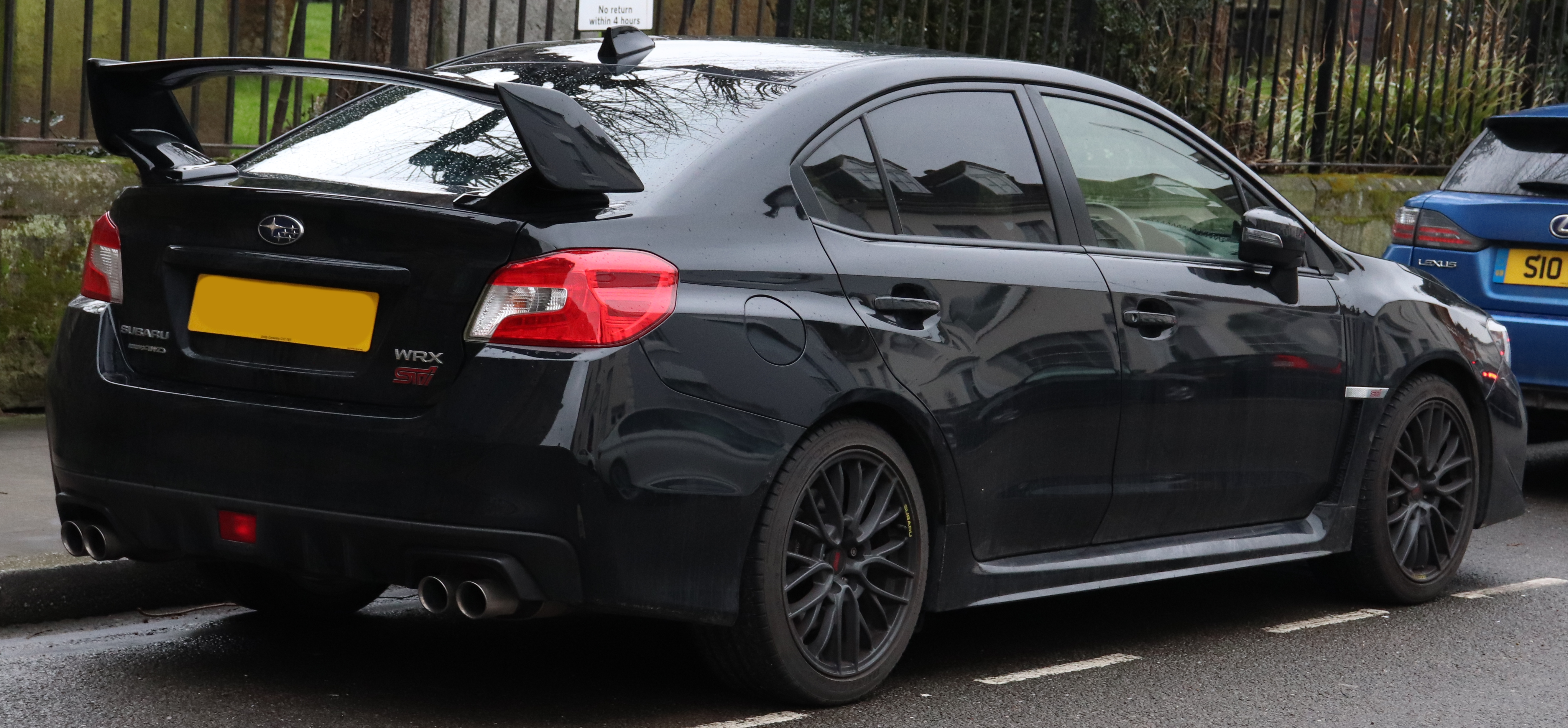
Vista lateral-trasera del WRX STi Type UK Symetrica 2.5 de 2015, en Warwick, Reino Unido

Para el modelo 2013, el WRX STi sedán continuaba ofreciendo un buen desempeño gracias a su sistema simétrico de tracción total ("Simmetrycal AWD") permanente, que ayuda bajo climas difíciles o en condiciones extremas. Su bóxer turbo de 2457 cm³ (2,5 L; 149,9 plg³) eroga 305 CV (301 HP; 224 kW) de potencia máxima y 290 lb·pie (393 N·m) de par máximo, el cual estaba acoplado a una transmisión manual de seis velocidades, así como a dos diferenciales limitados, tanto delantero como trasero, garantizando un buen agarre y estabilidad, que le permitía alcanzar los 100 km/h (62,1 mph) en solamente 4.5 segundos.
El interior se ofrecía con tapicería de piel y asientos calefactables, mientras que para el exterior incluía rines de aleación BBS de 18 pulgadas (45,7 cm), además de frenos Brembo, sistema SI-Drive, suspensión deportiva, una toma de aire más grande en el cofre, faros xenón, entre otras.
Para el modelo 2014, no cambió tanto como pudiera pensarse, ya que conservó tal cual el mismo bóxer turbo y el control del diferencial (DCCD). La nueva carrocería sedán incluía emblemas STI y un alerón trasero diferente. La ventaja con respecto a la generación anterior era una carrocería más ligera y más rígida, gracias a las nuevas aleaciones de acero. La distancia entre ejes se había ensanchado 25 mm (0,98 pulgadas) a fin de mejorar la habitabilidad. También se revisó y mejoró la suspensión, con el propósito de tener una carrocería más rígida y haciéndolo más ágil, ya que la dirección es más rápida y rígida que antes. La transmisión tenía una mayor precisión al engranar, que redundaba en más deportividad.
En su interior, presentaba un diseño de volante nuevo con forma en "D" en vez de redonda y el panel de instrumentos estaba más modernizado, con un par de esferas con indicadores analógicos y una pantalla multifunción a color en el centro. La parte superior del tablero no utilizaba todavía una gran pantalla. En cuanto al exterior, cambió la pequeña ventanilla delantera cuya inclinación del pilar A era diferente, ya que antes no la tenía; además de unas nuevas luces led, tanto diurnas como traseras.

#### WRX STI S207

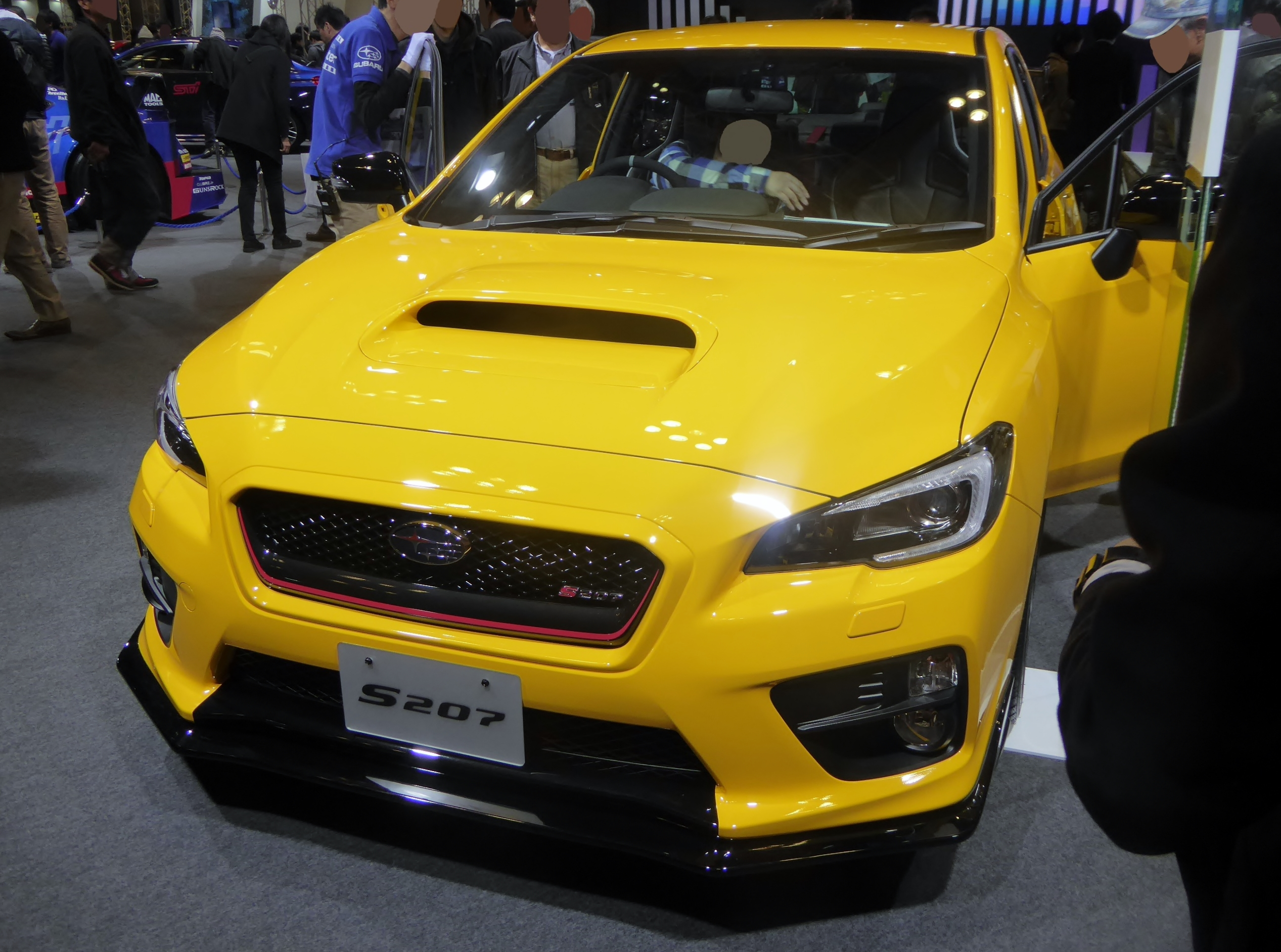
S207 con el paquete NBR Challenge, en el Salón del Automóvil de Osaka de 2015

El WRX STI S207 era una edición especial limitada a solamente 400 unidades, que en principio se vendía exclusivamente en Japón. Estaba equipado con el ya conocido bóxer de 1994 cm³ (2 litros), cuya potencia subió de 300 a 328 CV (296 a 324 HP) (221 a 241 kW), además de algunas modificaciones en el chasis, al haberle instalado unos amortiguadores regulables en la parte delantera, nuevos frenos Brembo de mayor potencia, reparto vectorial de par entre ambos ejes y neumáticos específicos. También se le había añadido un alerón delantero más grande. En su interior contaba con nuevos asientos deportivos firmados por Recaro y un panel de instrumentos específico. No todas las unidades fabricadas eran iguales, ya que la mitad (200) tenían el paquete "NBR Challenge", que se inspira en la victoria de su categoría en las 24 Horas de Nürburgring de 2015, destacando una placa conmemorativa y un alerón trasero de fibra de carbono; a su vez, la mitad de estas (100) estaban pintadas en un llamativo color amarillo.

### Especificaciones
| Variantes      | Cilindrada                   | Diámetro x carrera             | Aspiración | Potencia máxima                    | Par máximo                      |
| -------------- | ---------------------------- | ------------------------------ | ---------- | ---------------------------------- | ------------------------------- |
| Sport 1.6i AWD | 1599 cm³ (1,6 L; 97,6 plg³)  | 78,8 x 82 mm (3,10 x 3,23 plg) | Natural    | 115 CV (113 HP; 85 kW) @ 5600 rpm  | 148 N·m (109 lb·pie) @ 4000 rpm |
| G4 2.0i AWD    | 1995 cm³ (2 L; 121,7 plg³)   | 84 x 90 mm (3,31 x 3,54 plg)   | Natural    | 150 CV (148 HP; 110 kW) @ 6200 rpm | 196 N·m (145 lb·pie) @ 4200 rpm |
| WRX            | 1998 cm³ (2 L; 121,9 plg³)   | 86 x 86 mm (3,39 x 3,39 plg)   | Turbo      | 272 CV (268 HP; 200 kW) @ 5600 rpm | 350 N·m (258 lb·pie) @ 5200 rpm |
| WRX STI S207   | 1994 cm³ (2 L; 121,7 plg³)   | 92 x 75 mm (3,62 x 2,95 plg)   | Turbo      | 328 CV (324 HP; 241 kW) @ 7200 rpm | 431 N·m (318 lb·pie) @ 4800 rpm |
| WRX STI        | 2457 cm³ (2,5 L; 149,9 plg³) | 99,5 x 79 mm (3,92 x 3,11 plg) | Turbo      | 300 CV (296 HP; 221 kW) @ 6000 rpm | 407 N·m (300 lb·pie) @ 4000 rpm |

## Quinta generación (2017-2022)

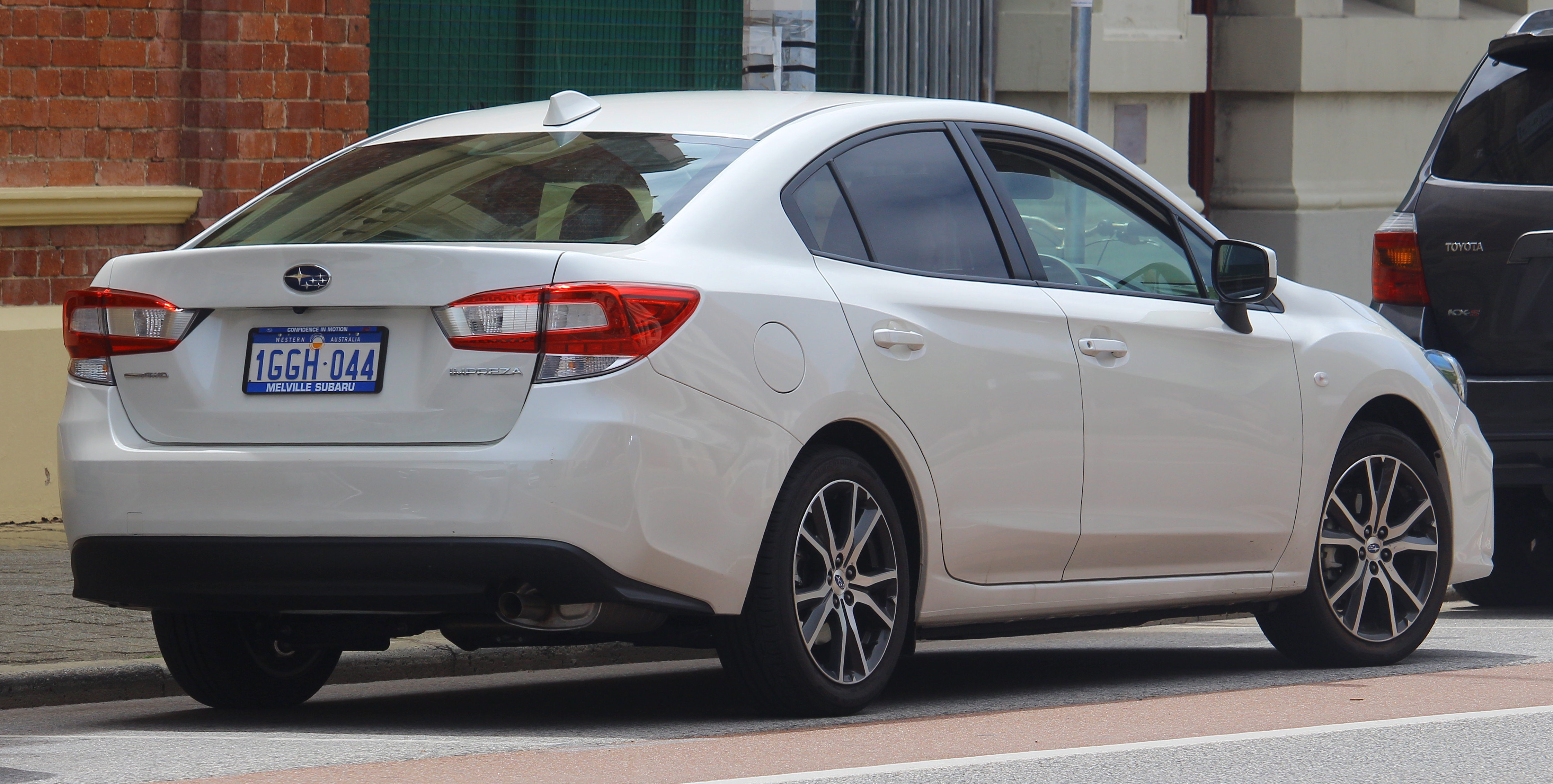
Vista trasera 3/4 del sedán (GK7) 2.0i de 2017

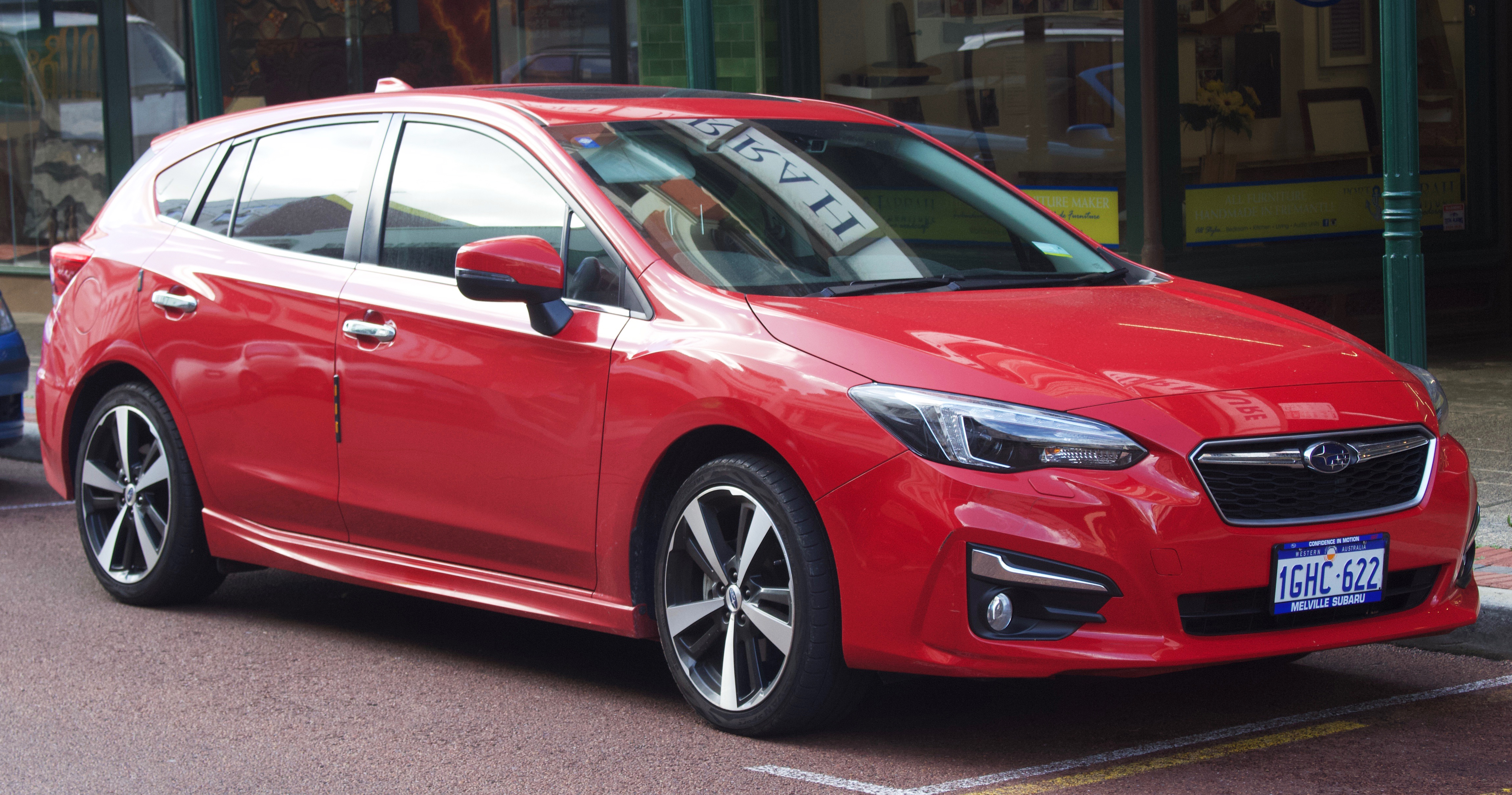
Hatchback (GT7) 2.0i-S de 2017

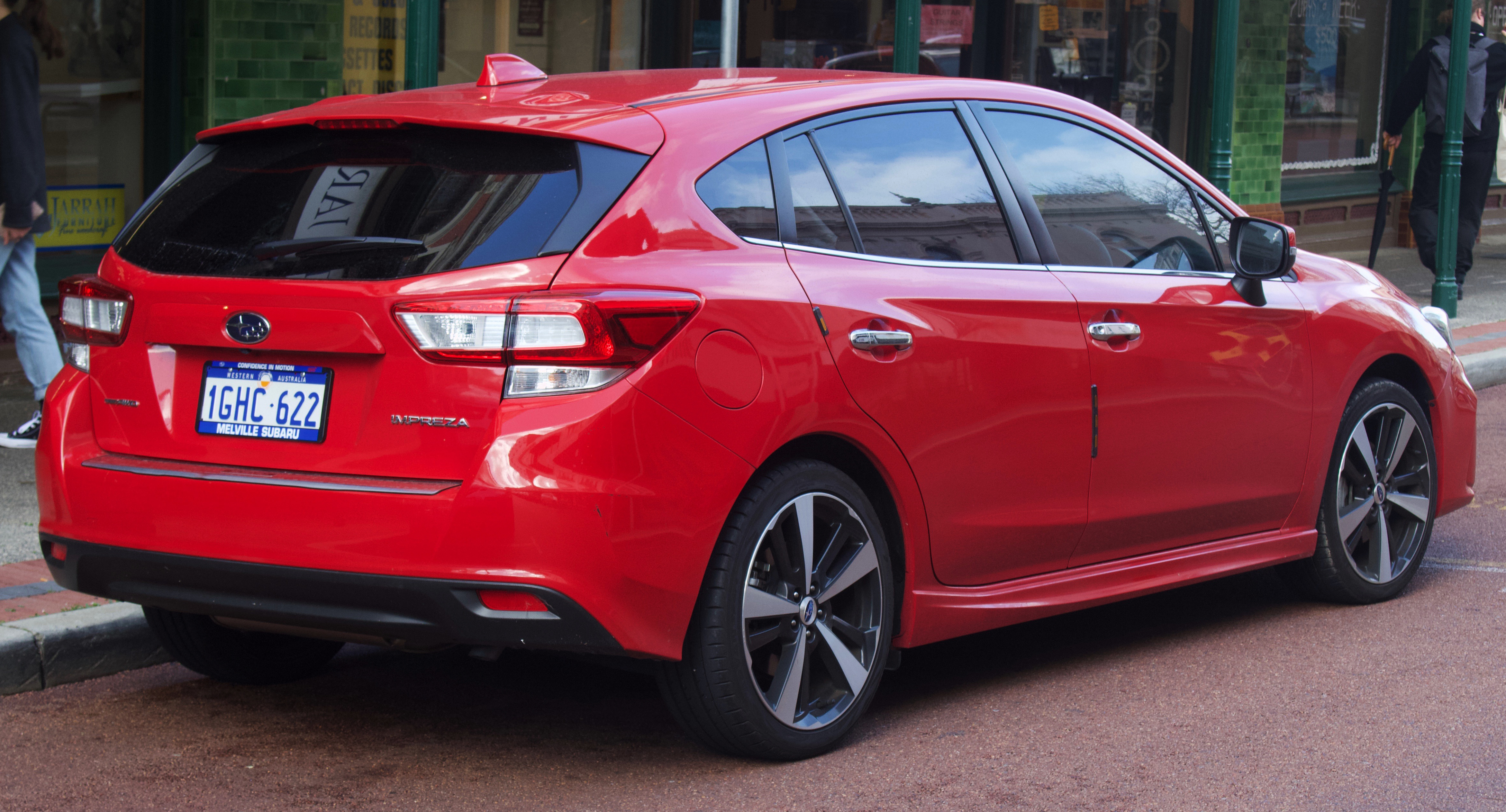
Vista trasera 3/4 del hatchback

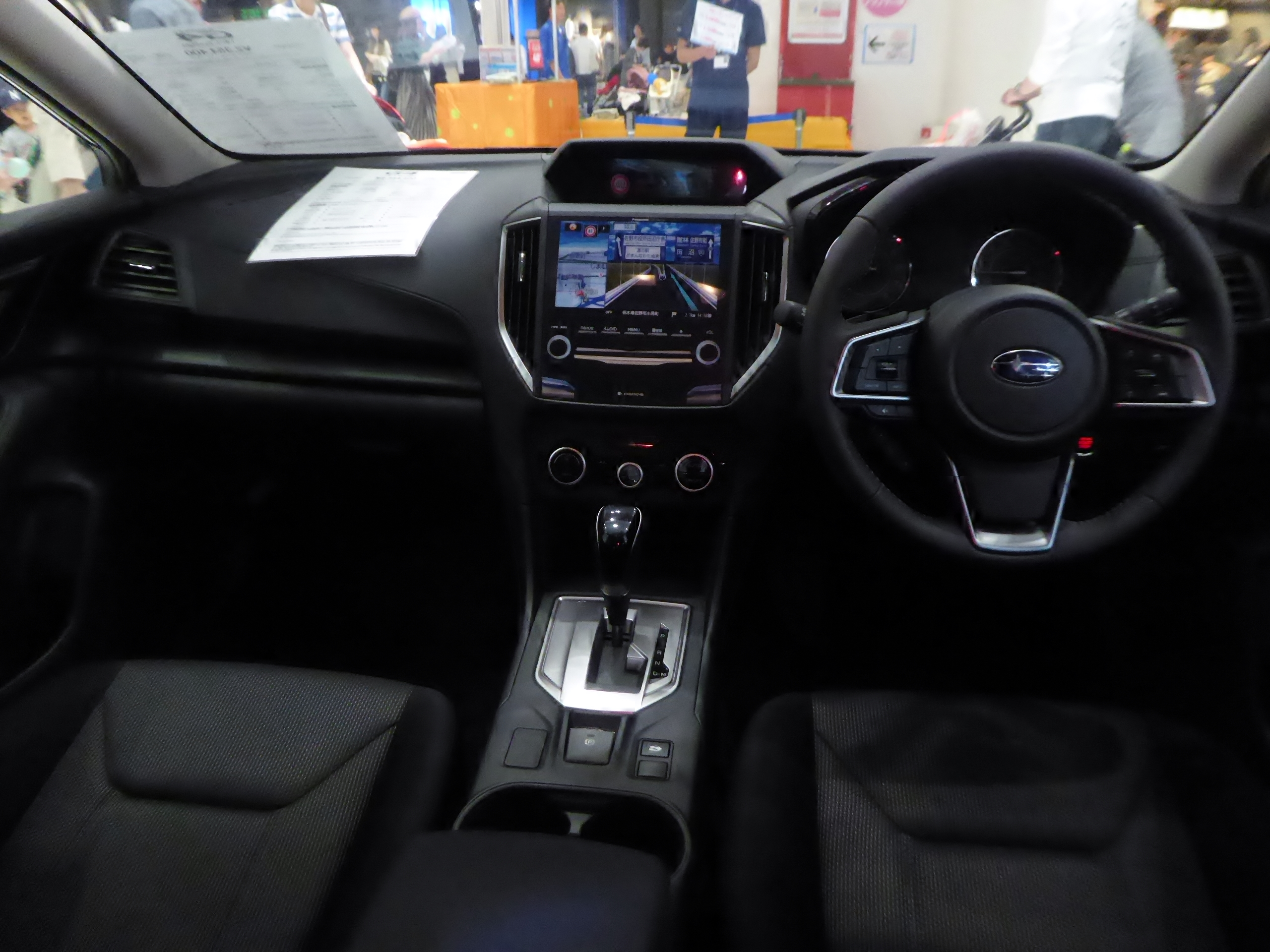
Interior de un G4 1.6i-L EyeSight (DBA-GK3)

El exterior de entrada se destaca que el nuevo modelo 2017 fue fabricado sobre la plataforma global de Subaru, la cual usa acero de alta resistencia con excelente durabilidad, rigidez y alta resistencia a las vibraciones, cosa que favorece a la hora de disfrutar un largo viaje, sencillamente porque es más silencioso y uniforme, esta famosa plataforma global está diseñada para proporcionar seguridad durante muchos años. El fabricante lo ofrecía en dos versiones: sedán de cuatro puertas y familiar de cinco puertas a escoger, según sea el gusto de cada quien.
Los faros delanteros cuentan con tecnología led que iluminan de forma activa en la dirección de un giro, las luces altas accionadas con el EyeSight, para así cambiar de manera automática los faros delanteros entre las posiciones alta y baja cuando se detecta un vehículo que se aproxima, mejorando su seguridad y la de otros en la carretera, las molduras y líneas horizontales en su carrocería, los espejos retrovisores y muchas otras cosas en común.
Su habitáculo se destaca por ofrecer mayor capacidad de habitabilidad, con nuevas configuraciones de butacas y dotado de elementos tecnológicos de seguridad, como el sistema Starlink Safety and Security, que cuenta con alerta automática de colisión, asistencia vial mejorada y sistema de rastreo en caso de robo del vehículo, entre otras disposiciones. Cuenta también con el sistema Starlink Concierge, equipado con sistemas de navegación y base de datos para programación de citas de servicio técnico. En su consola central incorpora una pantalla táctil de 8 pulgadas (20,3 cm), programada con Apple CarPlay y Android Auto, contando con funciones como Wifi, conexión inalámbrica, manos libres, SiriusXM y All Access Radio, entre otras. Complementa su equipamiento con elementos de asistencia a la conducción como el alerta de punto ciego de proximidad de tráfico, cámara trasera y frenos automáticos de reversa.
Está equipado con un bóxer de inyección directa con pistones que se mueven de lado a lado contrapesando las vibraciones, el cual ofrecía 152 HP (154 CV; 113 kW), buena potencia para ser un sedán, de modo que su andar es más suave y eficiente. Por estar colocado de manera horizontal, le ofrece al coche una mayor estabilidad, lo cual que genera un aprovechamiento al máximo de la potencia y, además, la inyección directa le brindaba un mejor rendimiento y economía de combustible.
Está disponible tanto en carrocería sedán como hatchback. Todas las versiones llevan un bóxer de 1998 cm³ (2 L; 121,9 plg³), que genera 148 HP (150 CV; 110 kW) y 144 lb·pie (195 N·m) de par máximo, con lo que es capaz de acelerar de 0 a 100 km/h (62 mph) en 9.8 segundos y alcanzar una velocidad máxima de hasta 208 km/h (129 mph). Todas las versiones cuentan con tracción integral y transmisión CVT con cambios detrás del volante, que permite simular hasta siete velocidades, aunque también se puede ordenar con una manual de cinco velocidades.
Su nueva plataforma tiene una mayor rigidez estructural con un 70% mayor, según la marca, que significa en mayor estabilidad, agilidad y confort al conducir. Adicionalmente, el fabricante afirma que hay menos ruido y vibraciones.
El sistema de tracción integral junto con el bóxer, ayudan a que logre un centro de gravedad más bajo, garantizando así mayor estabilidad y control. Ofrece consumos ligeramente más ajustados que el modelo anterior con 28 mpgAm (8,4 L/100 km; 11,9 km/L) en ciudad y 37 mpgAm (6,4 L/100 km; 15,7 km/L) en autopista.
Una de las ventajas más fuertes es la seguridad, ya que su estructura cuenta con zonas de absorción de energía un 40% más eficientes que el modelo anterior. Además, cuenta con múltiples asistencias de conducción, tales como: el sistema EyeSight, control de velocidad crucero adaptativo, alerta de colisión frontal con frenado automático, alerta de abandono involuntario de carril con asistente para no salir del mismo, faros con alumbrado en curva, asistente de luces altas automáticas, monitoreo de presión de las llantas y frenado automático en reversa. Respecto a la generación anterior, tanto el sedán como el hatchback son apenas 4 cm (1,6 pulgadas) más largos.
El modelo 2018 cuenta con una mecánica atmosférica de 1599 cm³ (1,6 litros) acoplado a una transmisión CVT de seis etapas. Otras características incluyen: el asistente de luz de carretera, los faros adaptativos con función de alumbrado en curva, la cámara trasera de asistencia al aparcamiento, con detección de tráfico cruzado, o el sistema de control del ángulo muerto. Todos los acabados incluyen de serie el control electrónico de estabilidad (VDC), control de tracción (TCS) y el reparto selectivo de par (ATV). Se trata de un coche 100% nuevo, cuya plataforma global es compartida con el XV y otro nuevos modelos hasta 2025, incluidas las futuras versiones híbridas y eléctricas. Esto se traduce en una base más rígida y ligera, ofreciendo una mejor dinámica de conducción, la cual se apoya en una suspensión firme, sin dejar de ser un compacto ágil, confortable y práctico, con 385 litros (13,6 pies cúbicos) de capacidad en su cajuela. Su bóxer desarrolla una potencia máxima de 114 CV (112 HP; 84 kW) a las 6200 rpm y un par máximo de 150 N·m (111 lb·pie) a las 3600 rpm, con un consumo mixto de 6,4 L/100 km (15,6 km/L; 36,8 mpgAm) y en condiciones normales sube a 7,5 L/100 km (13,3 km/L; 31,4 mpgAm).
Estaba disponible con dos acabados: Sport y Executive Sport+. De serie, la pantalla táctil de infoentretenimiento es de 6,5 pulgadas (16,5 cm), compatible con Android Auto y Apple CarPlay. La versión más equipada incluiría una de 8 pulgadas (20,3 cm), añadiendo Starlink, seis bocinas y cámara trasera de asistencia de estacionamiento. Asimismo, se incluye climatizador automático bizona, sistema de acceso y arranque sin llave, freno de estacionamiento electromecánico, sensores de lluvia e iluminación, asientos delanteros con calefacción, faros led, cristales traseros de privacidad, entre otras características más.

### WRX

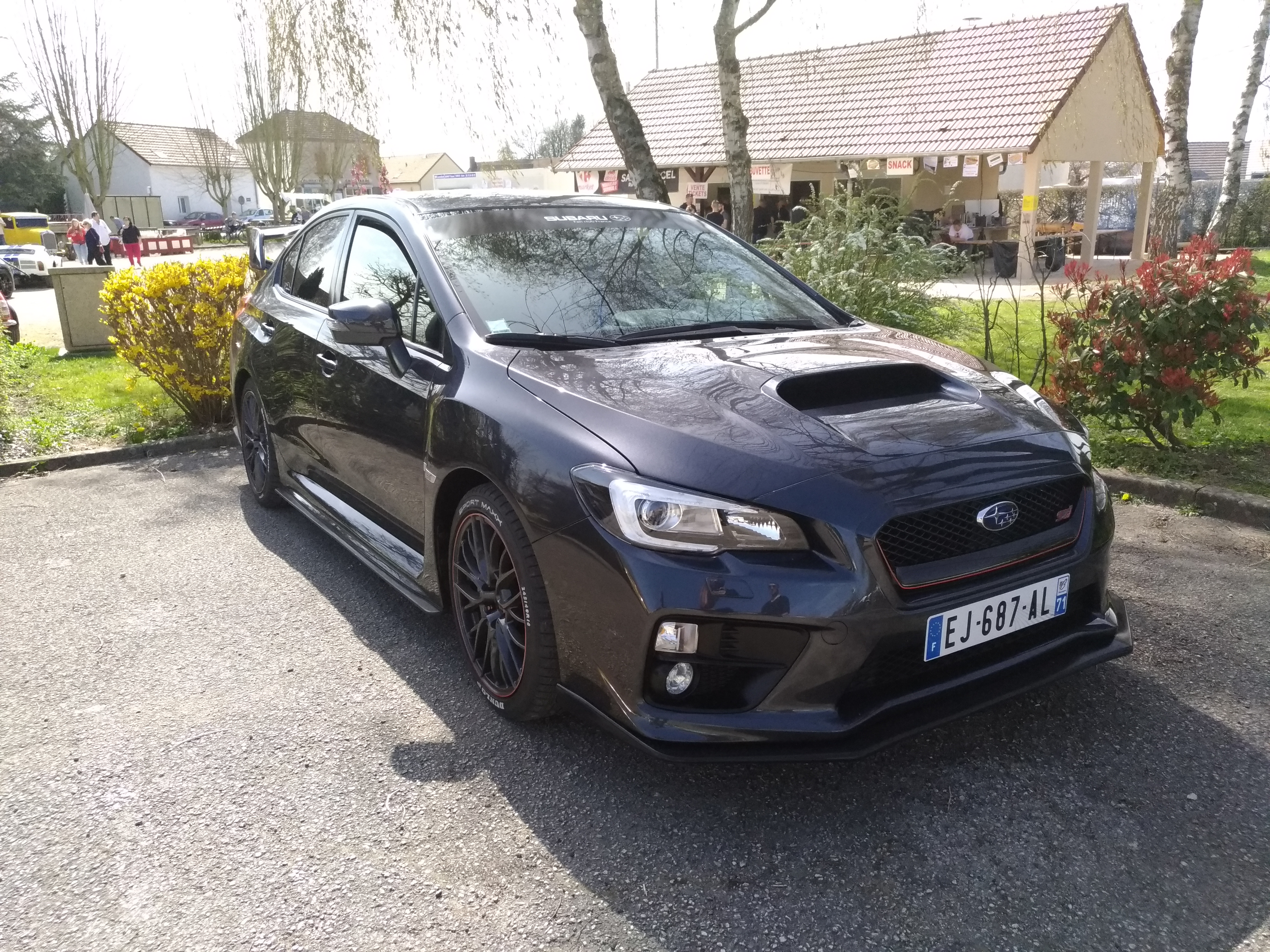
WRX de 2018 en Chalon-sur-Saône, Francia

Entre los cambios para el modelo 2018, se incluye una fascia delantera de nuevo diseño y más deportivo. También destaca una parrilla más pronunciada y una abertura más grande de la parrilla inferior. Además, se incorpora iluminación led responsiva, que ayuda a iluminar las curvas durante la conducción nocturna. Todos los modelos WRX cuentan con nuevos soportes de montaje en el techo.
Su bóxer de 1998 cm³ (2 L; 121,9 plg³) con inyección directa y turbo, cuenta con tecnología Symmetrical All Wheel Drive y Active Torque Vectoring, el cual produce una potencia máxima de 272 CV (268 HP; 200 kW), acoplado a una transmisión manual de seis velocidades. Opcionalmente, también estaría disponible una versión automática "Sport Lineartronic CVT" con modo manual. Adicionalmente, cuenta con una nueva suspensión que optimiza la estabilidad de la dirección y la comodidad de conducción, manteniendo al mismo tiempo un alto rendimiento en curva.
También se ha mejorado considerablemente la sensibilidad del cambio de marchas para el caso de la versión manual de seis velocidades, con un nuevo diseño sincronizado que reduce notoriamente la fricción, aunado a un acoplamiento más suave del embrague. La dirección asistida eléctrica (EPS) WRX también ha sido revisada y mejorada para una sensación más suave y natural, mientras que la integración de la unidad de control electrónico reduce el peso. Un nuevo paquete de rendimiento opcional para el WRX Prémium, ofrece asientos eléctricos Recaro de ocho vías, pinzas de freno pintados en rojo y pastillas de freno JURID. Los rines estándar de 18 pulgadas (45,7 cm) cuentan con un nuevo diseño en dos radios.
Por otra parte, se revisó la estructura delantera para mejorar el rendimiento en casos de colisión frontal. El WRX Limited está equipado con la tecnología EyeSight Driver Assist, añadiendo un nuevo sistema "EyeSight Assist Monitor (EAM)", que utiliza indicadores led para mostrar el estado de EyeSight y alertas en el parabrisas, a fin de evitar distracciones al conductor, estando al tanto de la información sin desviar los ojos del camino. La función AVH sustituye a las funciones Hill Holder y Hill Start Assist, ofreciendo una mayor funcionalidad y manteniendo el vehículo estable en todos los grados.

### WRX STI

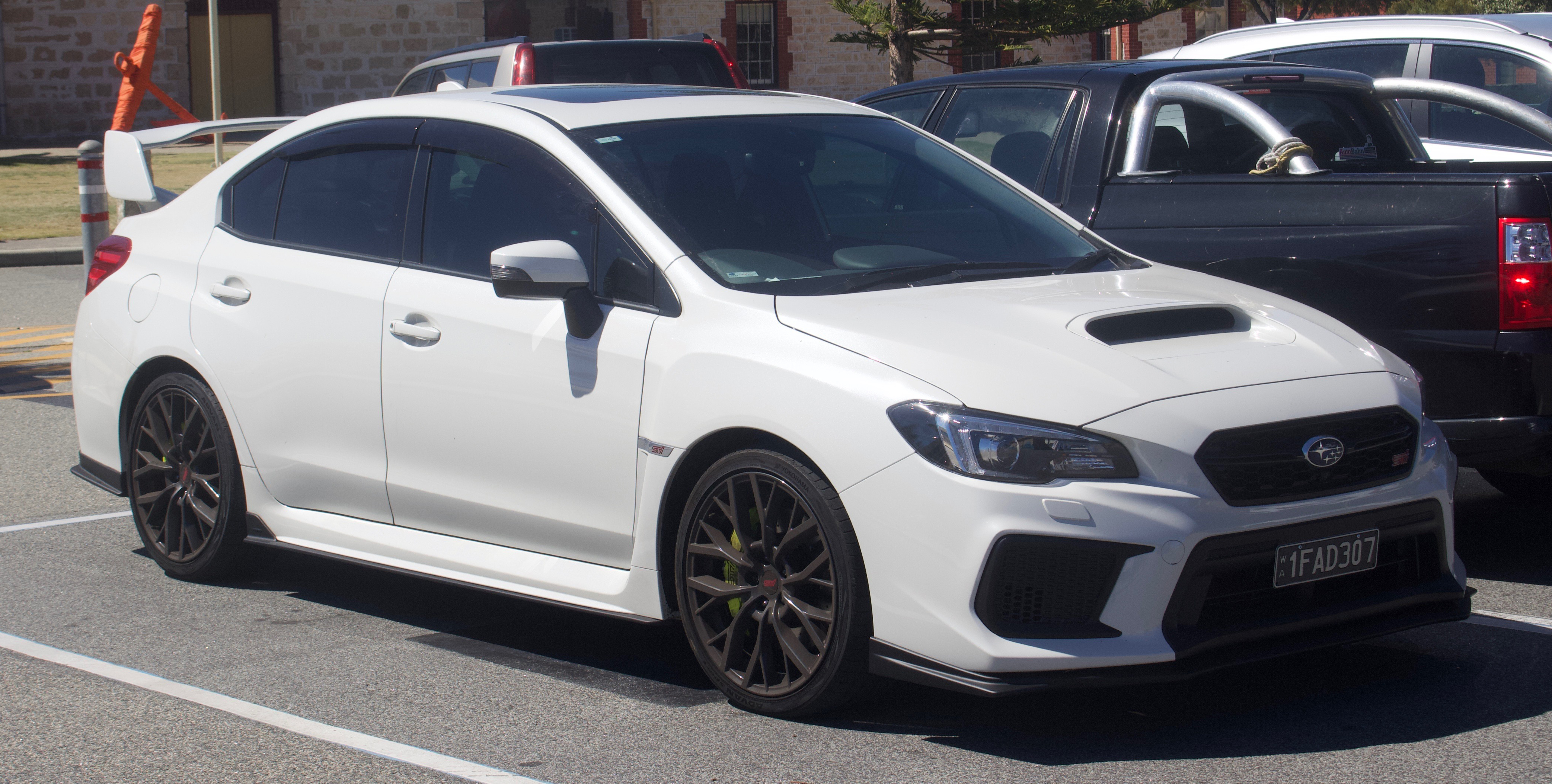
WRX STI (VA) sedán de 2018

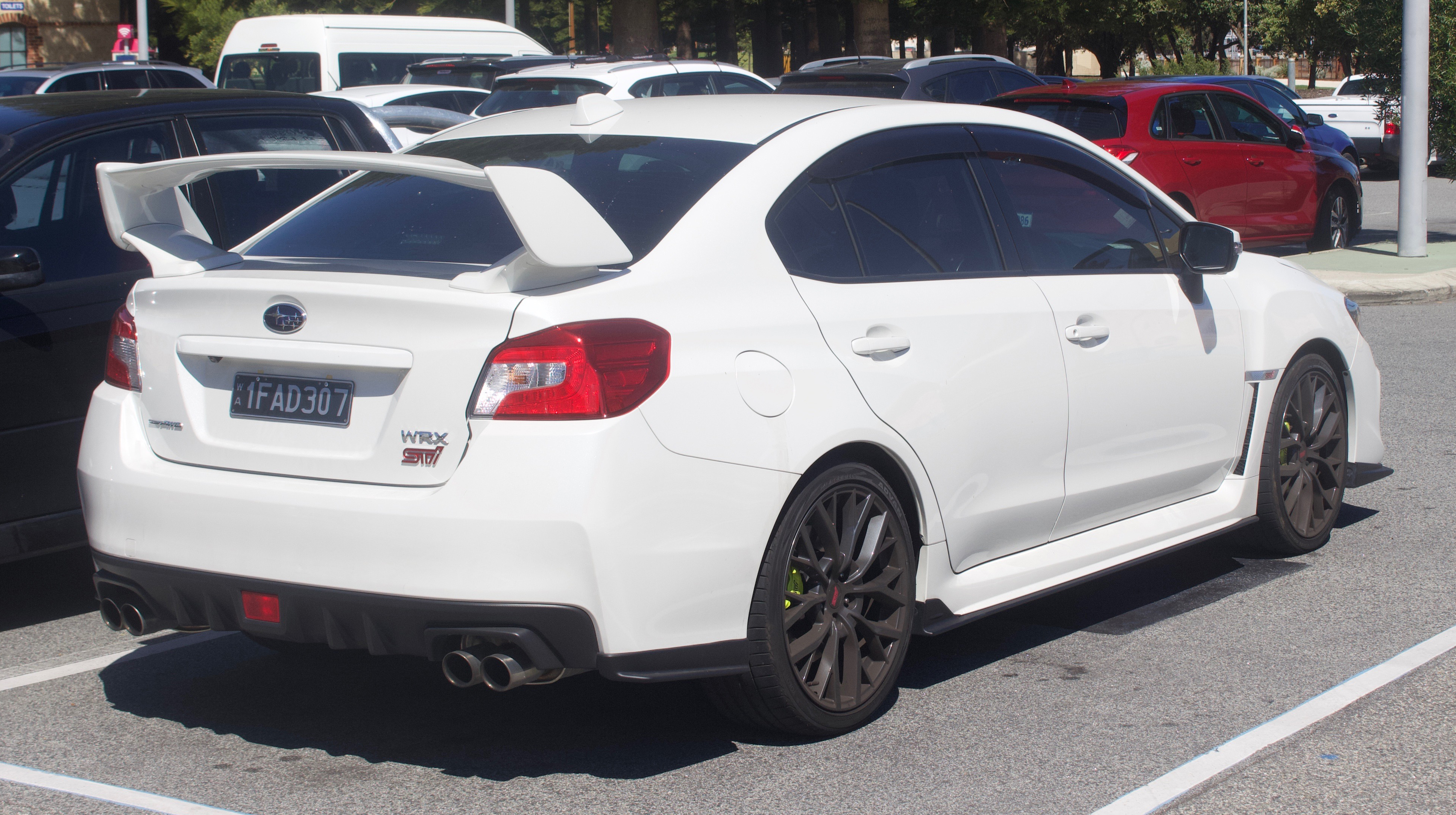
Vista lateral-trasera

Exteriormente ha cambiado con respecto a la versión anterior, cuyo último rediseño enfatiza todavía más su aspecto duro y agresivo. La parte frontal es nueva, aunque la forma de los faros cuentan con tecnología led adaptativa con luz diurna incluida, llamada "Steering Responsive Headlights" (SRH, por sus siglas en inglés). Todo lo demás ha cambiado sutilmente, como la parrilla que es más amplia, más marcada y carece del borde exterior de antes; mientras que las defensas tienen formas más duras y anchas, especialmente en la parte inferior y se han sustituido los faros antiniebla por unas entradas de aire laterales falsas más amplias. La parte central de la defensa delantera es de color negro y deja mucho más espacio para la ventilación, mientras que sobre el cofre la entrada de aire de los STi es más amplia. Otro gran cambio es el nuevo paquete de rines de aleación 19 pulgadas (48,3 cm) de serie, con un nuevo diseño de radios en forma de "Y" en neumáticos de medidas 245/35, así como unos frenos de disco ventilados y perforados más grandes firmados por Brembo, cuyas pinzas están pintadas en color amarillo. En cuanto a la parte trasera, casi no ha cambiado, la única diferencia es que los clientes pueden optar por ordenarlo sin el gigantesco alerón trasero, asociado a la versión Confort Edition.
En su interior es prácticamente idéntico al modelo 2016, excepto por unas gráficas nuevas en el cuadro de mandos, el reposabrazos central y una mayor profusión del negro piano que se reparte por el tablero, las molduras de las puertas y la consola central. También incorpora de serie avisos de punto ciego en los retrovisores con alertas visuales, acústicas y luces de carretera automáticas, además de regulación eléctrica para el asiento el conductor. Otros cambios menores incluyen una pantalla en la parte superior del tablero donde se muestra información, crece de tamaño de 4,3 a 5,9 pulgadas (10,9 a 15,0 cm), con una mejor definición y más opciones. En general, se siente acogedor, con una sensación de buena calidad y bastante alta en sus acabados. Aunque se siente con un interior bastante espacioso, el punto a mejorar sería el espacio para las piernas de los pasajeros en la parte trasera, pero de todas maneras hay espacio para viajar cómodamente. La cajuela tiene una capacidad de 460 litros (16,2 pies cúbicos).
Su bóxer de 2457 cm³ (2,5 L; 149,9 plg³) da más de lo que parece en un primer momento y cuando supera las 4000 rpm, va hacia la línea roja hasta casi las 7000 rpm en un sprint. Entrega una potencia máxima de 300 CV (296 HP; 221 kW) y 407 N·m (300 lb·pie), que se trasladan a las cuatro ruedas, moviendo sus 1615 kg (3560 libras) de peso. El reparto de fuerza entre ambos ejes se puede regular con el "Multi-Mode DCCD", que está detrás de la palanca de cambios. Puede funcionar en modo automático o manual, según lo elija el conductor, regulando la entrega de par bloqueando el diferencial central. En cuanto a la electrónica disponible, se puede desconectar el control de estabilidad con un botón en la parte lateral izquierda del volante, resultando así un coche seguro.

#### WRX STI S208 y S209

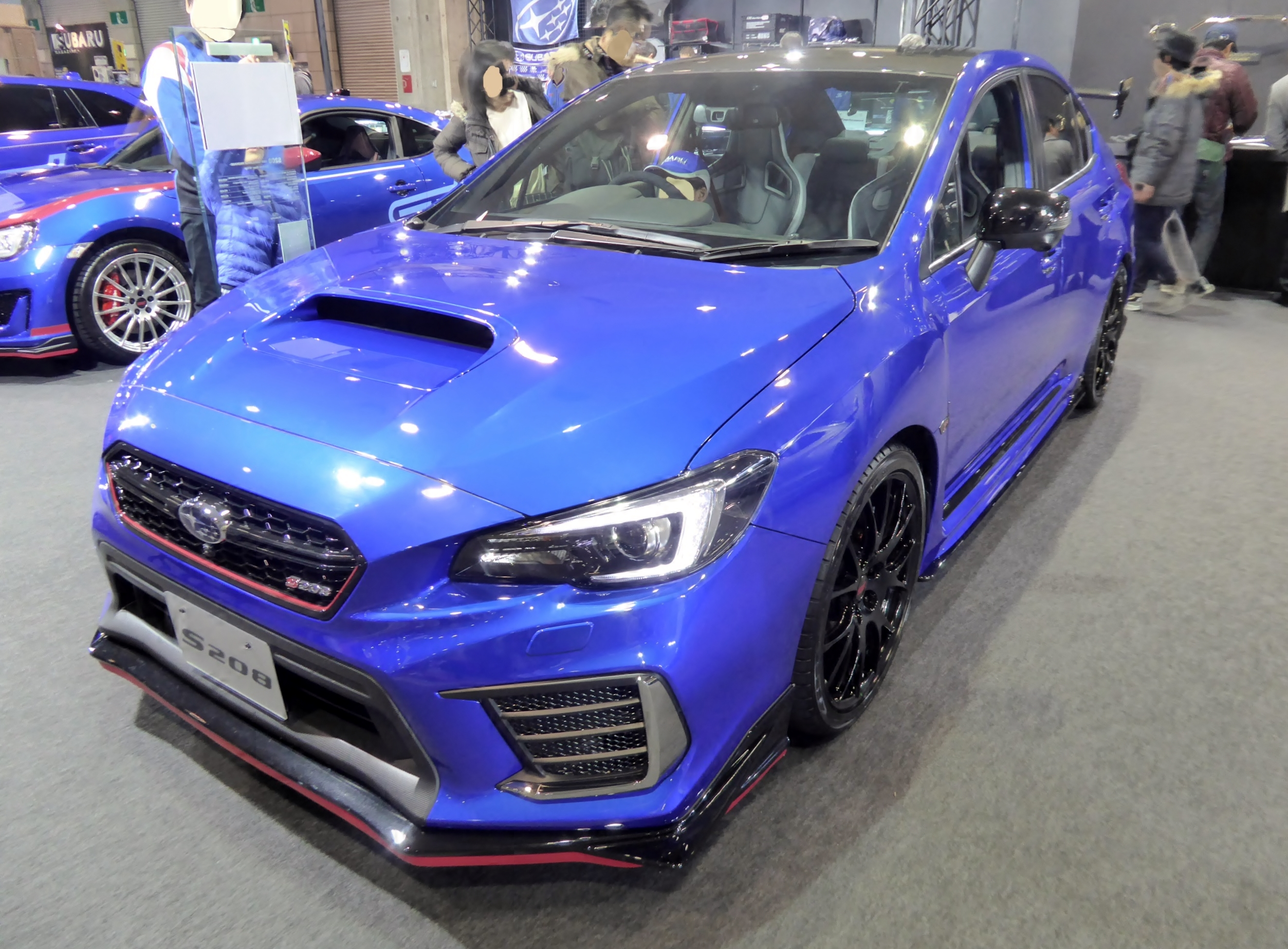
WRX STI S208 en azul con el paquete NBR Challenge, en el Salón del Automóvil de Osaka de 2018

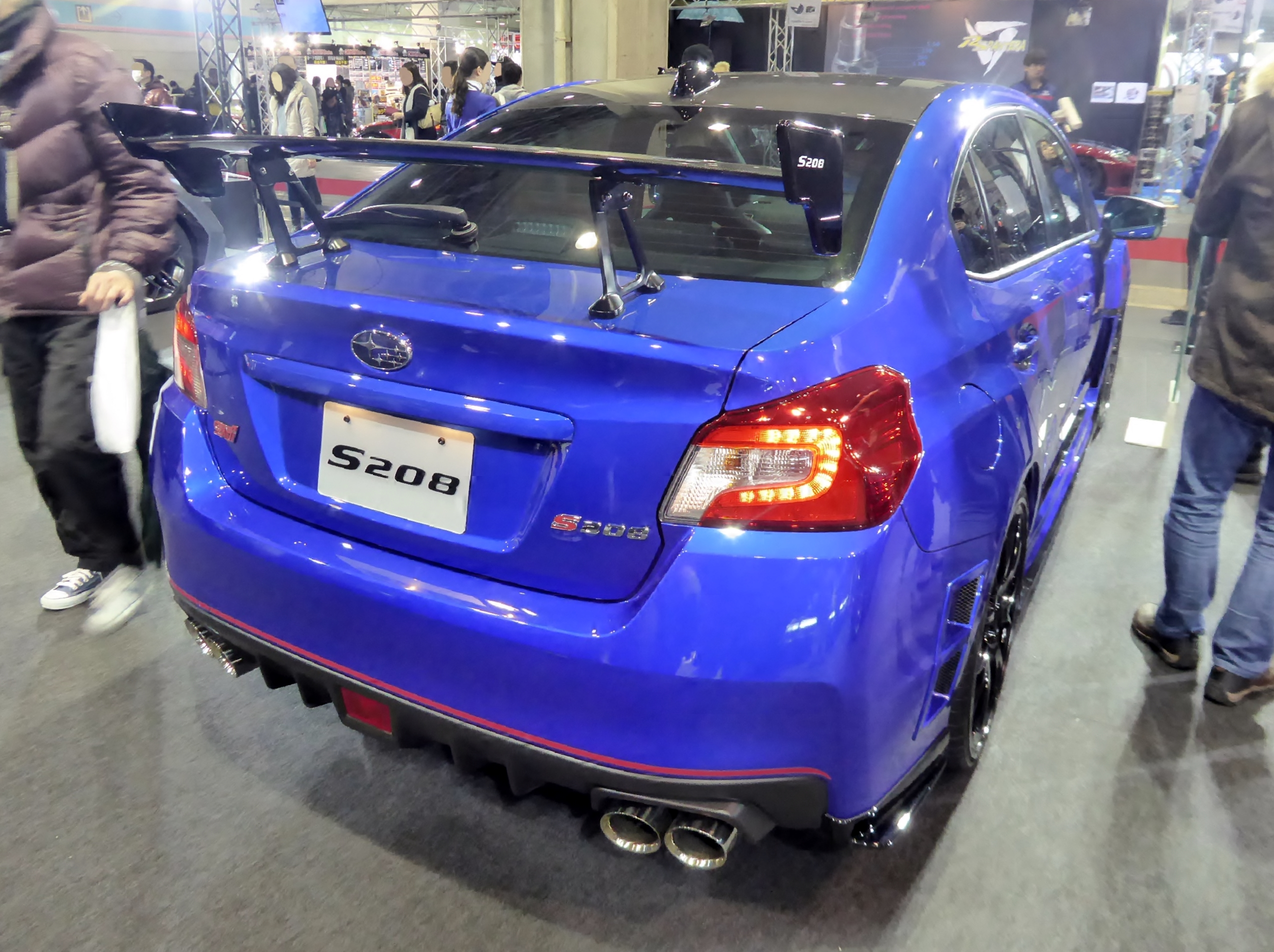
Vista trasera del WRX STI S208

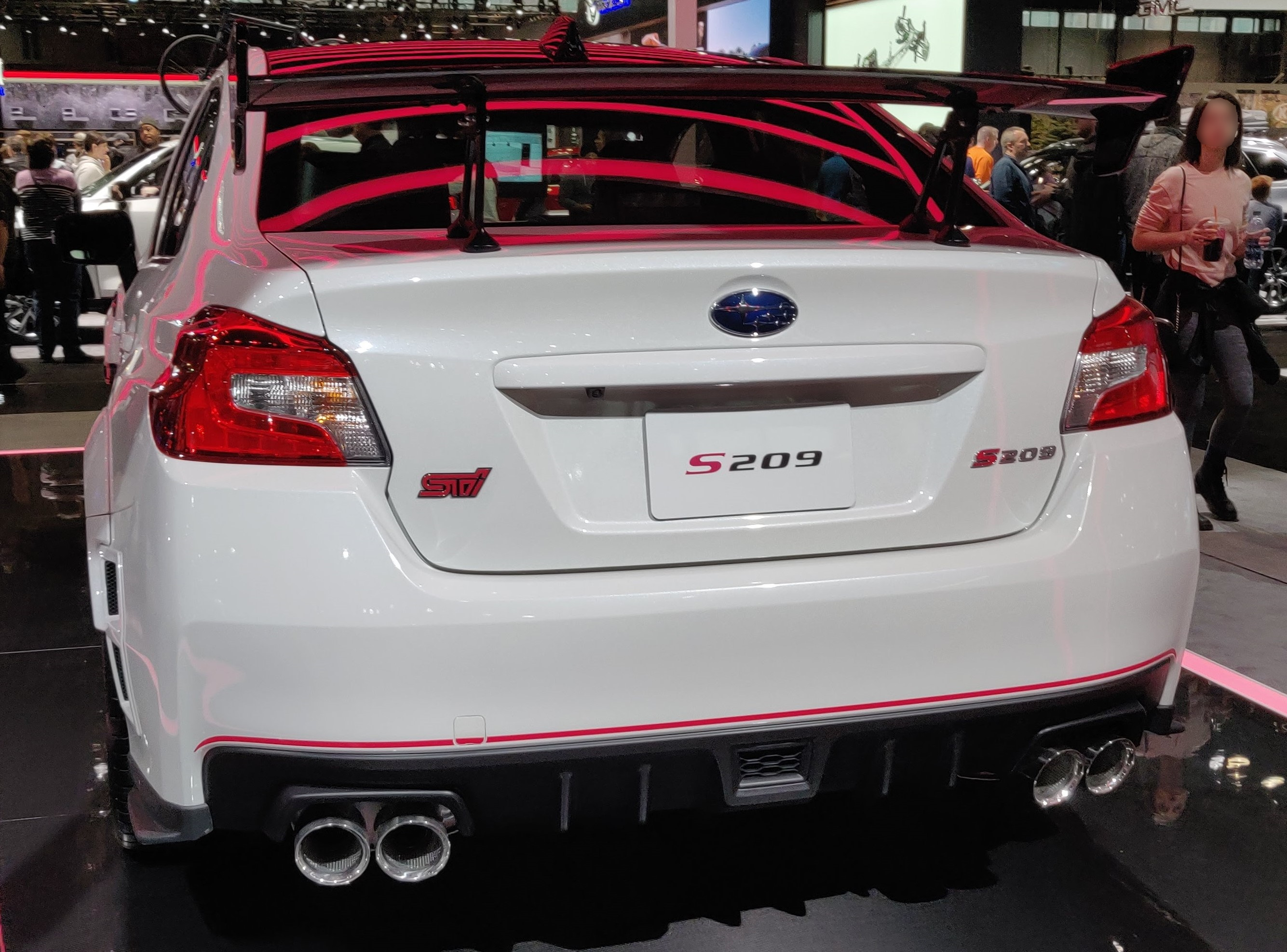
Vista trasera del WRX STI S209

El WRX STI S208 era una edición limitada a solamente 450 unidades que, según el fabricante, es el tope de gama del WRX STI, para ser el más deportivo. Fue presentado en el Salón del Automóvil de Tokio de 2017 para celebrar los 30 años la división STi ("Subaru Tecnica International"). Estaría disponible con un paquete NRB Challenge, que incluye partes en fibra de carbono como el techo o el alerón trasero con logotipo "S208". Su bóxer de cuatro cilindros turbo de 2457 cm³ (2,5 L; 149,9 plg³) se ha ajustado al hacer cambios en la unidad de control de motor (ECU), para incrementar la potencia de 300 a 329 CV (296 a 324 HP) (221 a 242 kW) del modelo convencional, mejorando en consecuencia las prestaciones. También incorpora reparto vectorial de par. Otras modificaciones incluyen: suspensión delantera Bilstein DampMatic con amortiguadores ajustables, muelles y amortiguadores traseros también Bilstein, rines de aluminio forjado BBS en neumáticos Dunlop Sport Maxx RT de medidas 255/35 ZR19 pulgadas (48,3 cm) y frenos firmados por Brembo.
Estaban disponibles 100 unidades en colores blanco o azul perlados, aunque para el paquete NBR Challenge también se ofrecía en gris caqui, de las cuales se fabricaron las 350 restantes. El exterior agregaba salidas de escape específicas, además de nuevos elementos aerodinámicos como el separador (splitter) delantero o un alerón para la tapa de la cajuela fabricado en fibra de carbono. Su interior se ofrecía con asientos tipo baquet Recaro forrados en cuero, equipo de audio con seis bocinas, distintivos STI o placa conmemorativa de la edición, entre otros.
El WRX STI S209 fue presentado en el Salón del Automóvil de Detroit de 2019 que, al pertenecer a la serie "S", estaba inspirado en los coches que compiten en el Nürburgring y solamente estaba disponible en Estados Unidos en una edición limitada a 200 unidades. Se podía ordenar en dos colores: blanco con rines dorados o azul metalizado Mica, combinado con rines grises.
Su bóxer con código EJ25, tenía un nuevo y más grande turbo HKS y una presión de soplado aumentada de 16,2 a 18 psi (1,1 a 1,3 bares), que resultó en un aumento del 10% en el par máximo a las 3600 rpm, con lo que su potencia aumentó a 346 CV (341 HP; 254 kW); además tenía pistones y bielas forjadas para una mayor resistencia y ligereza de sus piezas móviles, nueva admisión, bomba de gasolina e inyectores. Incluía también un sistema de pulverización de agua controlada por el conductor con un botón detrás del volante, a fin de ayudar a refrigerar el intercooler. Los silenciadores de alto rendimiento y las salidas de escape de acero inoxidable pulidas a mano de 101 mm (4 pulgadas) eran más grandes. El diferencial y de los modos de conducción tenían una nueva gestión electrónica. La única transmisión disponible era una manual de seis velocidades y tracción integral permanente. Era posible escoger tres diferentes modos de manejo: Intelligent, Sport y Sport Sharp. Estaba equipado con rines BBS pintadas en dorado de 9 x 19 pulgadas (22,9 x 48,3 cm) en neumáticos Dunlop GT600A de 265 mm (10,4 pulgadas) de ancho que ayudan a mejorar el agarre lateral del coche a más de 1.0 G, además de frenos de discos de acero perforados Brembo, con pinzas delanteras monobloque de seis pistones y traseras de dos pistones. La suspensión tenía amortiguadores Bilstein, con muelles y barras estabilizadoras más firmes, siendo la trasera de 20 mm (0,8 pulgadas) para garantizar un mejor desempeño, así como una serie de barras de refuerzo en la parte delantera y en el subchasis trasero, mientras que la barra de refuerzo superior delantera era flexible, es decir, una “barra de torretas” articulada en su centro por una rótula, a fin de ayudar a reforzar la rigidez del coche y permitiendo al mismo tiempo un poco de flexibilidad longitudinal. Otras modificaciones estaban en la aerodinámica de la carrocería, con separadores (splitters), alerones y demás tomas y extractores de aire, así como el techo en fibra de carbono.

#### WRX S4

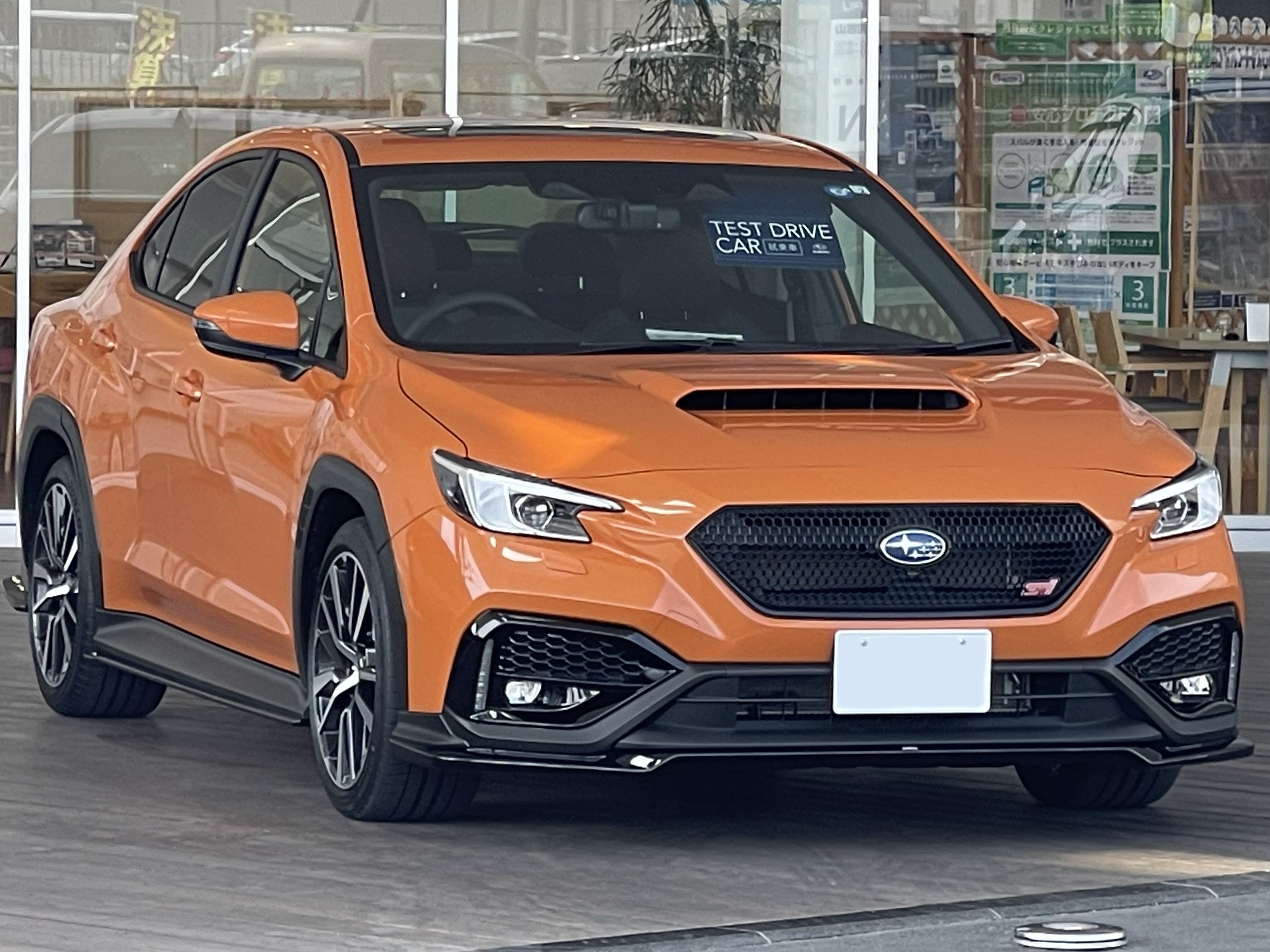
WRX S4 STI Sport R EX (VBH)

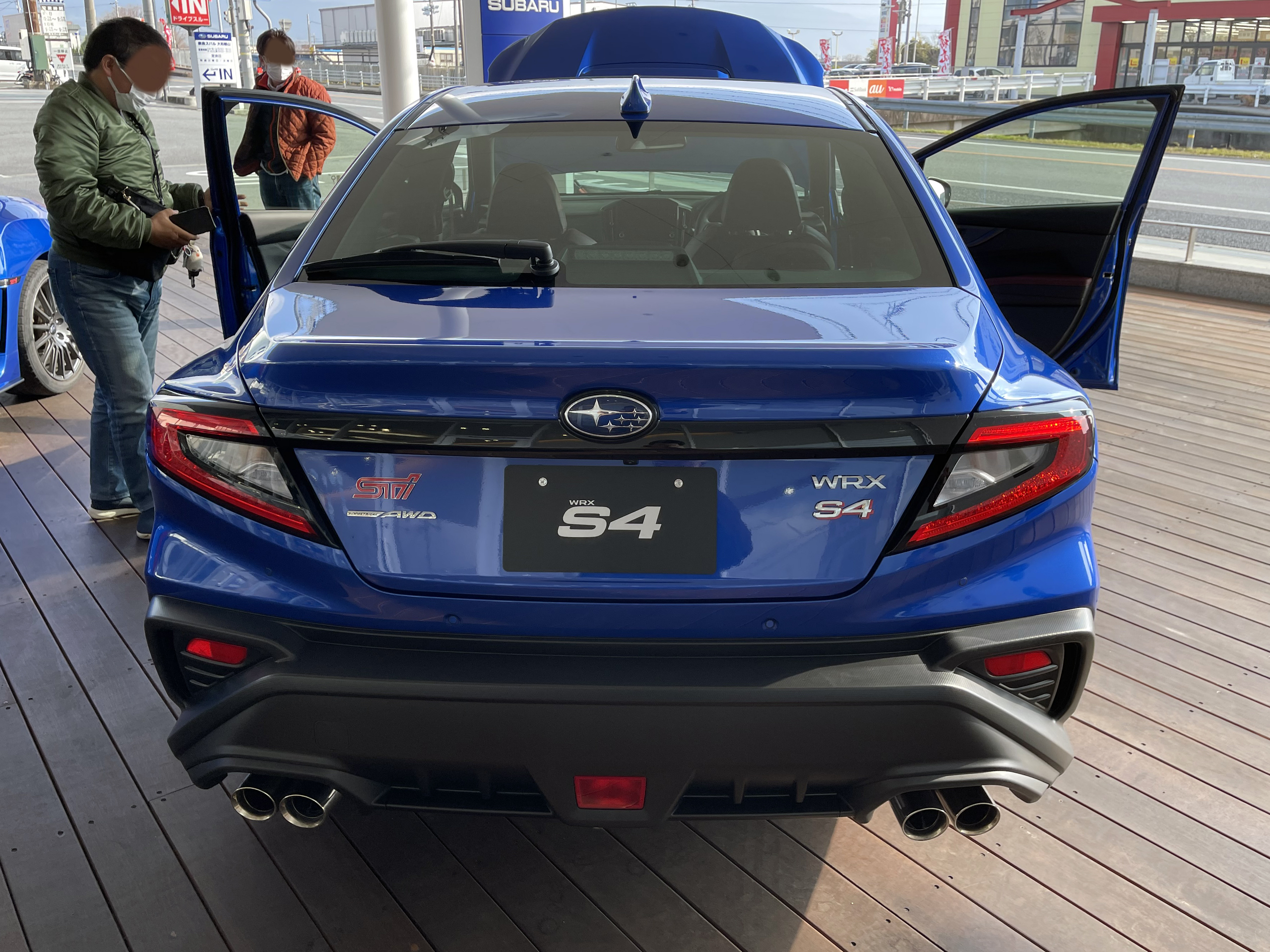
Vista trasera en azul

La variante WRX S4 tenía cambios a nivel estético y ligeros ajustes en su planta motriz. Se ofrecía en dos acabados con denominación STi, entregando la misma potencia que los demás WRX. Estaba a la venta solamente en Japón, con una posible versión STi que superase los 300 CV (296 HP; 221 kW), aunque no difiere mucho de la versión estadounidense.
Sus principales cambios están en los faros delanteros sin reflectores, la insignia "S4" en el portón trasero y un limpiaparabrisas en la luna posterior, la parrilla rediseñada en color gris, que pasa a ser negro brillante manteniéndose el motivo de panal de abeja, así como el difusor trasero; mientras que para la carrocería recibió un trabajo aerodinámico mejorado y revisado, que agregaba un nuevo labio frontal, salidas de calor para las ruedas traseras y un nuevo juego de rines multiradio de 18 pulgadas (45,7 cm) pintados en color negro. Se ofrecía en una tonalidad exclusiva de color Solar Orange Pearl (anaranjado), aunque podía ordenarse también en: Sapphire Blue Pearl (azul), Ignition Red (rojo) y Ceramic White (blanco), mientras que los emblemas STi venían en rojo.
Monta el mismo bóxer turbo de cuatro cilindros de 2387 cm³ (2,4 litros) con 275 CV (271 HP; 202 kW) y un par máximo aumentado a 375 N·m (277 lb·pie), respecto a los 345 N·m (254 lb·pie) del WRX convencional, gracias a un enfriador de aceite para la transmisión, un nuevo filtro de aire de alto flujo y un sistema de escape de doble salida, además de nuevas barras estabilizadoras delanteras y tirantes flexibles en ambos ejes para mejorar la firmeza. Este iba acoplado a una transmisión CVT "Subaru Performance", que incluye un modo secuencial virtual de ocho velocidades, ofreciendo así cambios de marcha más rápidos y mejorando la respuesta. Las dos opciones STi que se ofrecían eran: Sport R y Sport R EX, que incluyen asientos deportivos Recaro en textil microfibra Ultra Suede y cuero negro decorados con costuras en contraste en color plateado, así como pedales deportivos en aluminio. También estaban disponibles las versiones GT-H y GT-H EX, con instrumentación digital de 12,3 pulgadas (31,2 cm) y una pantalla táctil estilo "tablet" de 11,6 pulgadas (29,5 cm) para el sistema infoentretenimiento Starlink. El equipamiento también incluía los sistemas de asistencia EyeSight, con tecnologías como control de crucero adaptativo, frenada automática de emergencia o asistente de carril activo, añadiendo una cámara de 360°.

### Especificaciones
| Variantes             | Cilindrada                   | Diámetro x carrera             | Aspiración | Potencia máxima                    | Par máximo                      |
| --------------------- | ---------------------------- | ------------------------------ | ---------- | ---------------------------------- | ------------------------------- |
| 1.6i-L Sport          | 1599 cm³ (1,6 L; 97,6 plg³)  | 78,8 x 82 mm (3,10 x 3,23 plg) | Natural    | 114 CV (112 HP; 84 kW) @ 6200 rpm  | 150 N·m (111 lb·pie) @ 3600 rpm |
| 2.0i Sport            | 1995 cm³ (2 L; 121,7 plg³)   | 84 x 90 mm (3,31 x 3,54 plg)   | Natural    | 154 CV (152 HP; 113 kW) @ 6000 rpm | 197 N·m (145 lb·pie) @ 4000 rpm |
| WRX Prémium           | 1998 cm³ (2 L; 121,9 plg³)   | 86 x 86 mm (3,39 x 3,39 plg)   | Turbo      | 272 CV (268 HP; 200 kW) @ 5600 rpm | 350 N·m (258 lb·pie) @ 5200 rpm |
| WRX STI S208          | 1994 cm³ (2 L; 121,7 plg³)   | 92 x 75 mm (3,62 x 2,95 plg)   | Turbo      | 329 CV (324 HP; 242 kW) @ 7200 rpm | 432 N·m (319 lb·pie) @ 4800 rpm |
| WRX S4 STI Sport R EX | 2387 cm³ (2,4 L; 145,7 plg³) | 94 x 86 mm (3,70 x 3,39 plg)   | Turbo      | 275 CV (271 HP; 202 kW) @ 5600 rpm | 375 N·m (277 lb·pie) @ 4800 rpm |
| WRX STi               | 2457 cm³ (2,5 L; 149,9 plg³) | 99,5 x 79 mm (3,92 x 3,11 plg) | Turbo      | 300 CV (296 HP; 221 kW) @ 6000 rpm | 407 N·m (300 lb·pie) @ 4000 rpm |
| WRX STI S209          | 2457 cm³ (2,5 L; 149,9 plg³) | 99,5 x 79 mm (3,92 x 3,11 plg) | Turbo      | 346 CV (341 HP; 254 kW) @ 6400 rpm | 447 N·m (330 lb·pie) @ 3600 rpm |

## Sexta generación (GU; a partir de 2023)

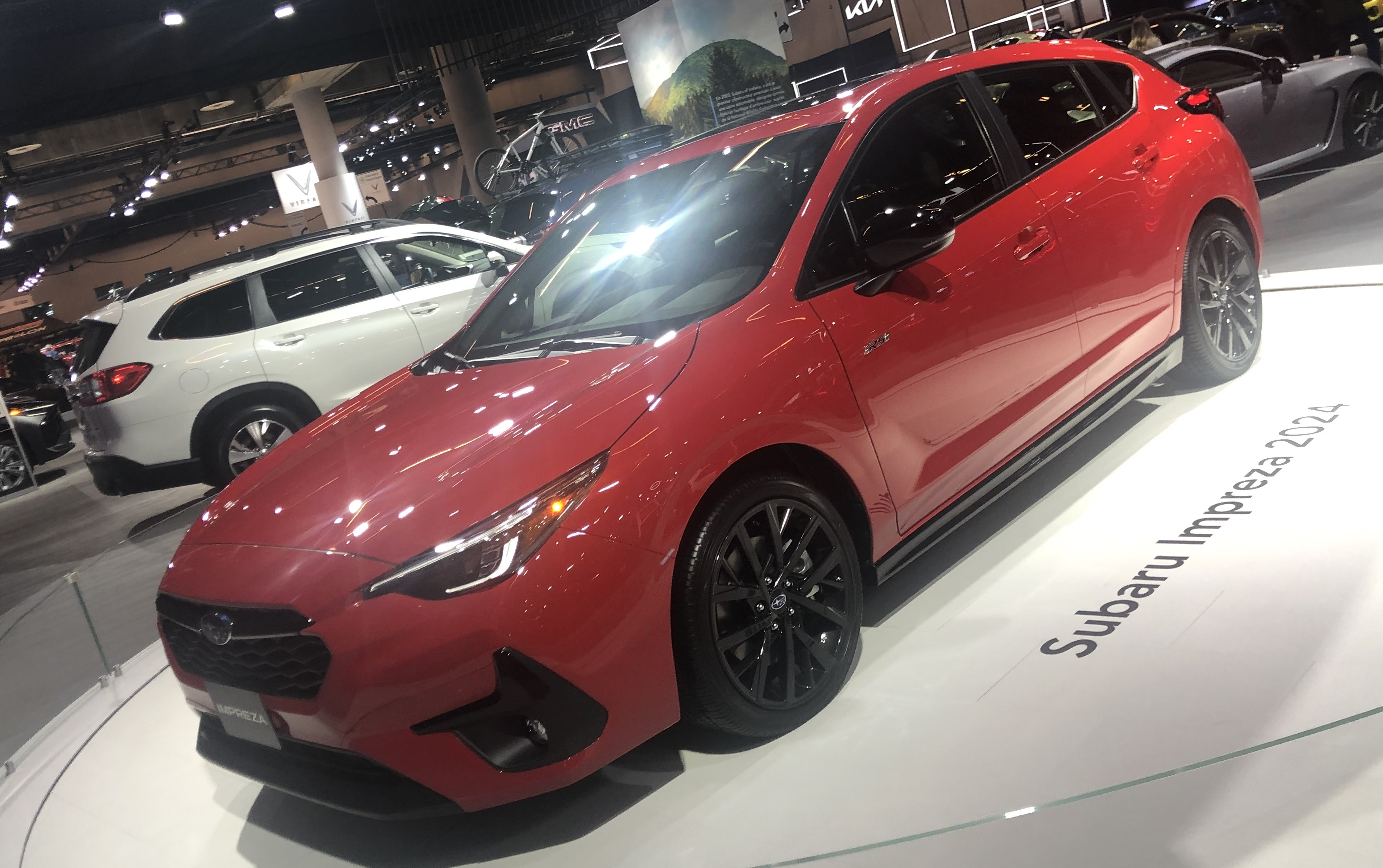
Modelo 2024 en el Salón Internacional del Automóvil de Montreal de 2023

Se esperaba que la sexta generación tendría una gran renovación con una completa puesta a punto para la primera mitad de 2023, que traería novedades en cuanto a su diseño y mecánica. Los cambios estéticos serían importantes en la versión hatchback. En su mecánica, se esperaba que las motorizaciones fueran de cuatro cilindros de 1.2 y 2.0 litros, especulando también la introducción de un nuevo 1.5 litros, aunque hasta ese momento no había información sobre alguna versión híbrida.
La introducción de la nueva generación ha sufrido un retraso debido al desabasto global de microchips y semiconductores. Tendría unas medidas muy similares a las del nuevo Crosstrek, un modelo que mide 4480 mm (176,4 pulgadas) de largo y una distancia entre ejes de 2670 mm (105,1 pulgadas). Otros modelos en el mercado actualmente tienen unas dimensiones muy similares. Esto mismo pasaría con tanto con el Impreza como el Crosstrek. En cuanto a su mecánica, podría variar dependiendo el lugar, ya que para el caso de Japón tendría un 2.0 litros electrificado con tecnología "e-Boxer", acoplado a una transmisión CVT y tracción total de serie. También se especulaba sobre la posibilidad de que se ofrezca un bloque de 1.8 litros turbo para la versión STI Sport. En cuanto al equipamiento tecnológico de conectividad y seguridad, estaría compartido con el nuevo Crosstrek, es decir, sería un coche más digital y conectado. También habría una versión mejorada del paquete EyeSight con nuevos sistemas de asistencia.
Hizo su debut el 17 de noviembre de 2022 en el Salón del Automóvil de Los Ángeles. Destaca la reducción de la gama a solamente una carrocería de cinco puertas y con un sistema multimedia totalmente nuevo, aunque sin la opción de ofrecer una transmisión manual, ya que se elimina. Sus formas son más suaves, con ciertos detalles afilados, notándose mucho más maduro. Llegaría primero a Estados Unidos, donde tendría previsto iniciar sus ventas en la primavera de 2023; y después a Europa a finales del mismo año. Esto es al haber cumplido 30 años en los que ha cambiado mucho, aunque es más una actualización del modelo que todavía estaba vigente, pero es lo suficientemente profunda como para no considerarse un mero rediseño. La vista lateral, el frontal y la parte trasera han sido rediseñados. Mide 4,48 m (176,4 pulgadas) de largo, 1,78 m (70,1 pulgadas) de ancho y 1,48 m (58,3 pulgadas) de alto. Es bastante grande para tratarse de un compacto. La distancia entre ejes se mantiene en 2,67 m (105,1 pulgadas), en parte por la plataforma Subaru Global que sigue siendo la misma. El fabricante también asegura haber reforzado el chasis para aumentar la rigidez en un 10%, debido a los adhesivos estructurales adicionales que también reducen el peso. La dirección es nueva y la tracción total Symmetrical All Wheel Drive se ha revisado y mejorado para que su respuesta sea más rápida, incluyendo vectorización de par. También hay mejoras en los sistemas de seguridad integrados en el conocido "EyeSight" de la marca, que le permite tener elementos avanzados como el freno autónomo de emergencia, monitor de punto ciego, mantenimiento de carril, control de crucero adaptativo, entre otros. El servofreno es eléctrico, lo que le permite que se integre en el EyeSight, habilitando algunos de sus sistemas de prevención de accidentes y así poder identificar a los peatones y ciclistas antes en las intersecciones, provocando que esa asistencia eléctrica haga que el tacto del pedal sea menos preciso. También viene con una cámara mejorada, software actualizado y un sistema de advertencia de punto ciego.
En cuanto a su diseño, los faros tienen una forma más afilada y la parrilla es algo más grande. La parte trasera varía algo más con unos pilotos completamente renovados, defensas de diseño diferentes y salidas de escape a la vista. La variante RS ofrece una imagen más deportiva, a partir de inserciones exteriores en color gris oscuro y rines de aleación de 18 pulgadas (45,7 cm), con faros led de serie y un interior cuyos asientos son específicos de tela negra.
Su nueva motorización es un bóxer de 1998 cm³ (2 L; 121,9 plg³) con 152 HP (154 CV; 113 kW) y 145 lb·pie (197 N·m), conservando también la transmisión Lineartronic CVT de ocho velocidades simuladas al elegir el modo manual. Se esperaría que su rendimiento sería de 10 segundos para acelerar de 0 a 100 km/h (62 mph) y un consumo bastante alto de 7,7 L/100 km (13,0 km/L; 30,6 mpgAm). Para el mercado de Estados Unidos se ofrecería una versión RS de 2457 cm³ (2,5 litros) con 182 CV (180 HP; 134 kW) y 178 lb·pie (241 N·m) que no llegaría a Europa, considerada como una variante un poco más potente y mejor equipada. También se comentaba la posibilidad de que se ofrezca con un motor de gasolina de 1.5 litros y con otro de 1.8 litros turbo para la versión STI Sport. Todas las versiones también tienen instalada la misma dirección automática de cremallera asistida electrónicamente de doble piñón, heredada del WRX de quinta generación. Según el fabricante, ofrece la misma sensación de dirección más directa y natural y una mayor capacidad de respuesta.
En su interior, el tablero es totalmente nuevo pareciendo más refinado y cuadrado que el modelo saliente, con unas salidas de aire acondicionado de los costados que crecen y una calidad de construcción bastante buena. También estrena un nuevo sistema multimedia Subaru Starlink Plus de asistencia remota, al igual que servicios de seguridad conectados para el auto, el cual se integra en una pantalla de 11,6 pulgadas (29,5 cm) cambiando a una disposición vertical y que podría complementarse con Android Auto y Apple CarPlay sin necesidad de cables, además de un sistema de audio Harman Kardon de 10 bocinas. También serían mejorados los asientos con un mayor soporte, más espacio dentro del habitáculo y un mejor sistema de aire acondicionado. Es básicamente del mismo tamaño por dentro que el modelo anterior. El asiento trasero es igualmente espacioso, mientras que el área de carga es un poco más pequeña debido a las salpicaderas rediseñadas, pero es una diferencia poco notable.
La compañía japonesa ha lanzado un comunicado confirmando que no habrá una versión STI del recién lanzado WRX de nueva generación. La razón, según explican, es que el fabricante está actualmente más enfocado a la electrificación, por lo tanto, están explorando oportunidades para la próxima generación de un WRX STI eléctrico. Mientras tanto, no se producirá una versión de combustión interna WRX STI de próxima generación basada en la nueva plataforma WRX.

## En competición

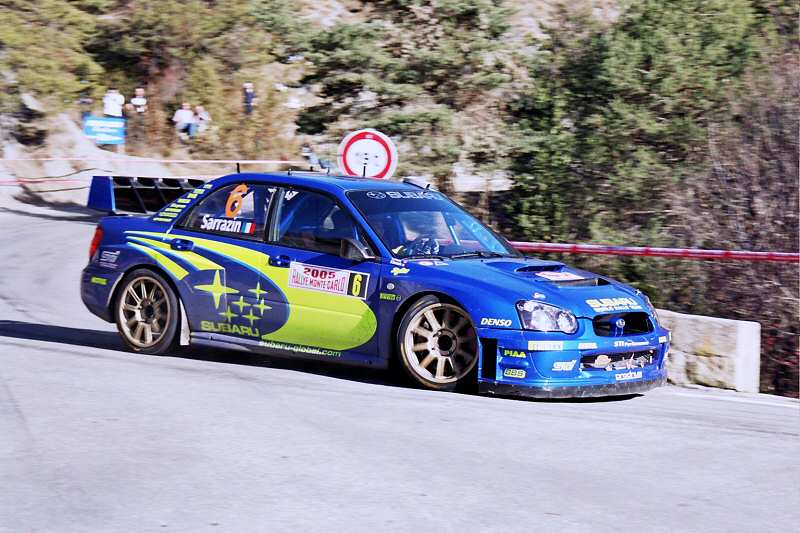
En el Rally de Montecarlo de 2005

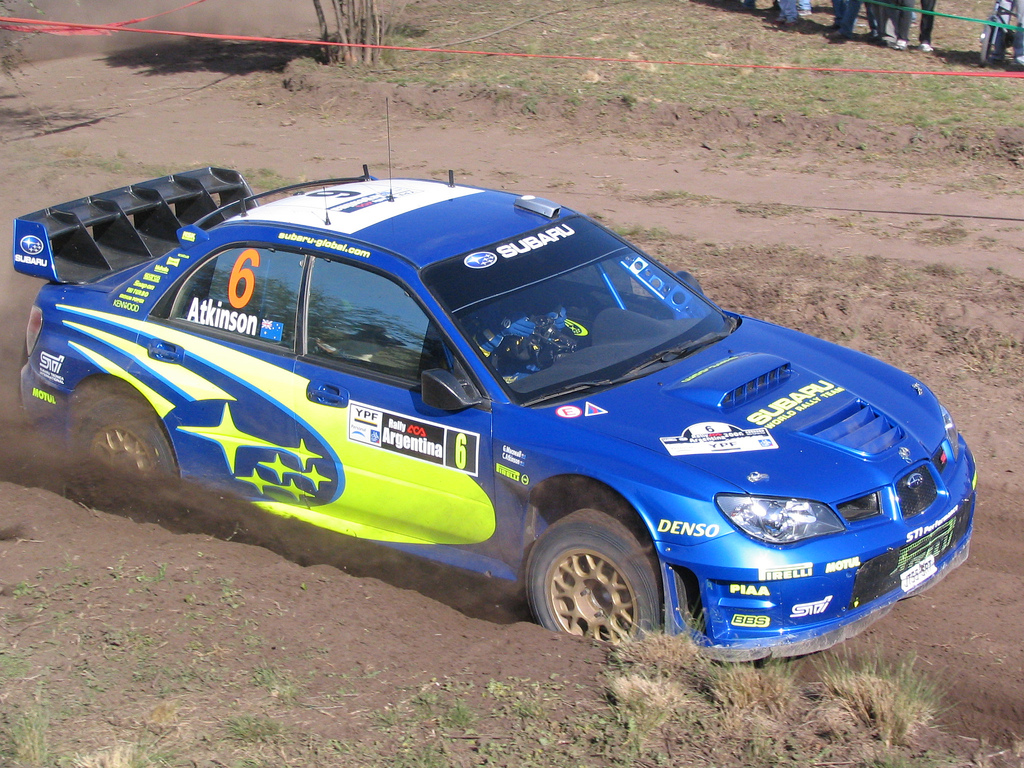
Pilotado por Chris Atkinson en el Rally de Argentina de 2006

El Impreza WRC ha sido utilizado en el Campeonato Mundial de Rally desde la temporada 1993, en las categorías Grupo N, Grupo A y WRC.
Fue construido por la empresa inglesa Prodrive, quienes ya habían preparado los modelos de la marca japonesa para competir en el mundial, como el Legacy RS (1990 - 1993) y el Impreza 555 (1993 - 1996), pero bajo regulaciones del Grupo A. El Impreza WRC ha tenido doce evoluciones, ha conseguido 35 victorias y tres títulos: dos de pilotos con Richard Burns en 2001 y Petter Solberg en 2003; y uno de constructores en 1997.
El WRX STI llegaba al mundial de rallyes para sustituir al Legacy y continuar la tradición de la marca en esta competición. Desde el principio se mostró muy competitivo y cosechó grandes victorias para la marca japonesa. Colin McRae ganó para Subaru el mundial de constructores en 1995 a los mandos de un Impreza WRX STI, repitiendo en los dos años siguientes. Se mantuvo en competición hasta que lo sustituyó la segunda generación del mismo coche.
El equipo oficial "Subaru World Rally Team", fue campeón de constructores en los años 1995, 1996 y 1997 con los pilotos Colin McRae, Richard Burns y Petter Solberg que fueron campeones al volante de un Impreza en las temporadas 1995, 2001 y 2003, respectivamente. Como consecuencia de la crisis mundial ocurrida a partir de finales de 2008, la firma decidió abandonar el mundial de rallyes.
Otras versiones se utilizan en el D1 Grand Prix y en el Campeonato Japonés de Gran Turismos, así como en competiciones de rallycross y autoslalom.